# Danh sách lâu đài còn nguyên vẹn
Đây là danh sách các lâu đài nổi bật còn nguyên vẹn xếp theo quốc gia. Lưu ý, tại Anh và Pháp có phân biệt giữa Lâu đài có tính năng phòng thủ và Lâu đài không có tính năng phòng thủ; đối với Lâu đài có tính năng phòng thủ trong tiếng Anh gọi là castle và trong tiếng Pháp gọi là château-fort, đối với Lâu đài không có tính năng phòng thủ trong tiếng Anh gọi là palace hay country house (estate house) và trong tiếng Pháp gọi châteaux.

## Anh(4)
Lưu ý ở Anh phân biệt giữa 2 khái niệm castle và palace hay country house, palace hay country house tương đương với châuteaux trong tiếng Pháp. Danh sách dưới đây liệt kê những lâu đài nổi bật ở Anh bao gồm castle và palace hay country house.

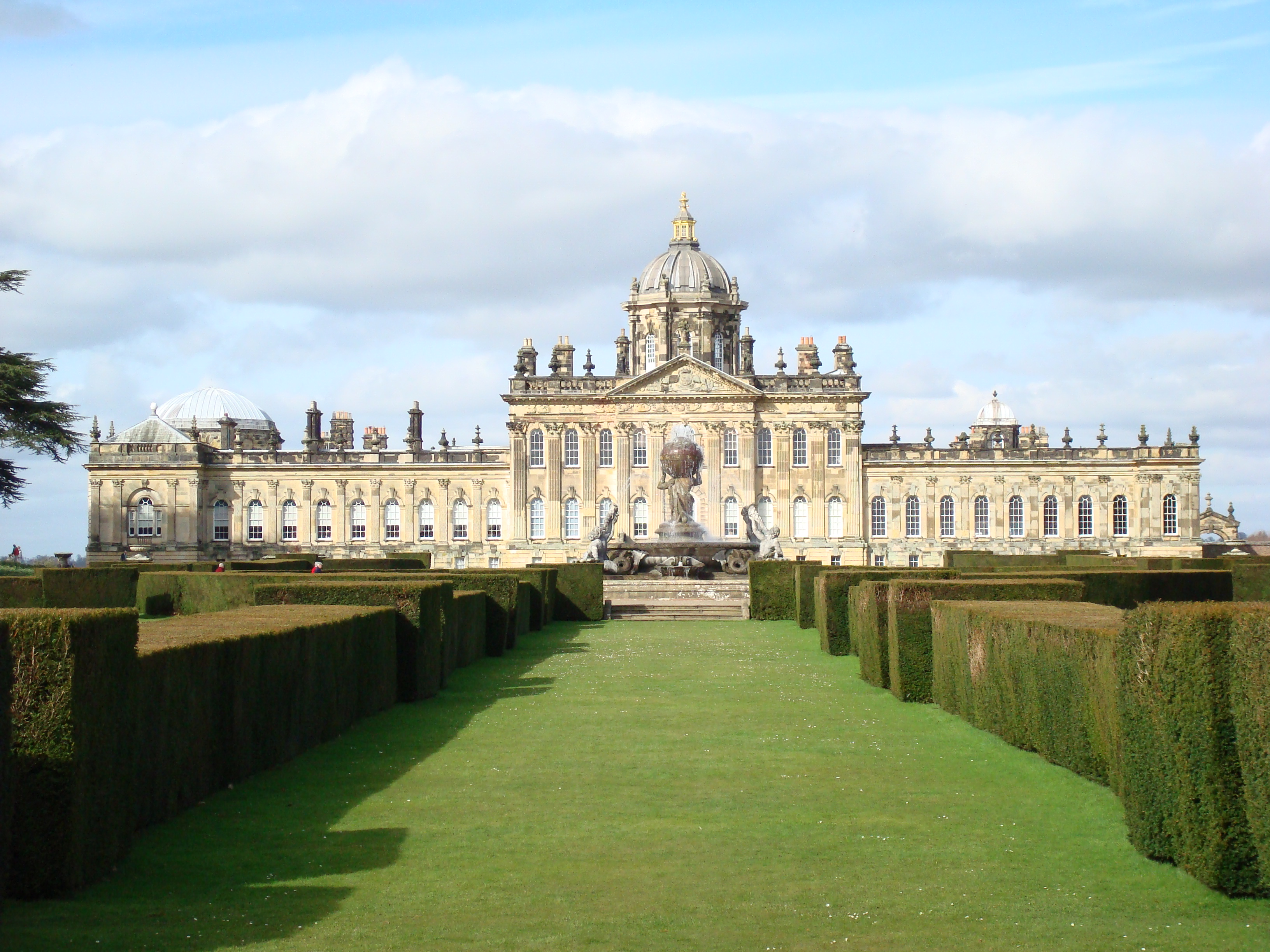
Lâu đài Howard
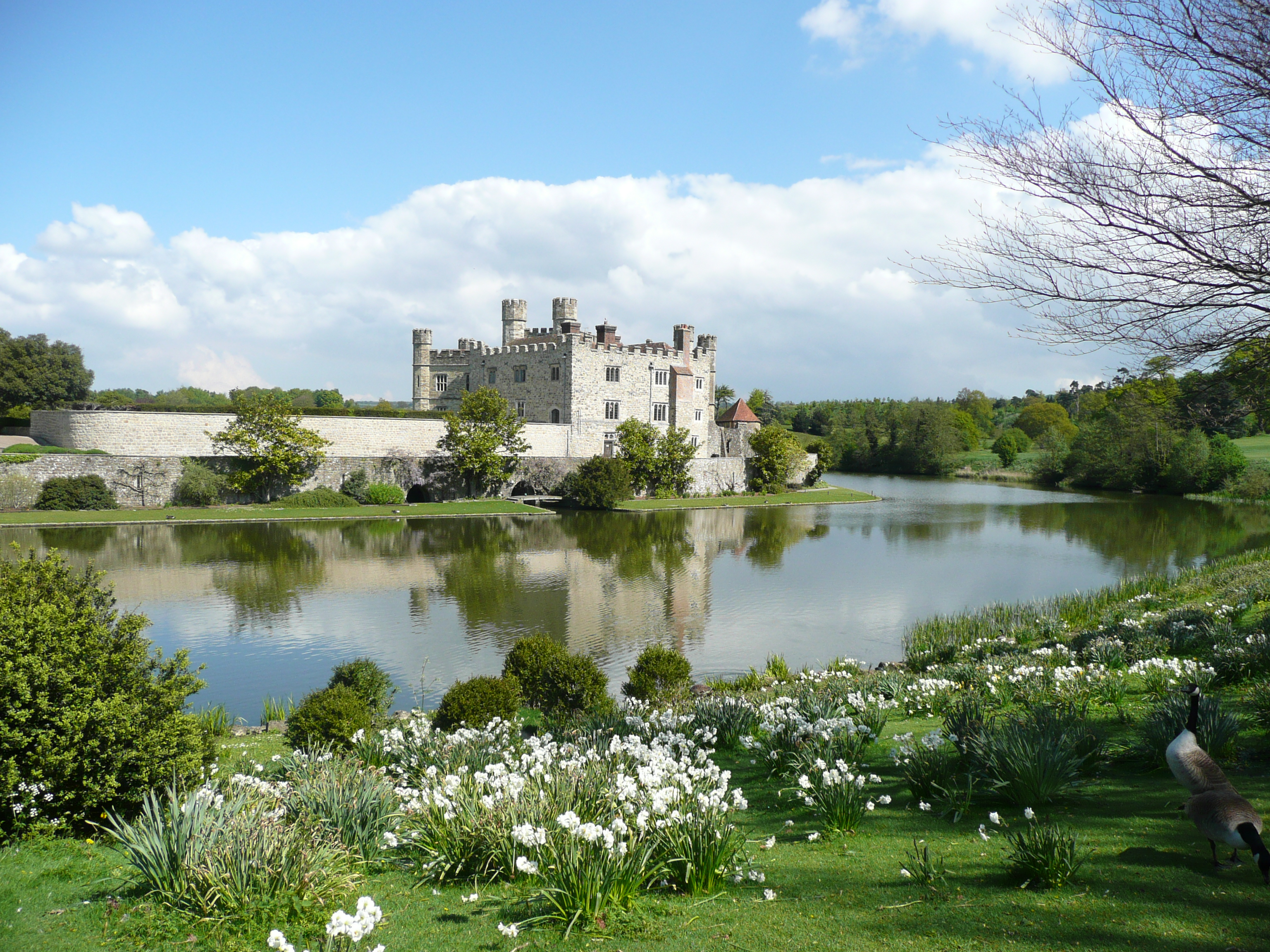
Lâu đài Leeds
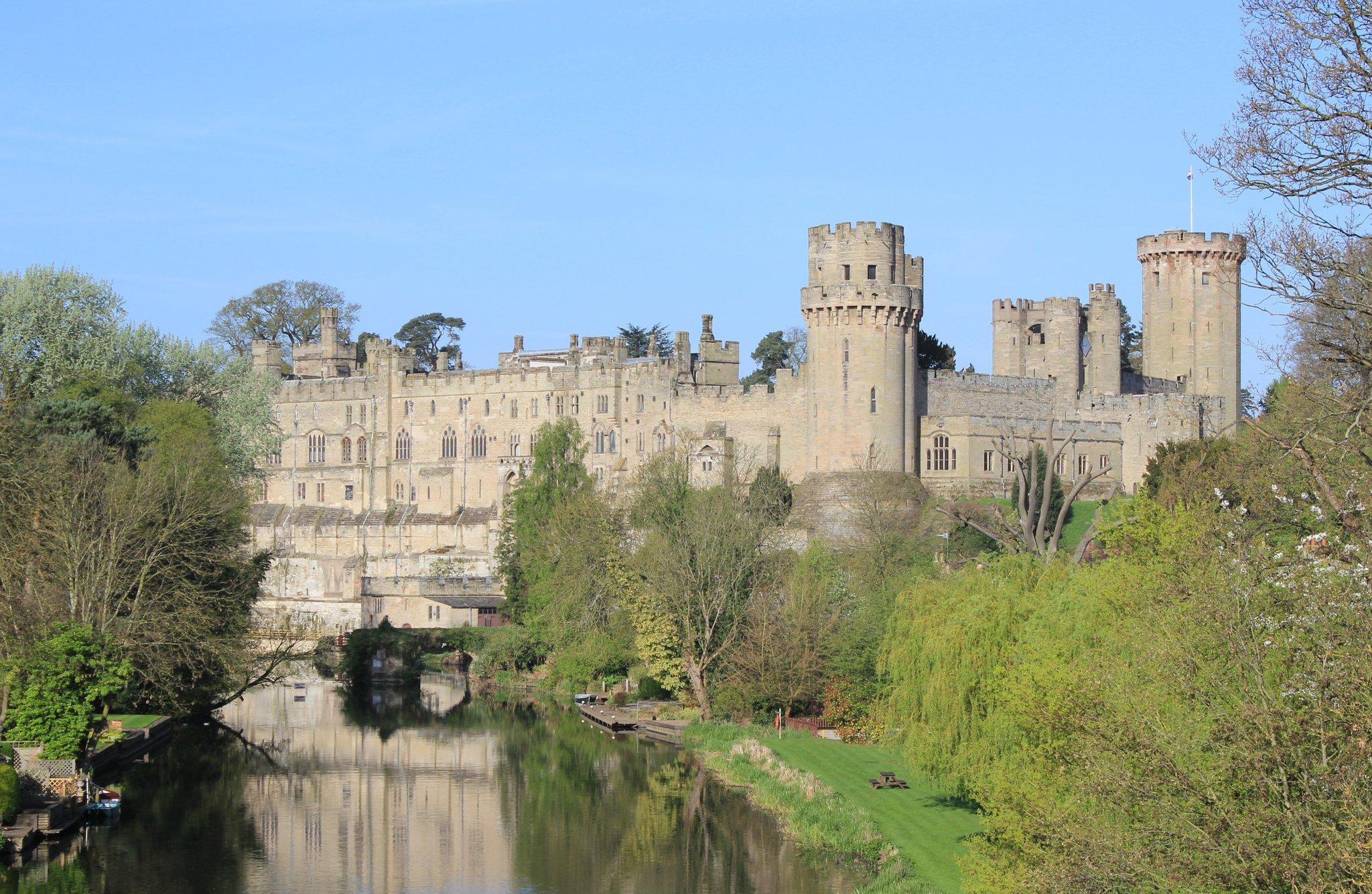
Lâu đài Warwick
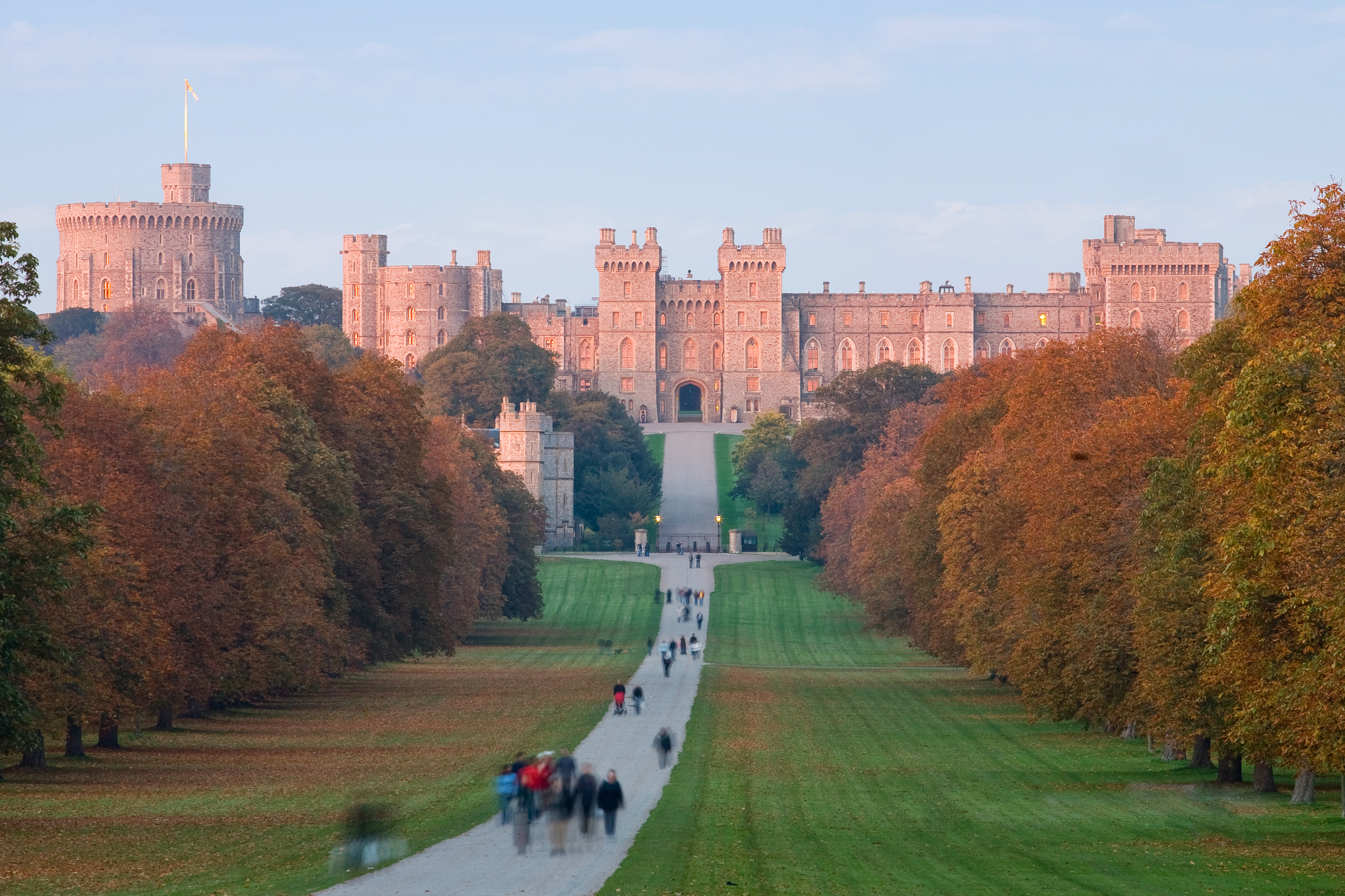
Lâu đài Windsor

## Áo(12)

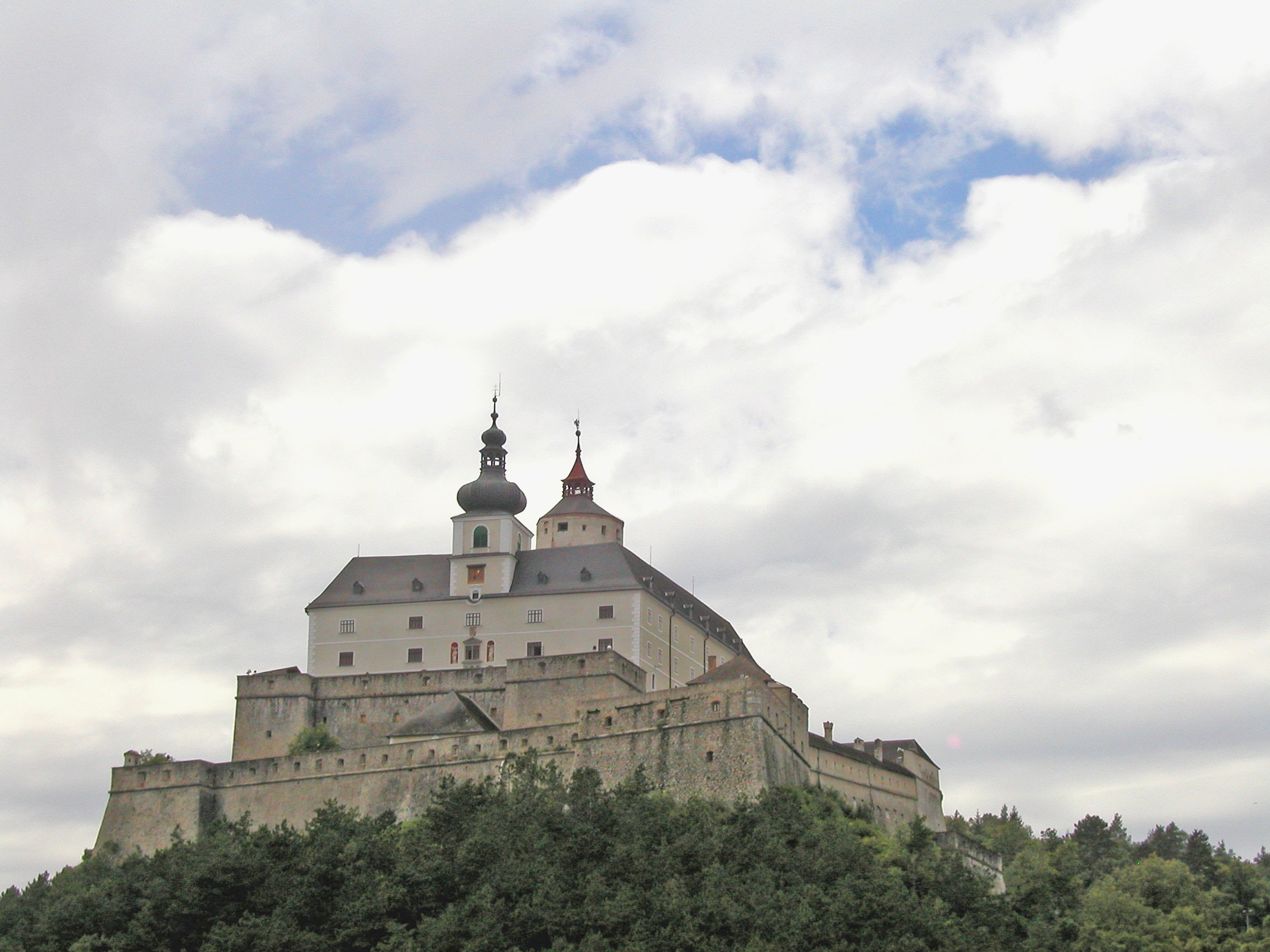
Lâu đài Forchtenstein
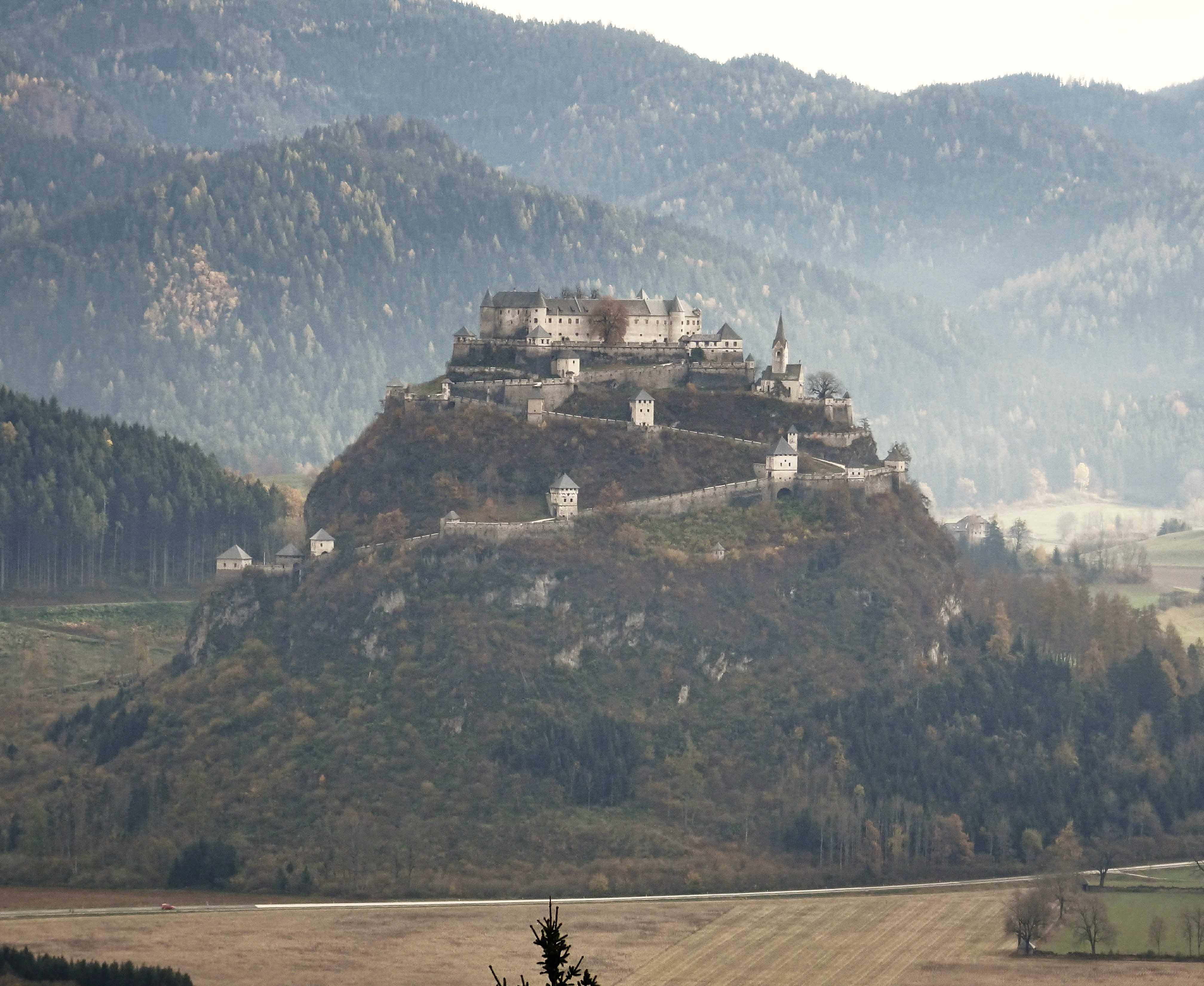
Lâu đài Hochosterwitz
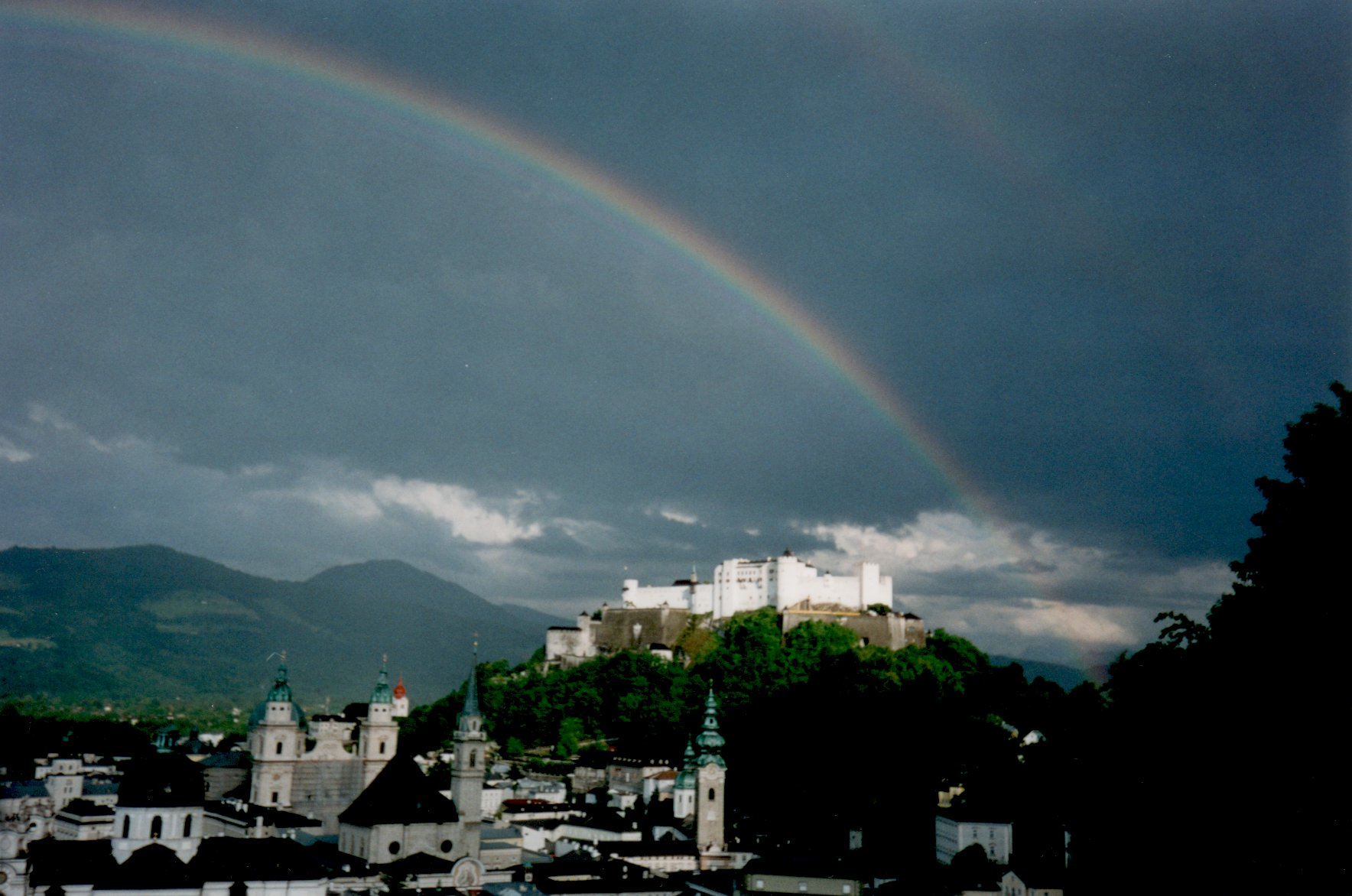
Lâu đài Hohensalzburg
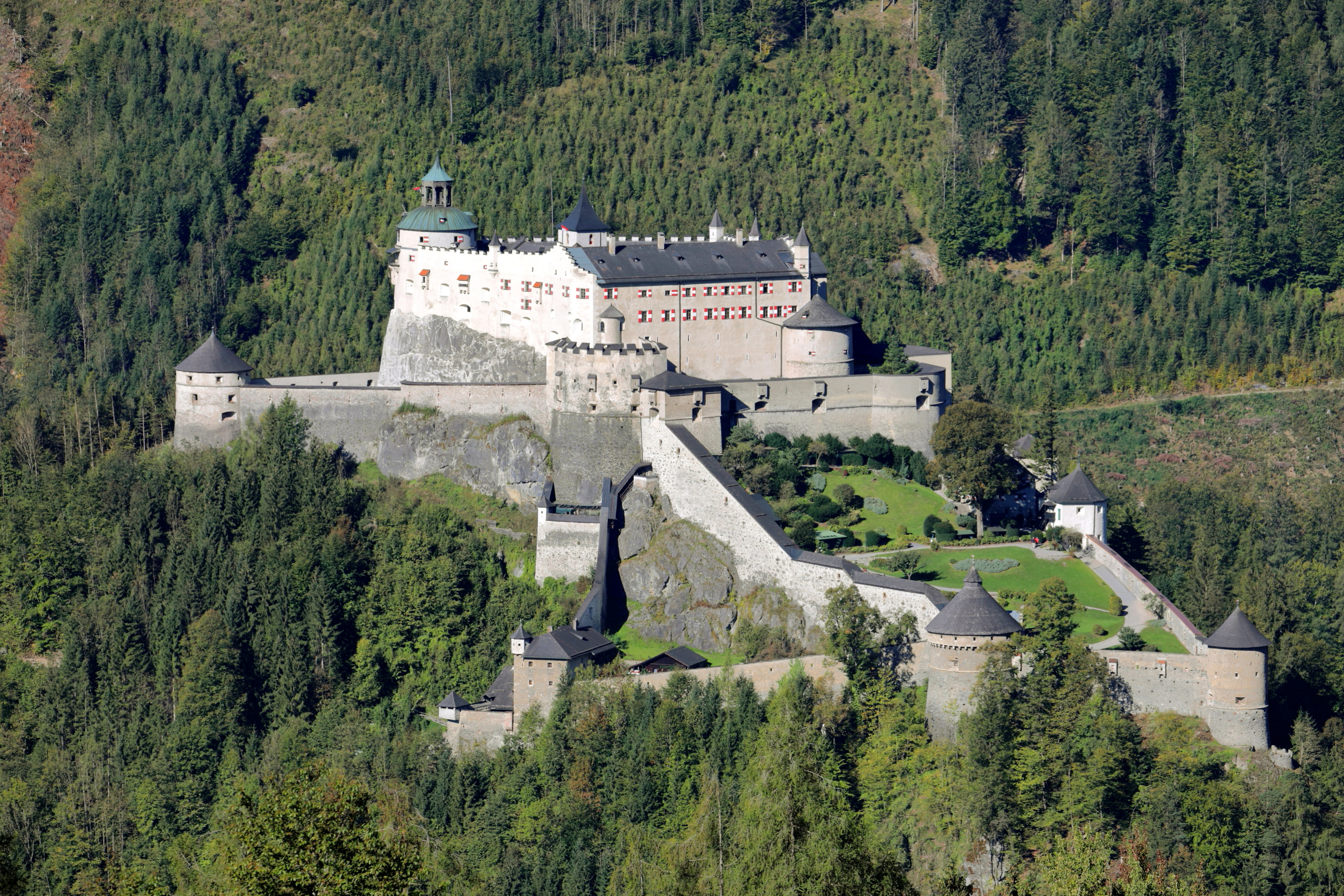
Lâu đài Hohenwerfen
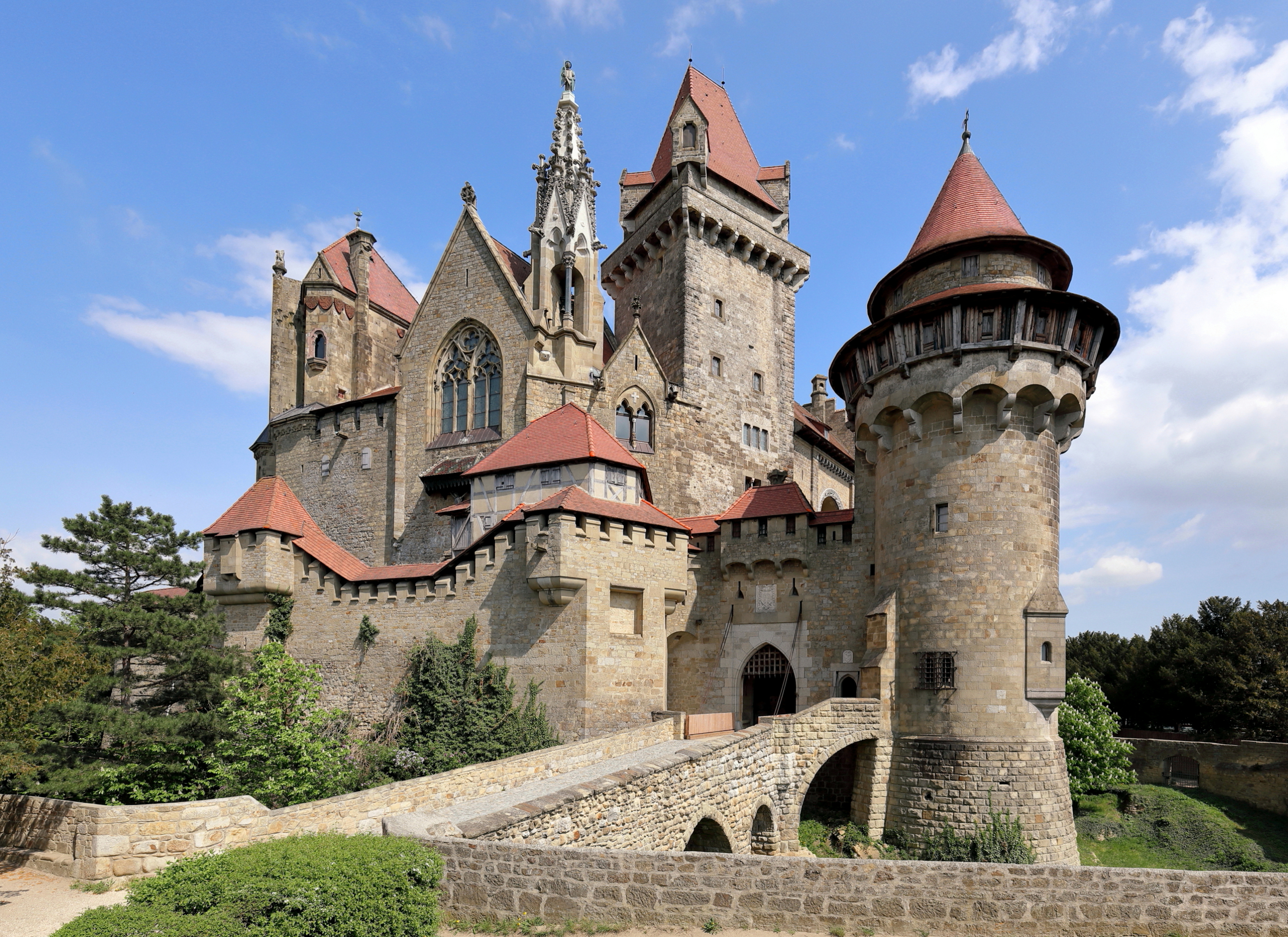
Lâu đài Kreuzenstein
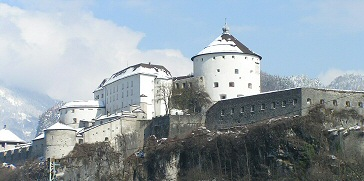
Lâu đài Kufstein
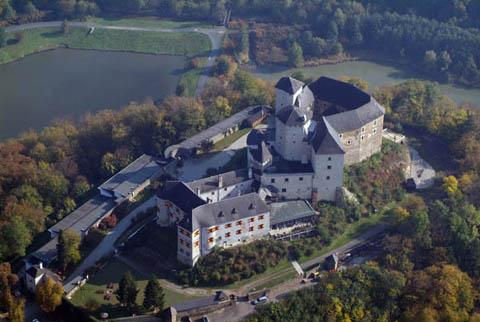
Lâu đài Lockenhaus
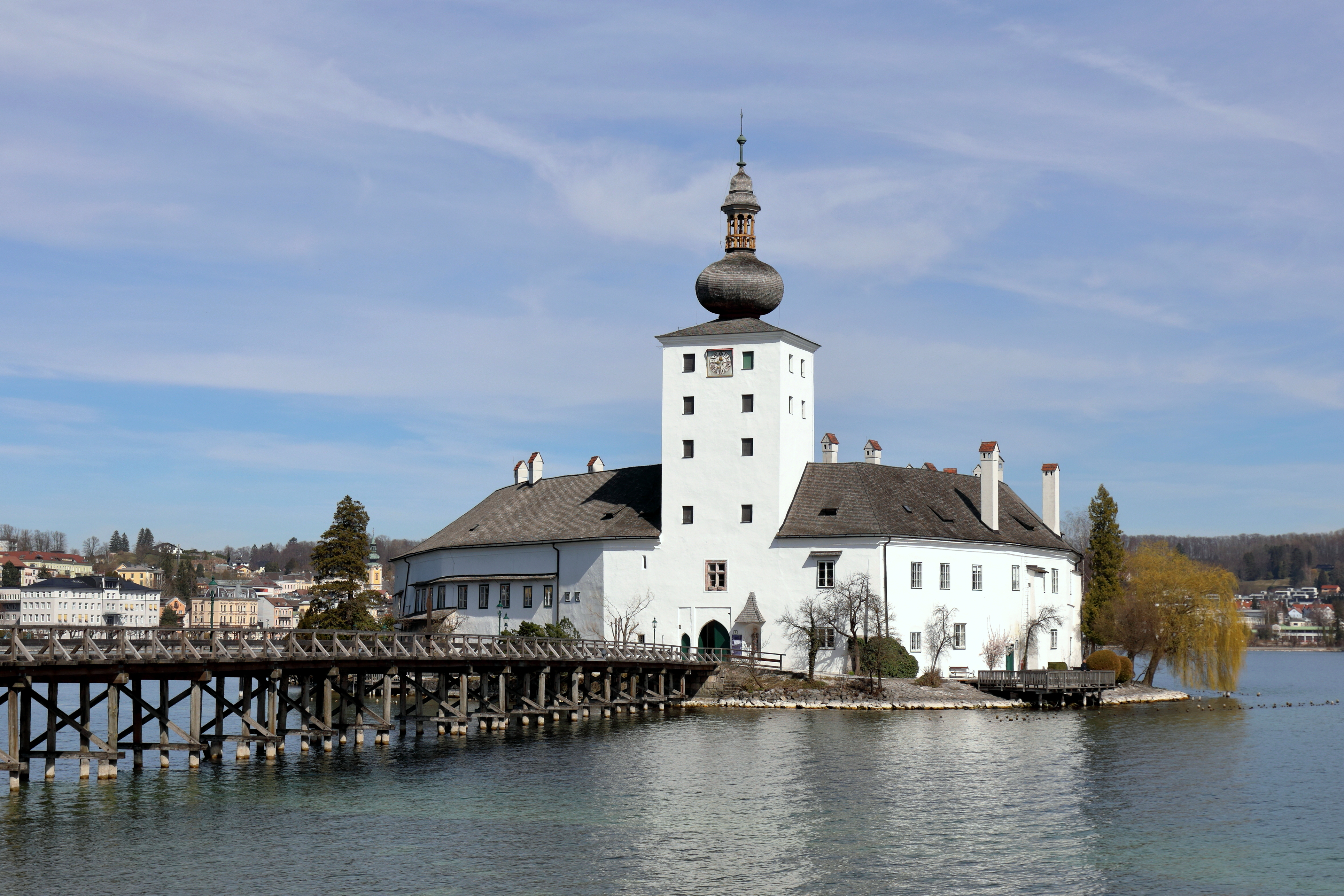
Lâu đài Ort
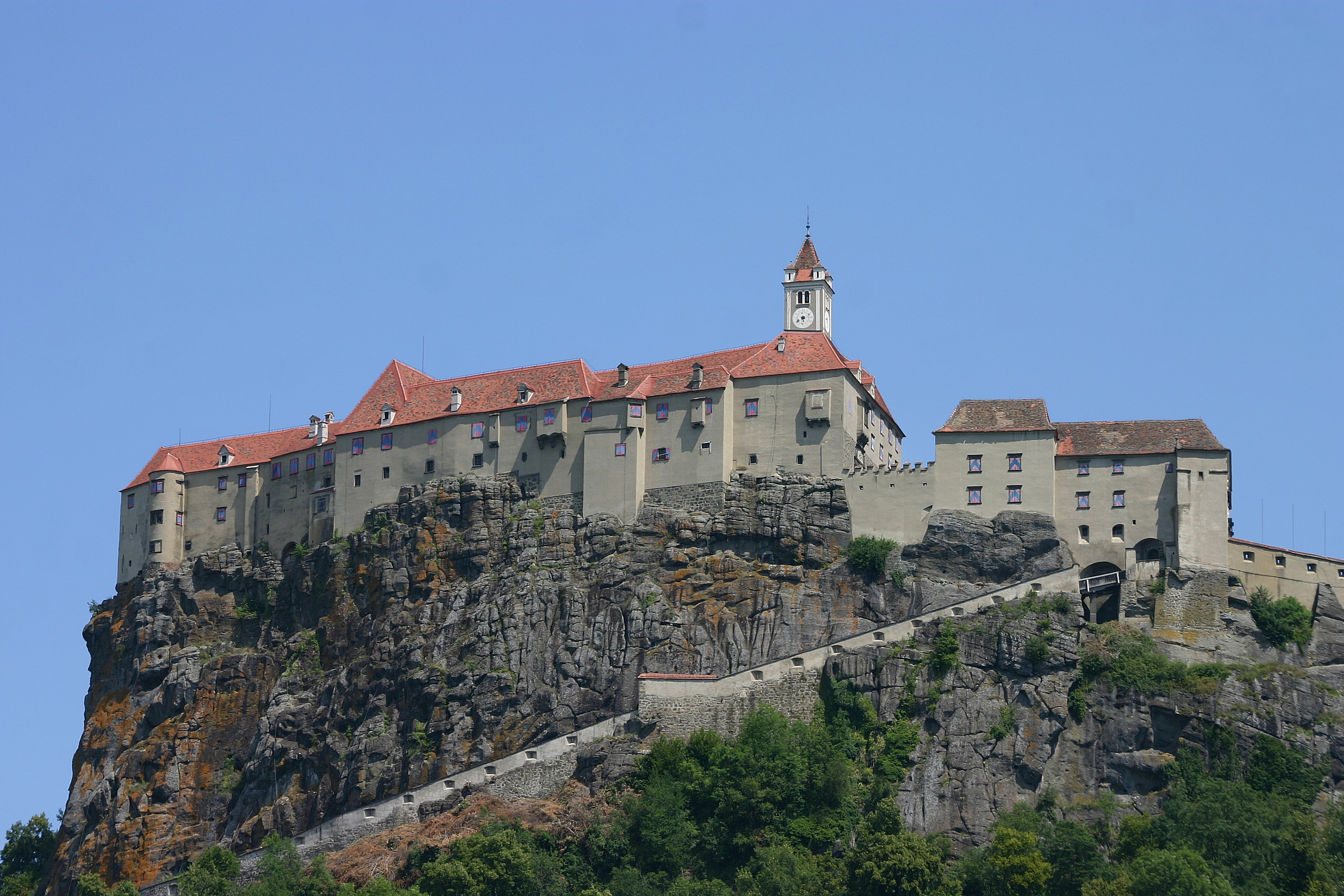
Lâu đài Riegersburg
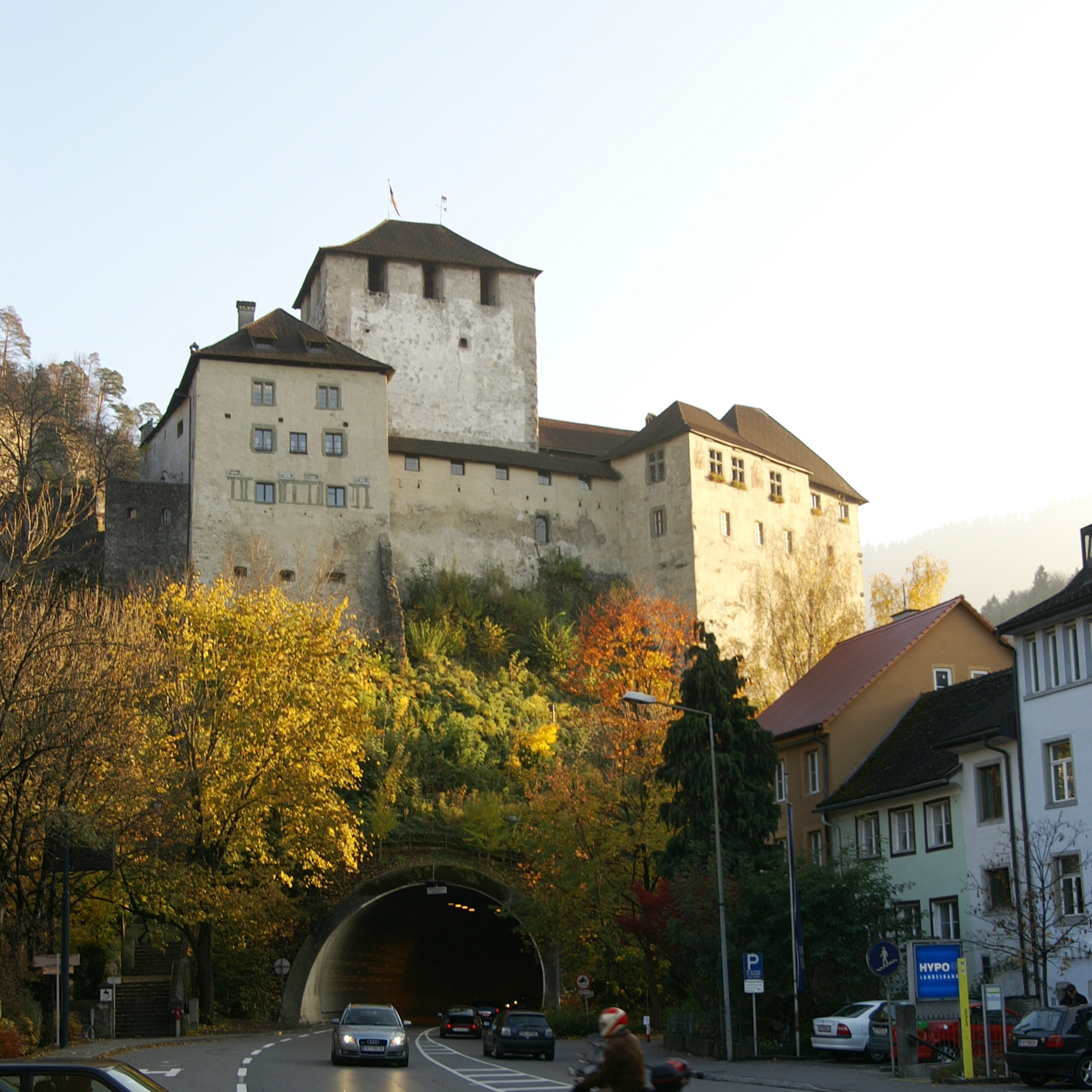
Lâu đài Schattenburg
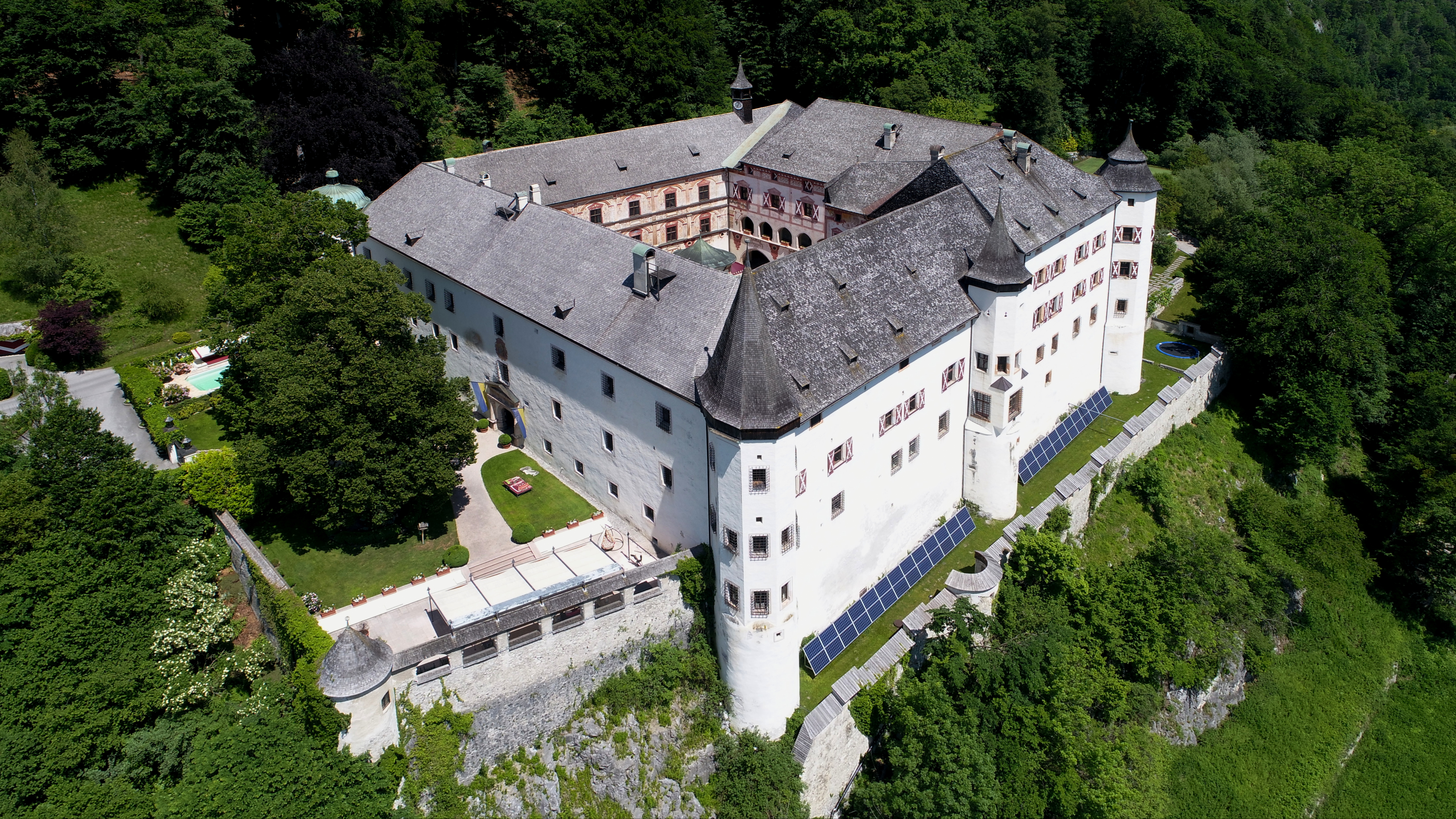
Lâu đài Tratzberg
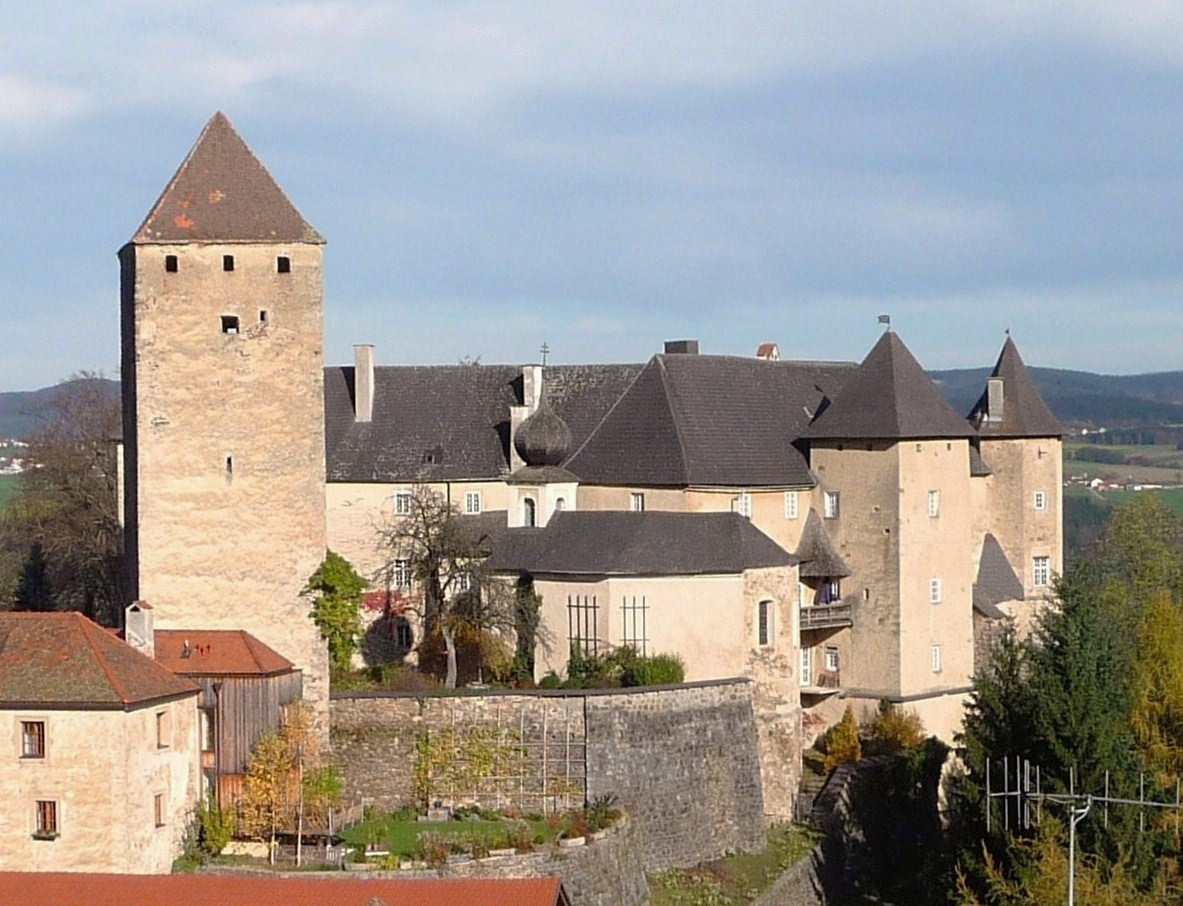
Lâu đài Vichtenstein

## Ba Lan(1)

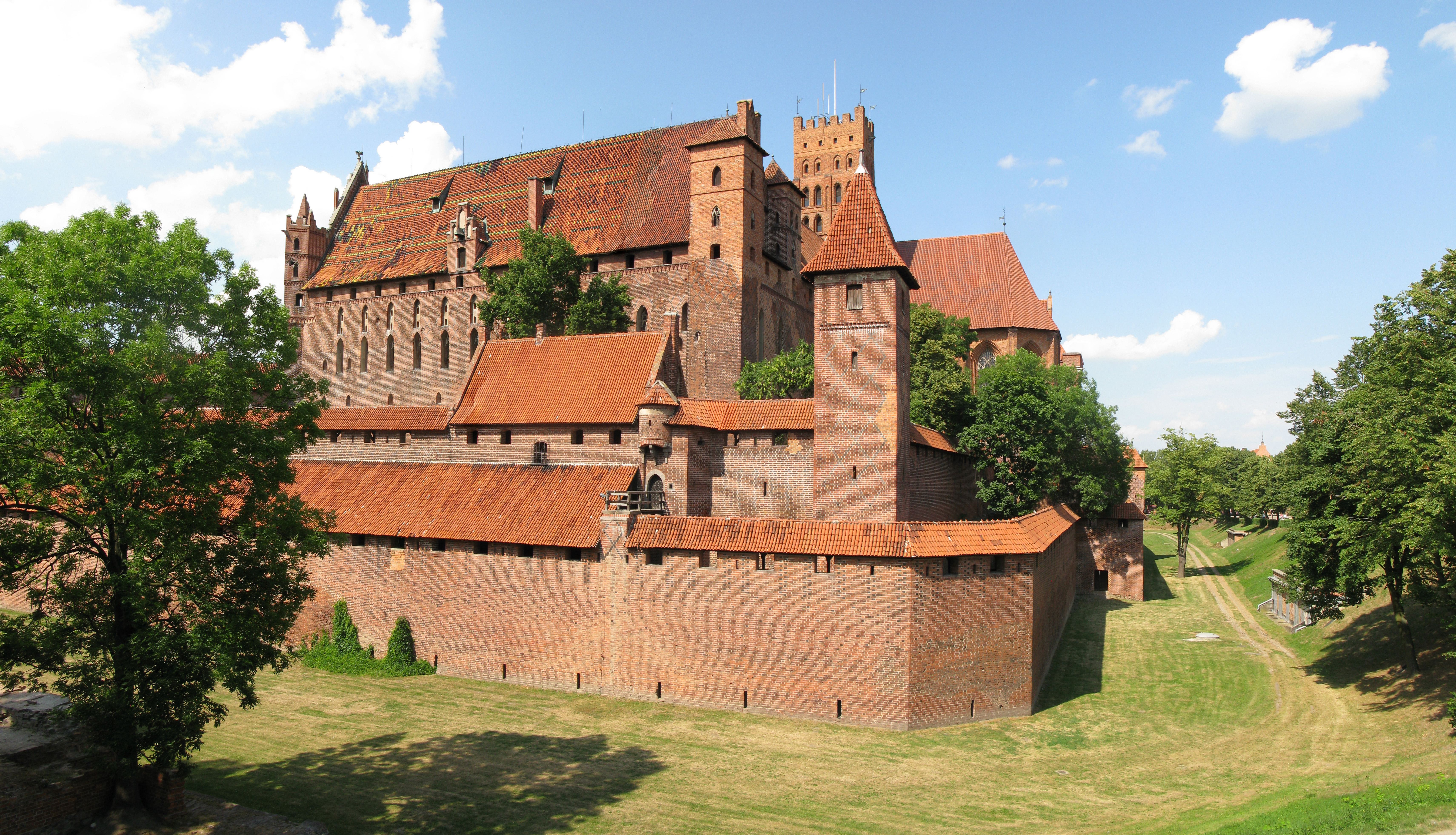
Lâu đài Malbork

## Bỉ(2)

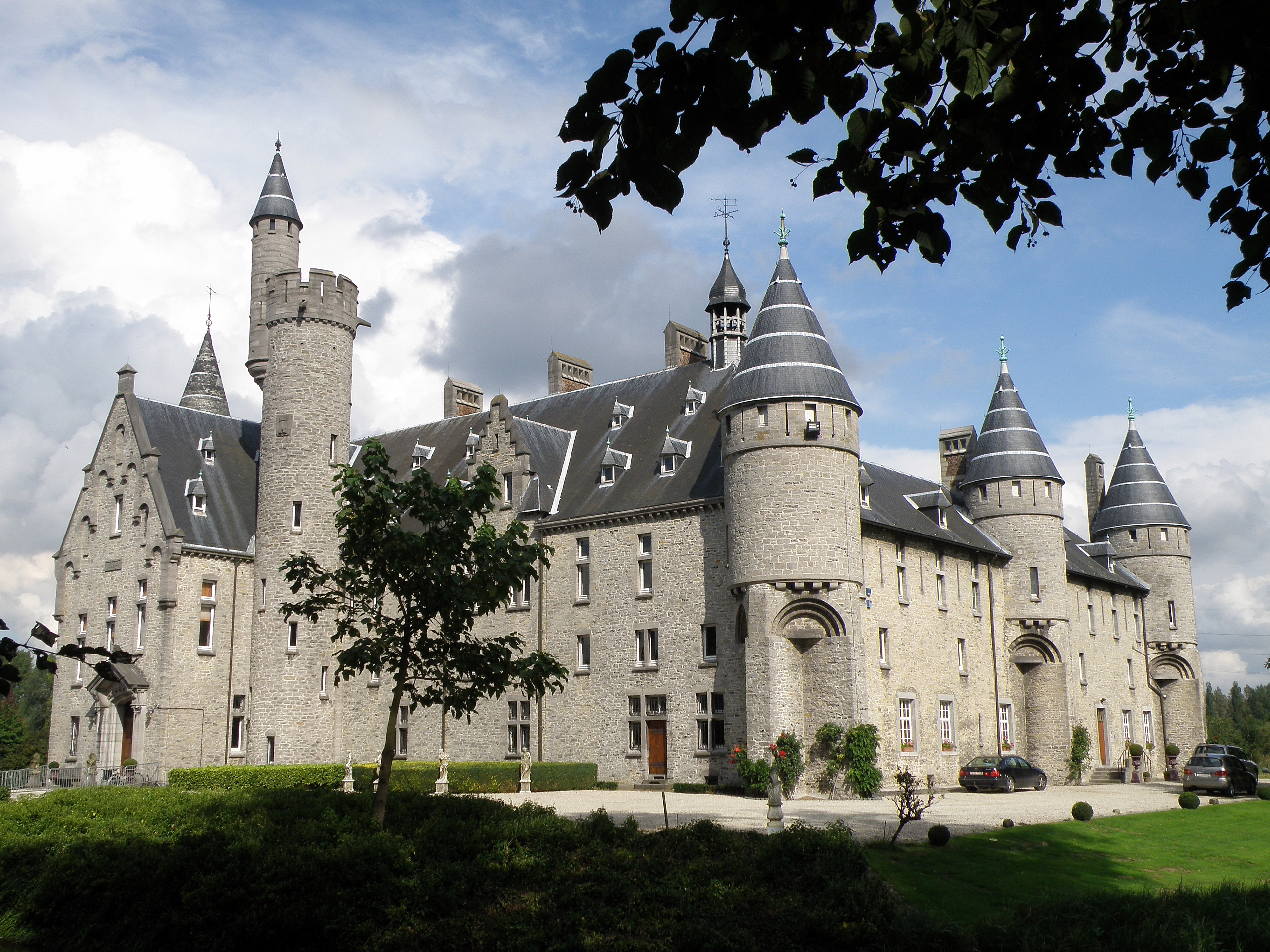
Lâu đài Bornem
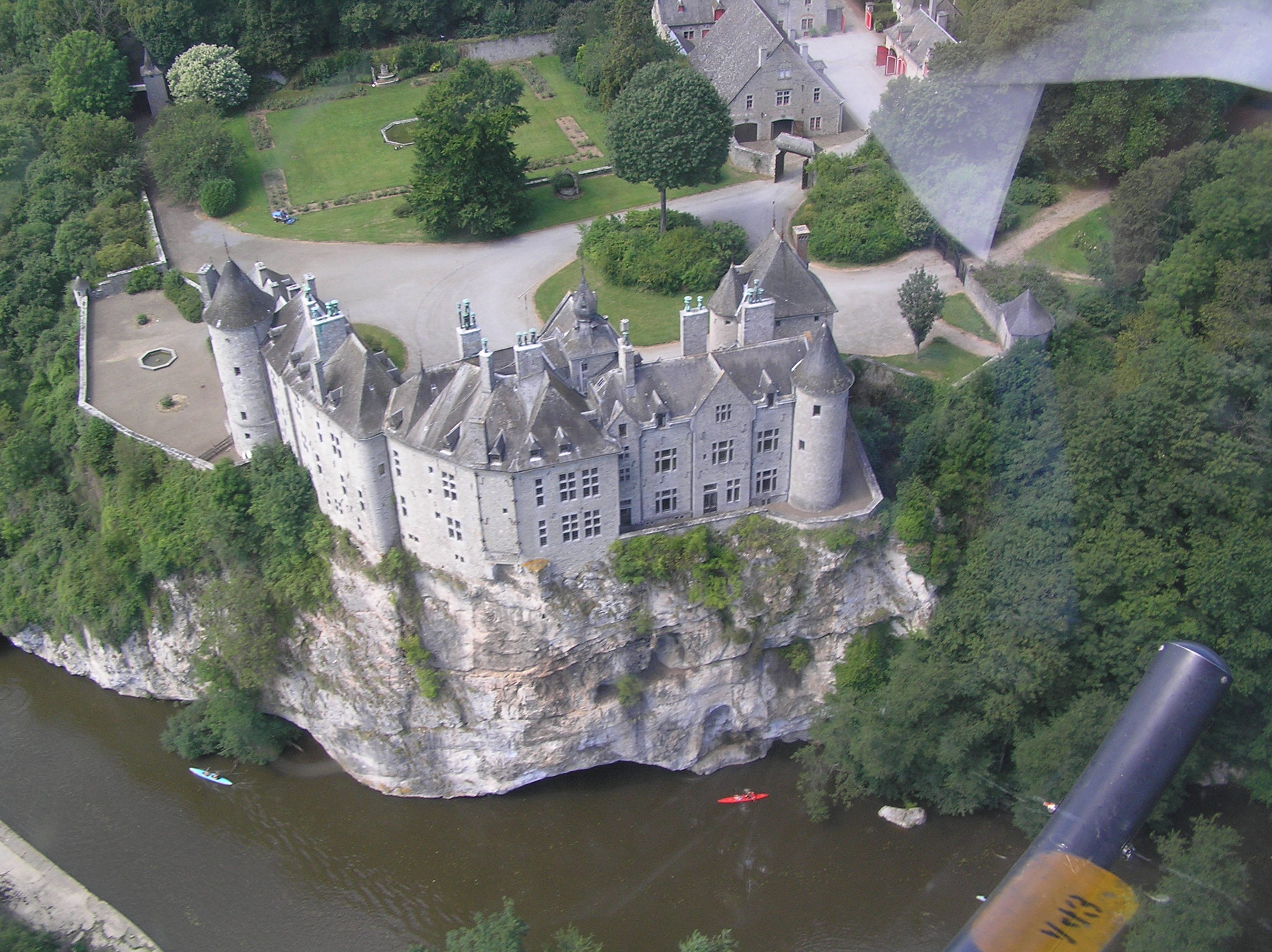
Lâu đài Walzin

## Croatia(1)

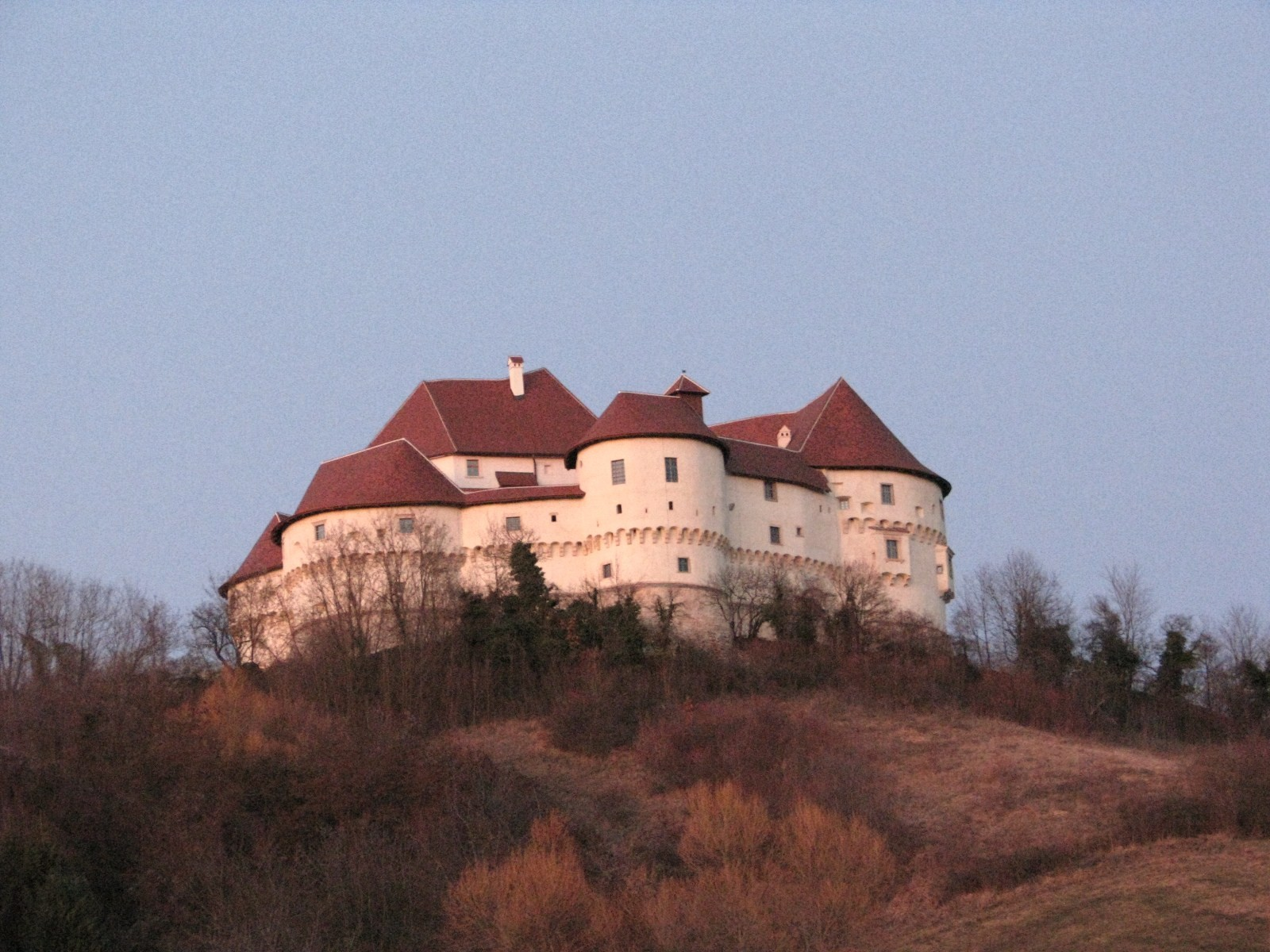
Lâu đài Veliki Tabor

## Đan Mạch(2)

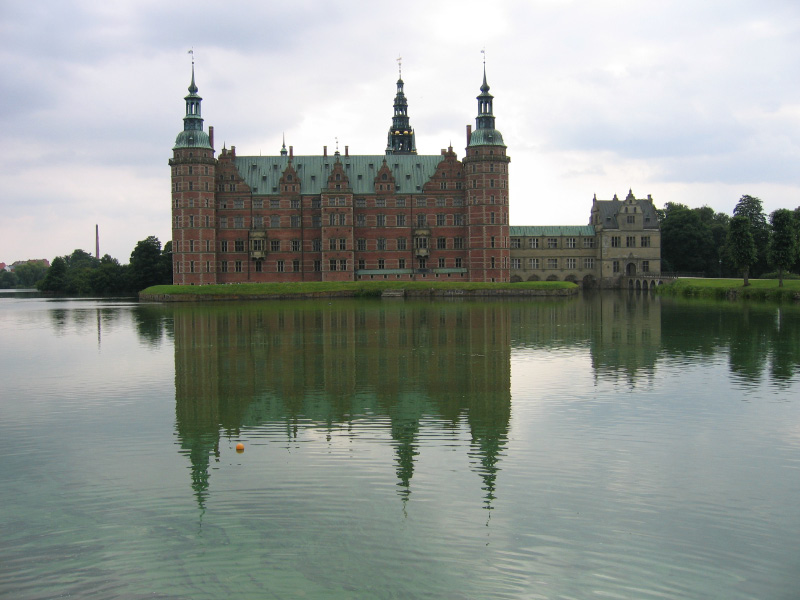
Lâu đài Frederiksborg
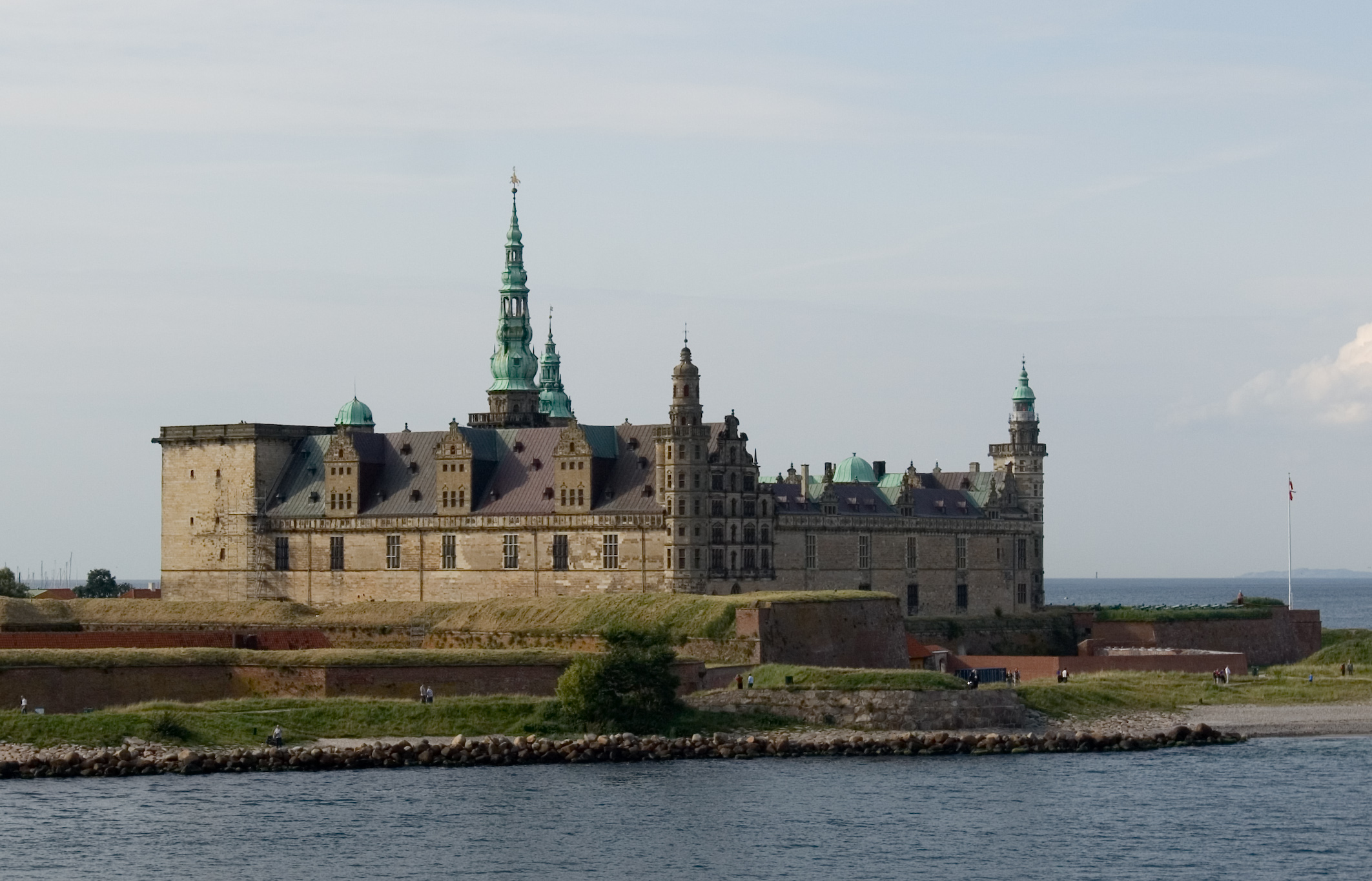
Lâu đài Kronborg

## Đức(2)

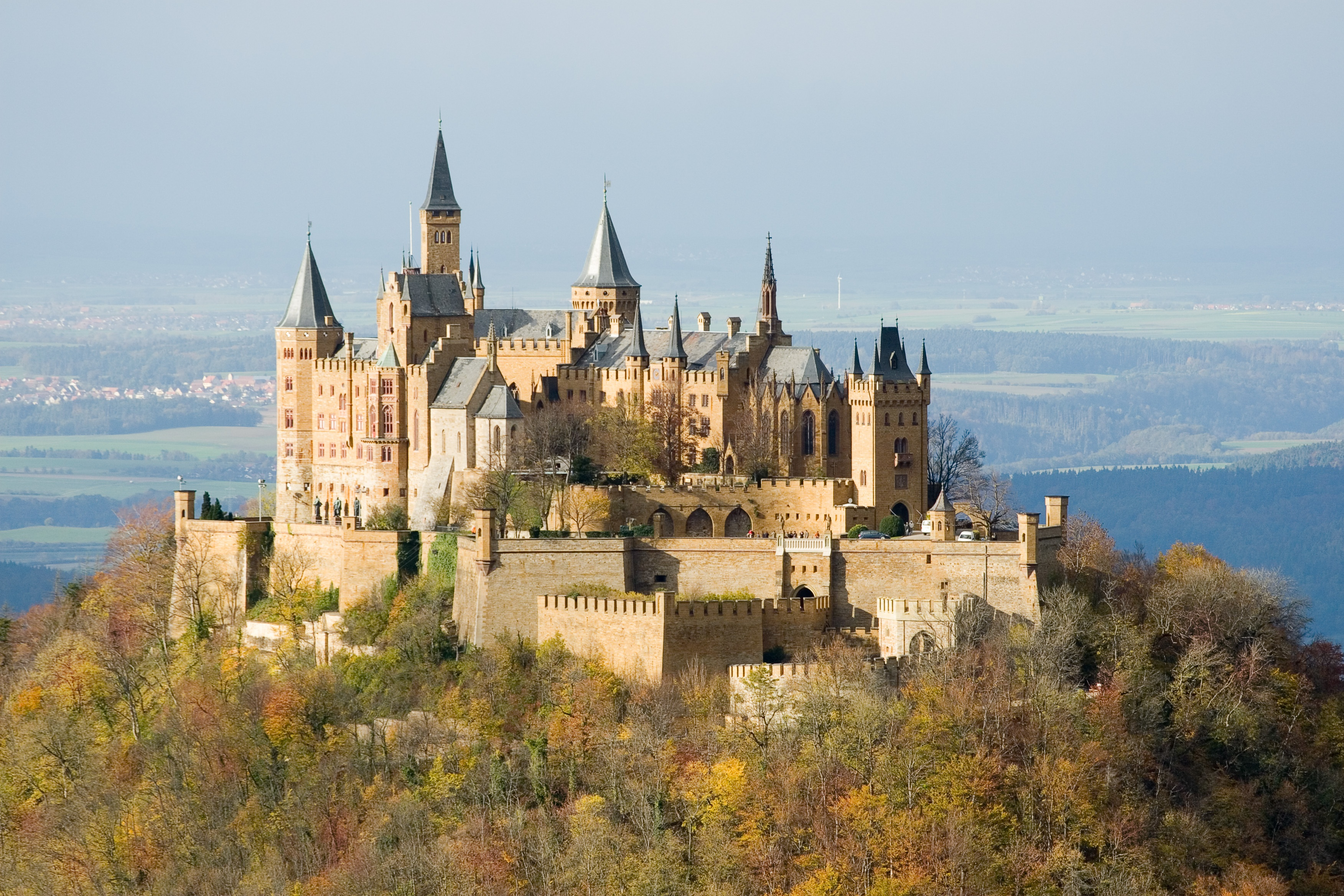
Lâu đài Hohenzollern
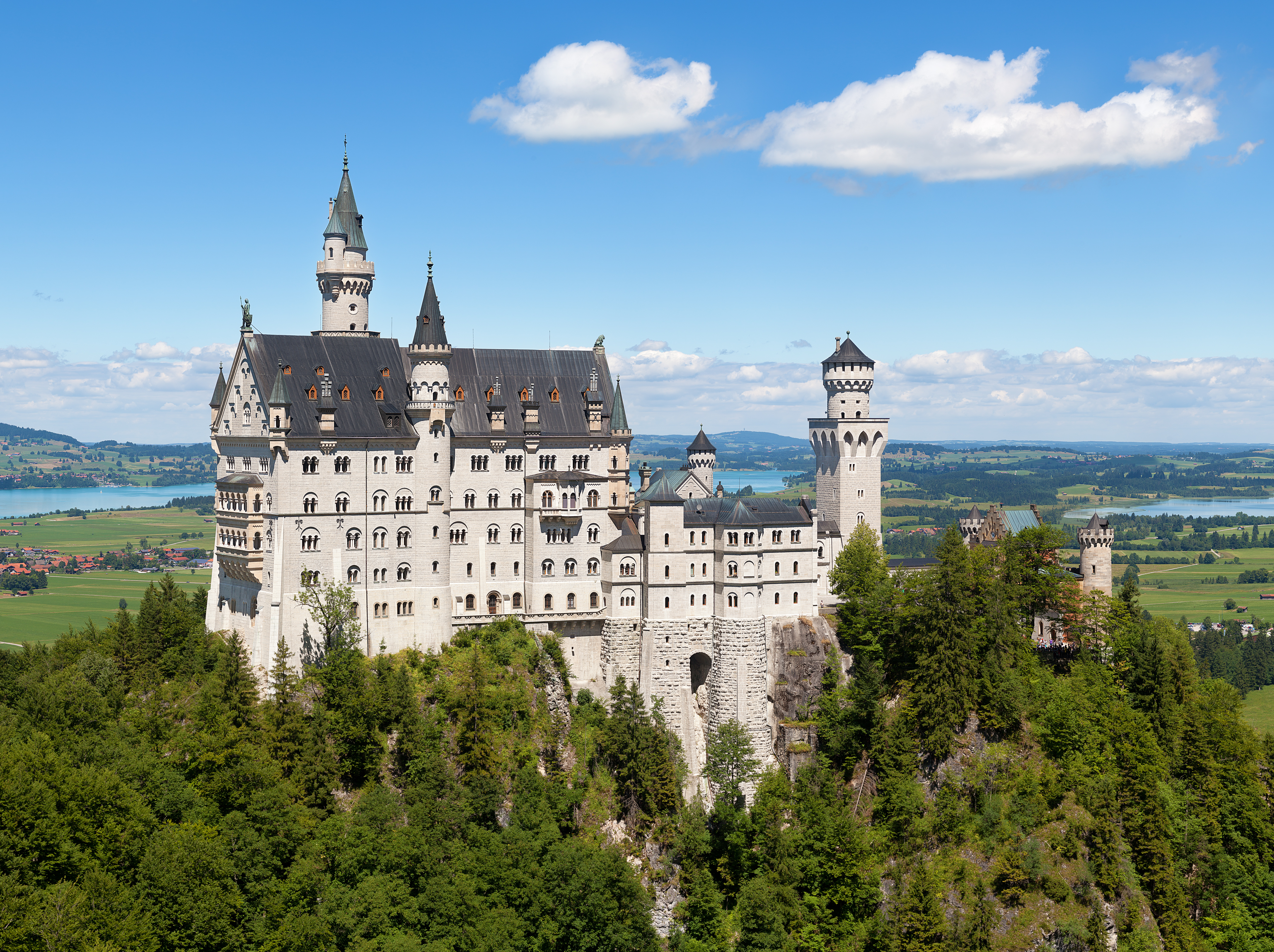
Lâu đài Neuschwanstein

## Hungary(1)

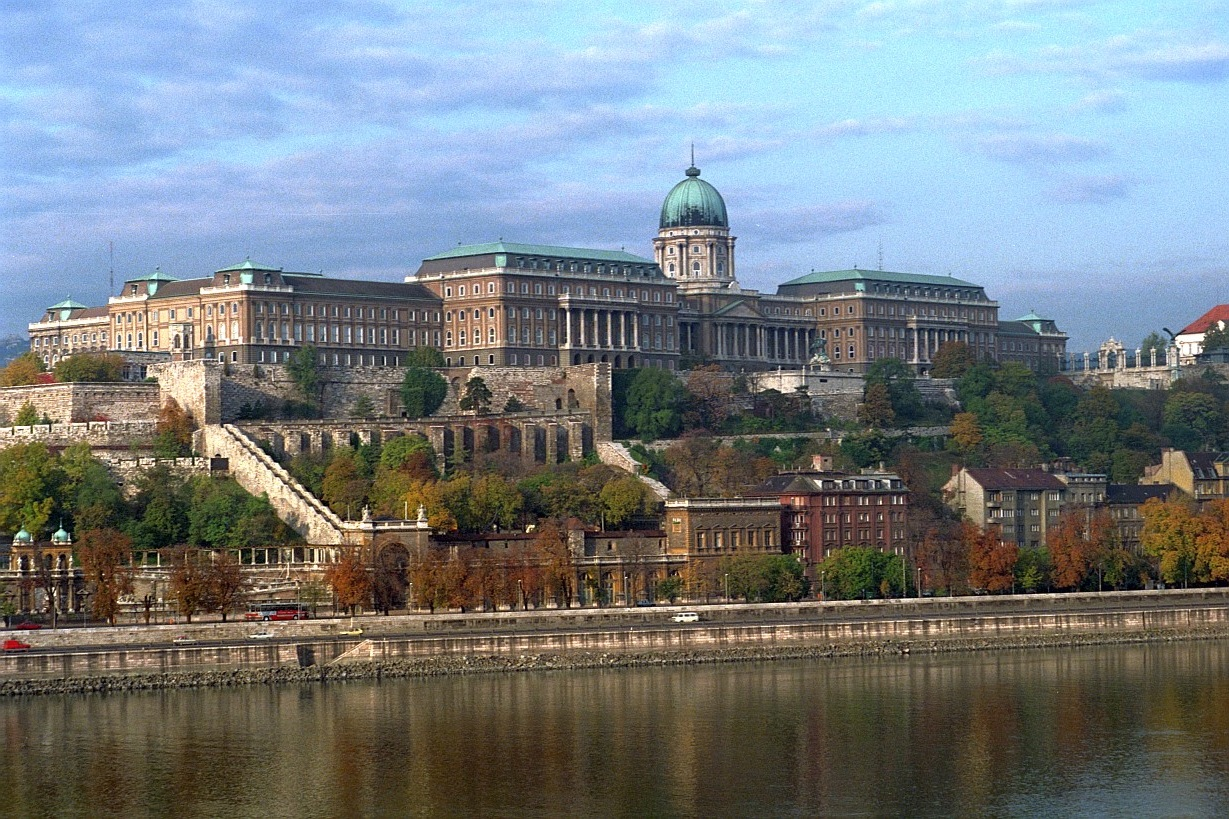
Lâu đài Buda

## Latvia(1)

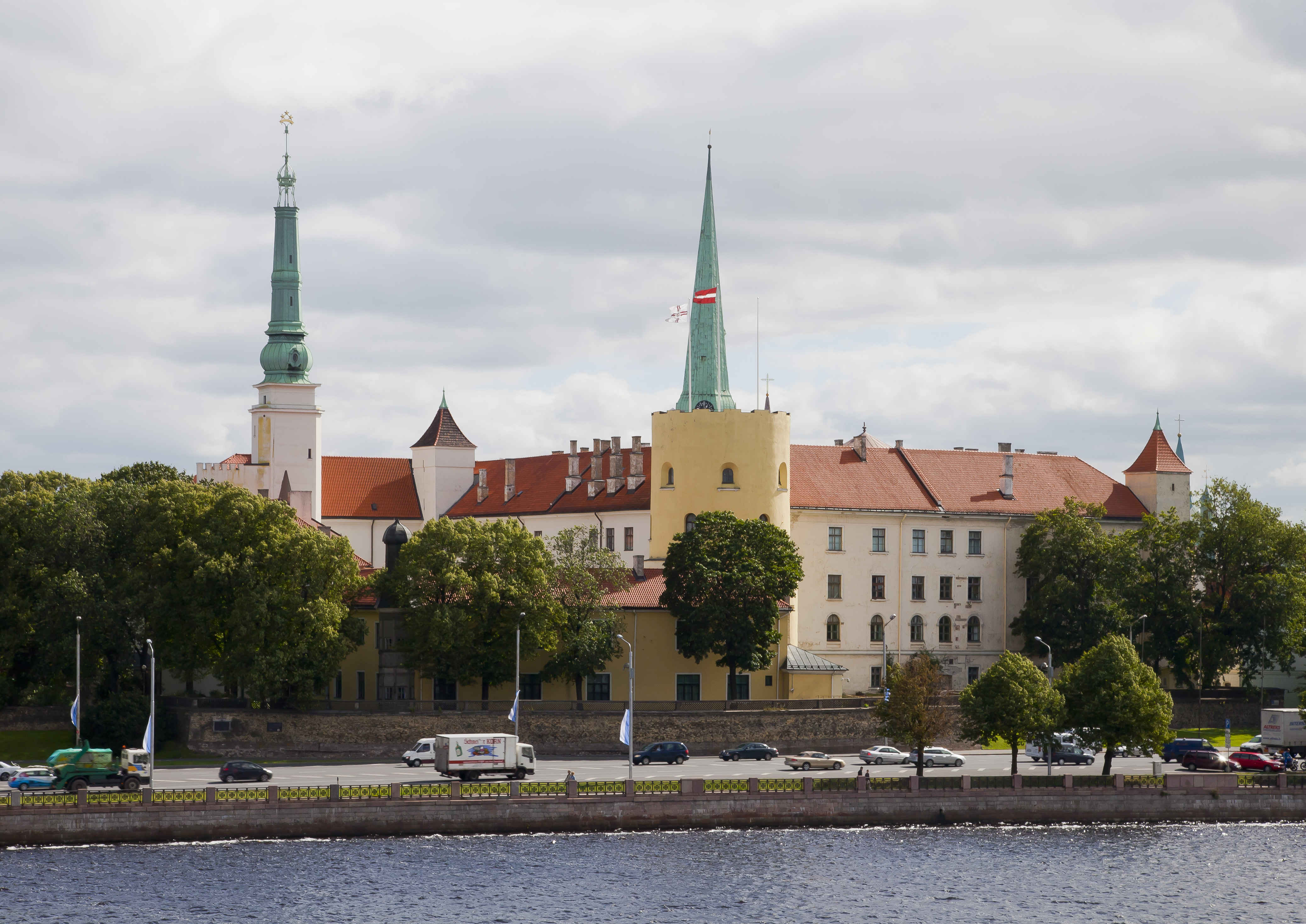
Lâu đài Riga

## Liechtenstein(1)

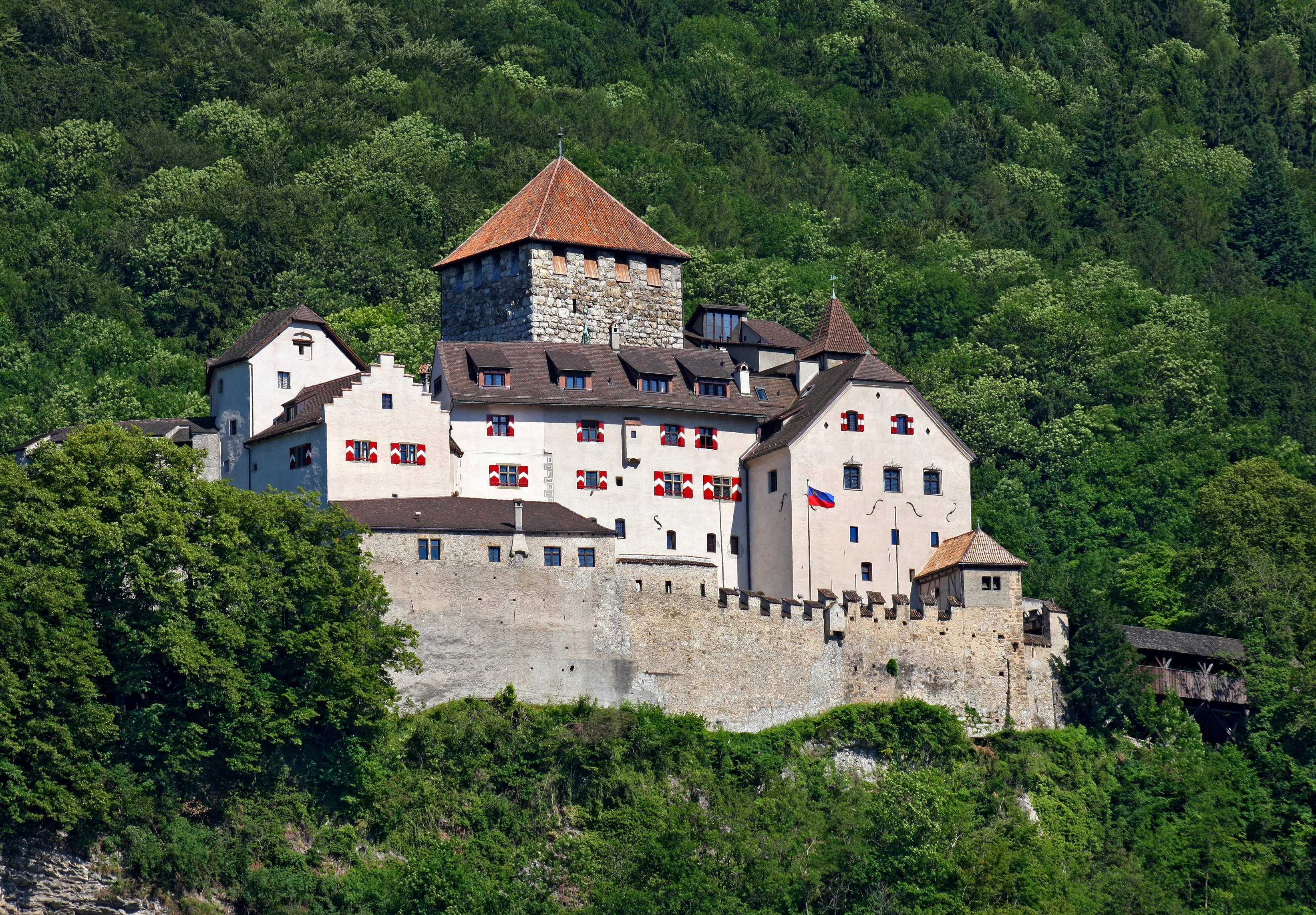
Lâu đài Vaduz

## Luxembourg(1)

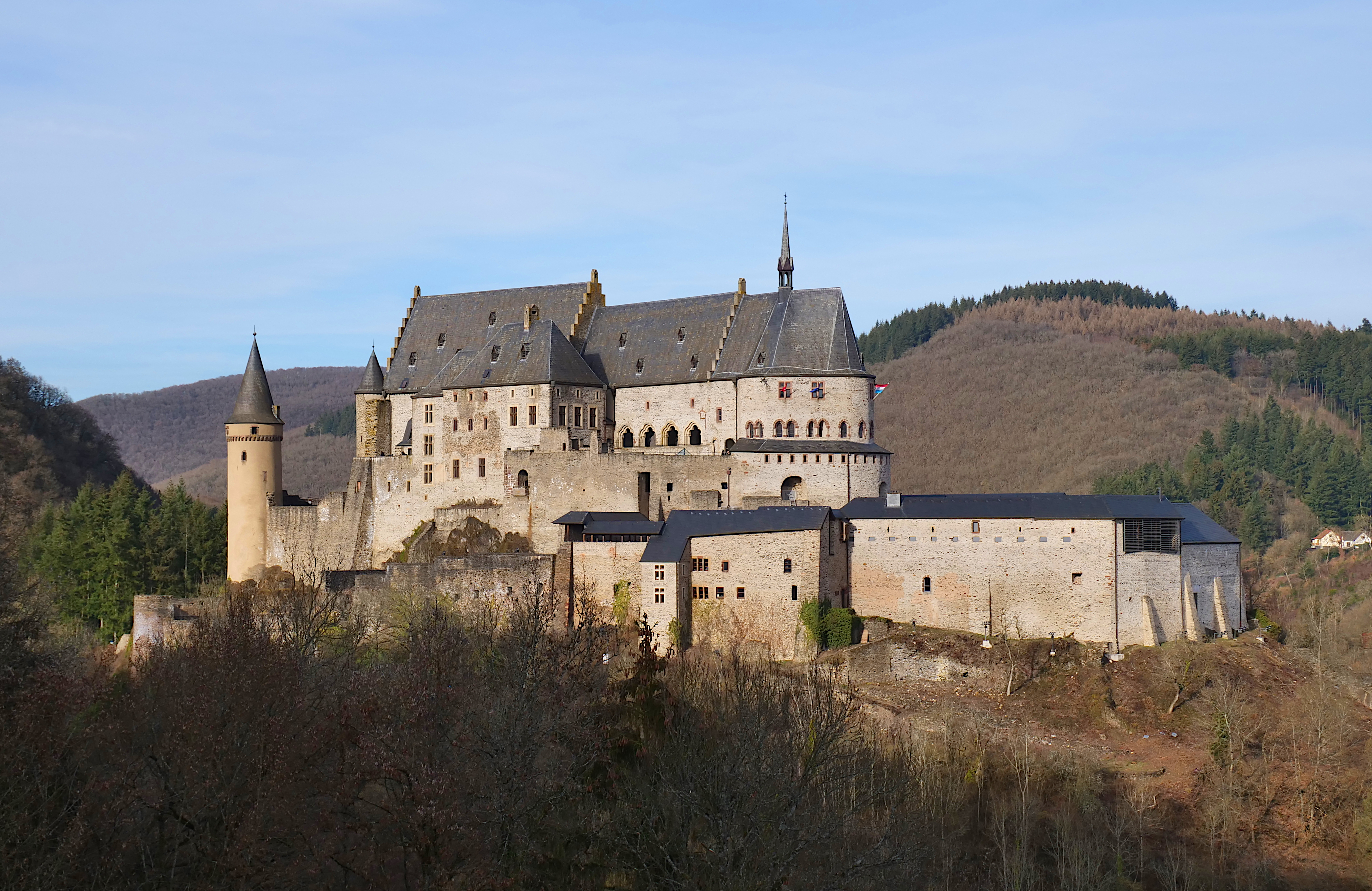
Lâu đài Vianden

## Mexico(1)

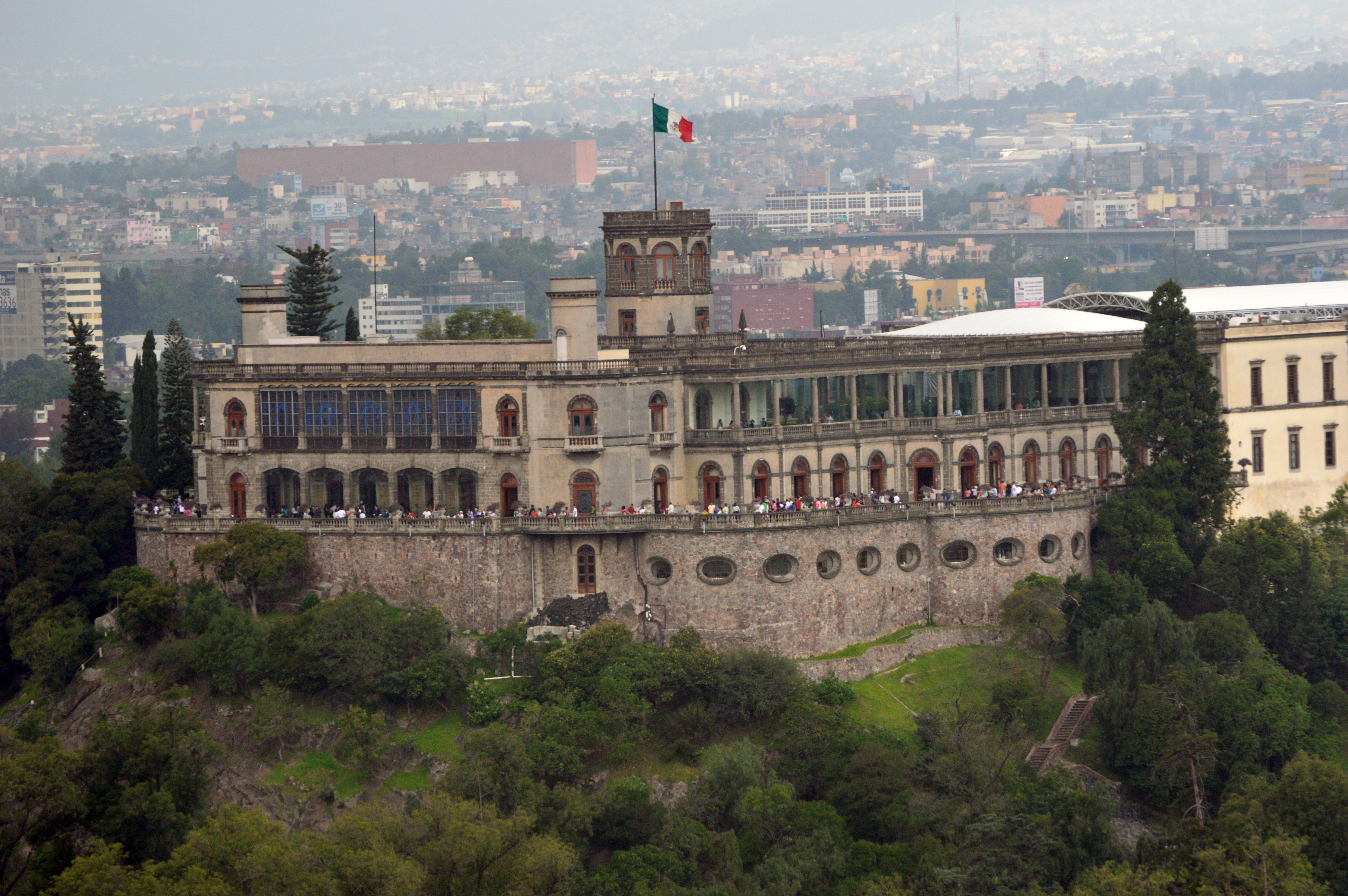
Lâu đài Chapultepec

## Nga(2)

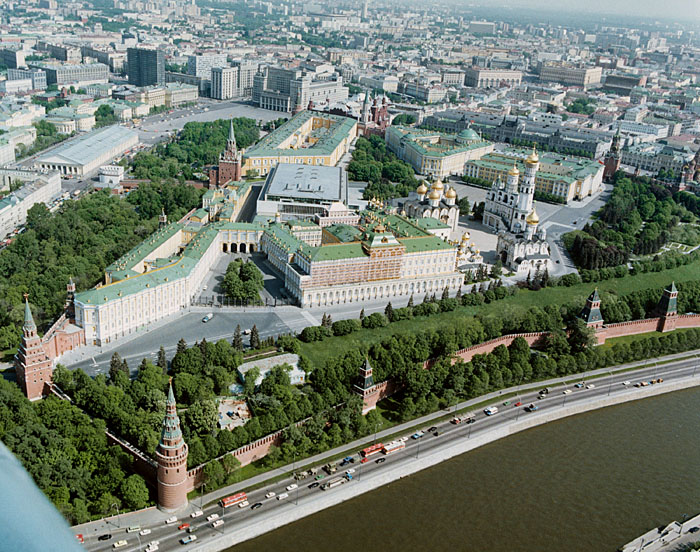
Điện Kremli
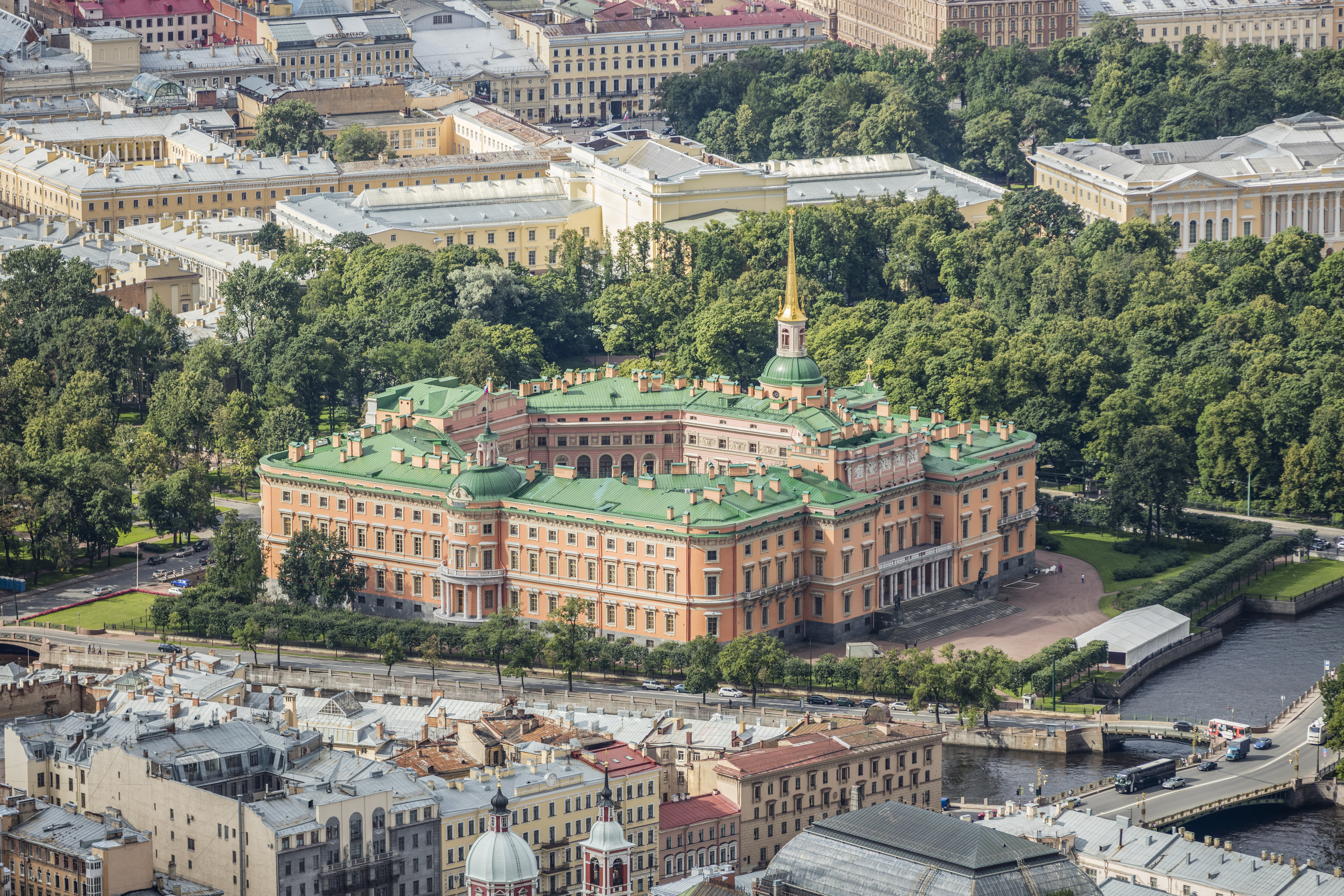
Lâu đài Saint Michael

## Nhật(3)

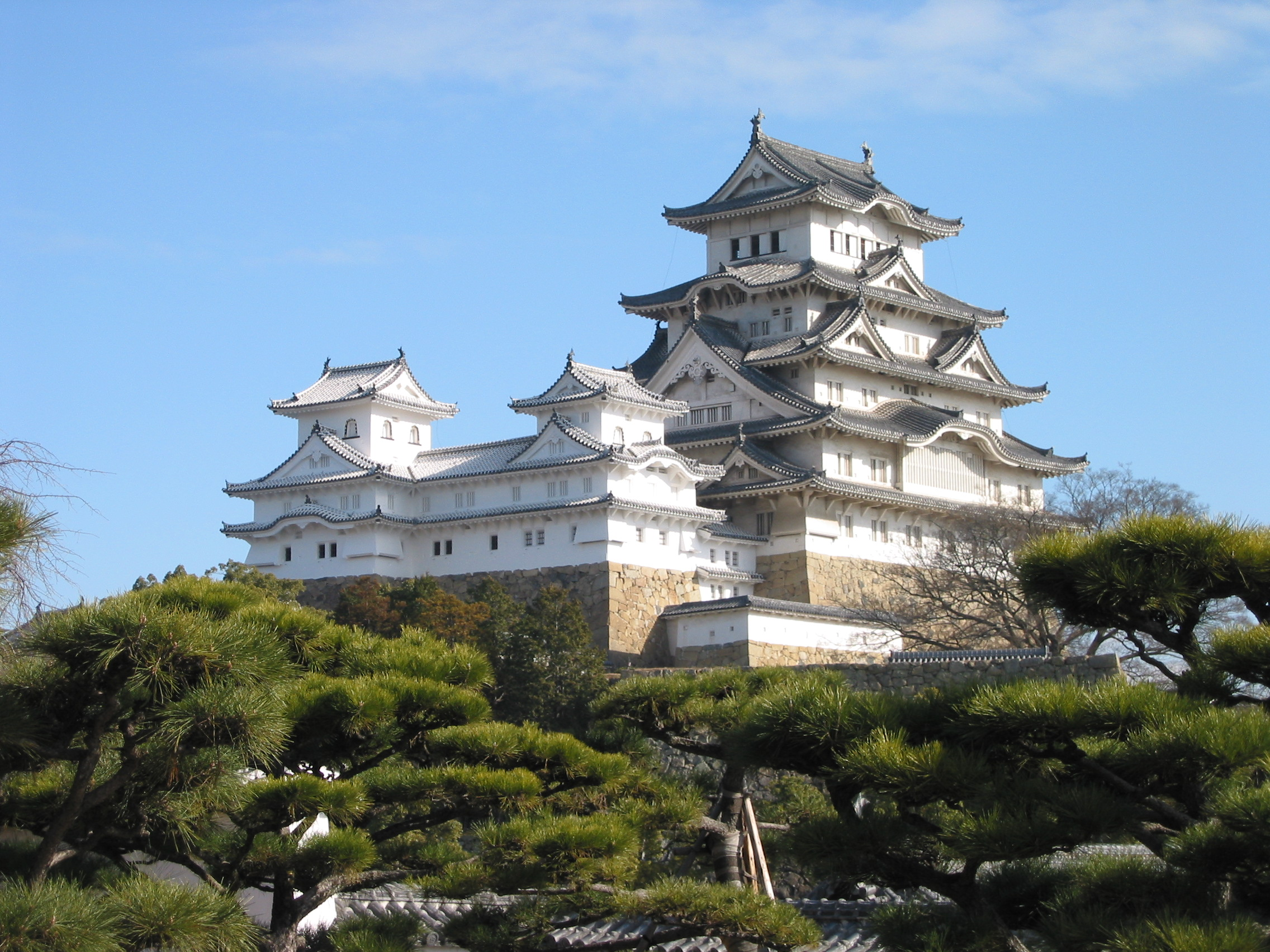
Lâu đài Himeji
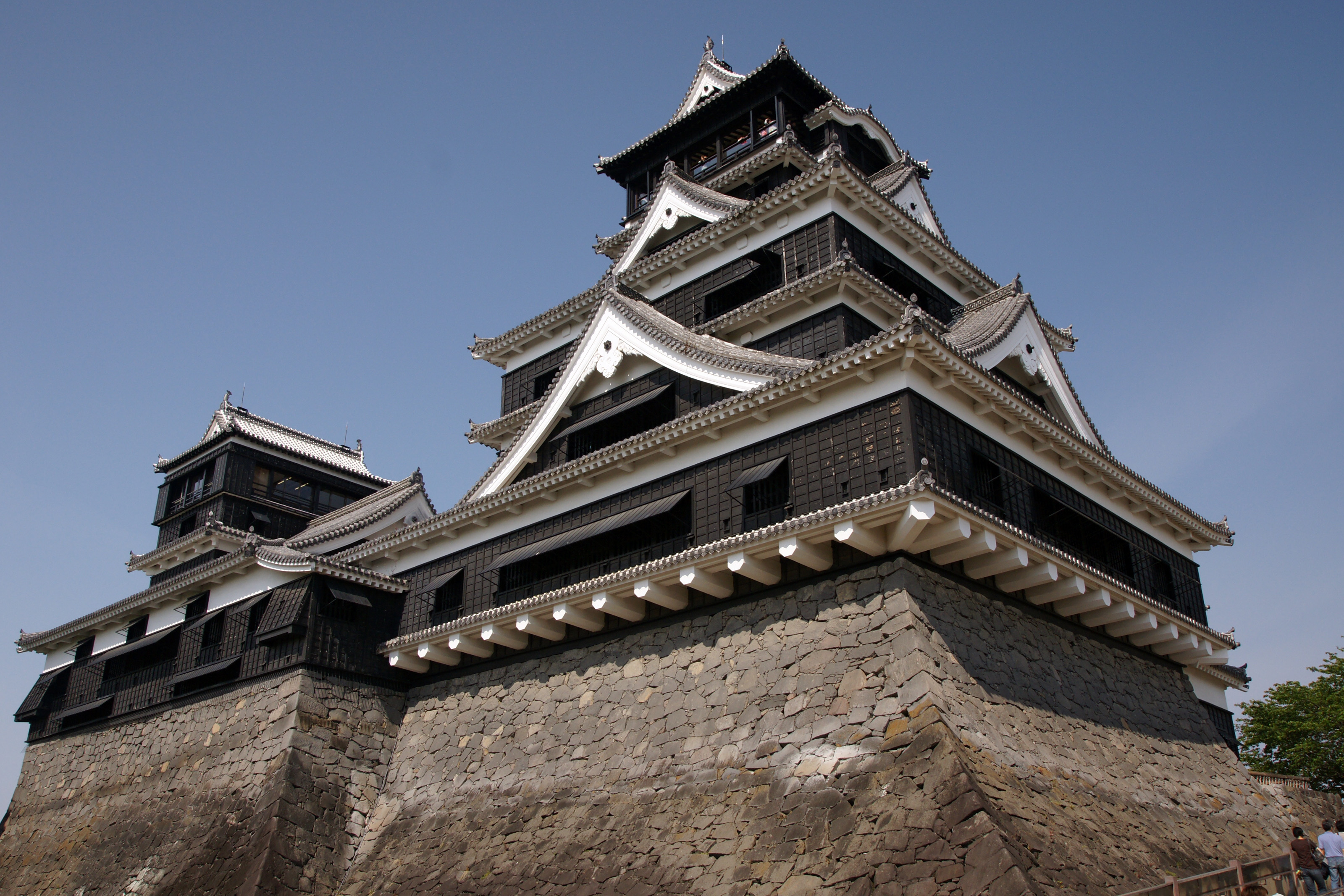
Lâu đài Kumamoto
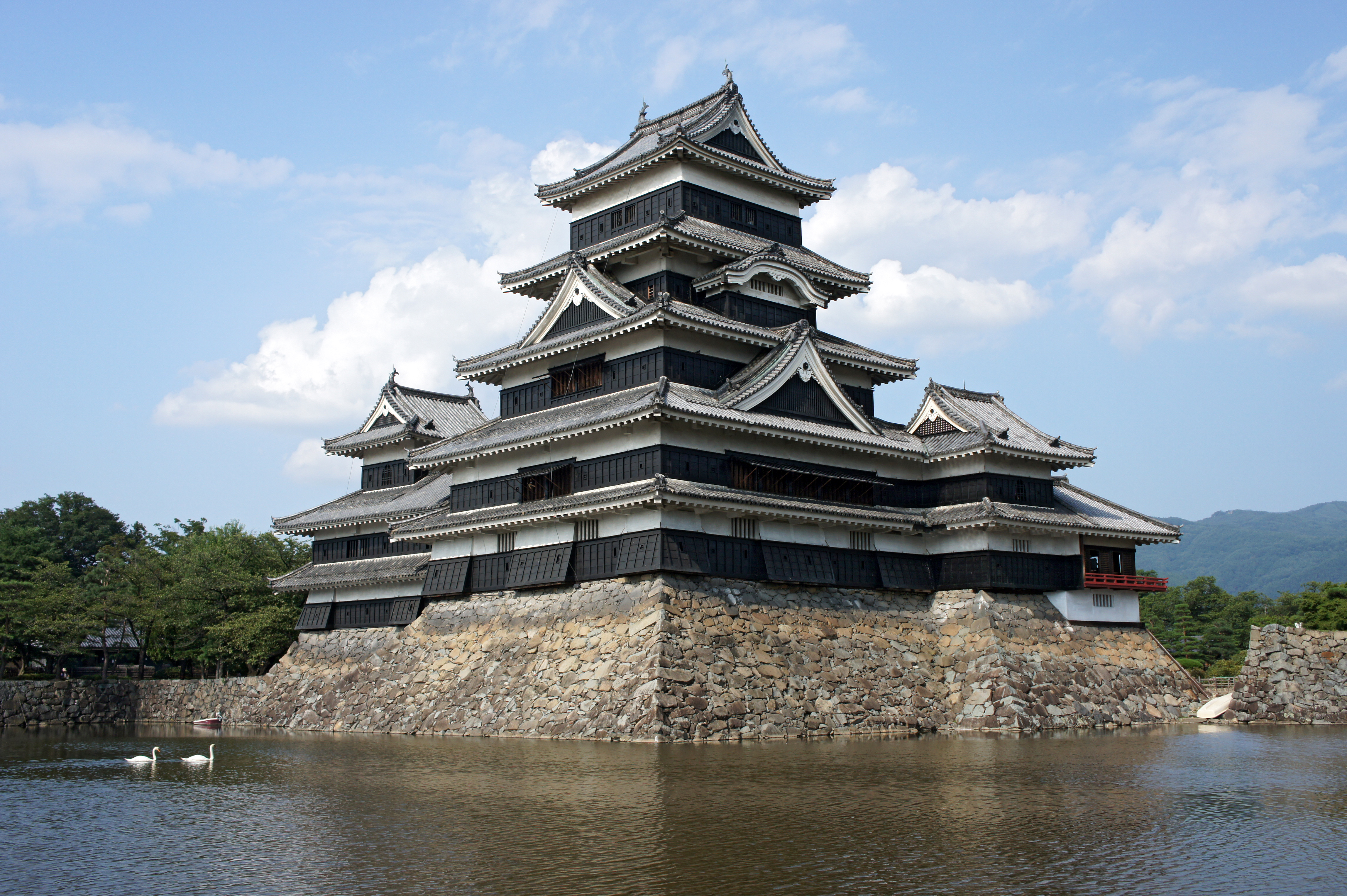
Lâu đài Matsumoto

## Pháp(4)
Lưu ý ở Pháp phân biệt giữa 2 khái niệm châteaux và château-fort, château-fort tương đương với castle trong tiếng Anh. Danh sách dưới đây liệt kê những châteaux nổi bật ở Pháp.

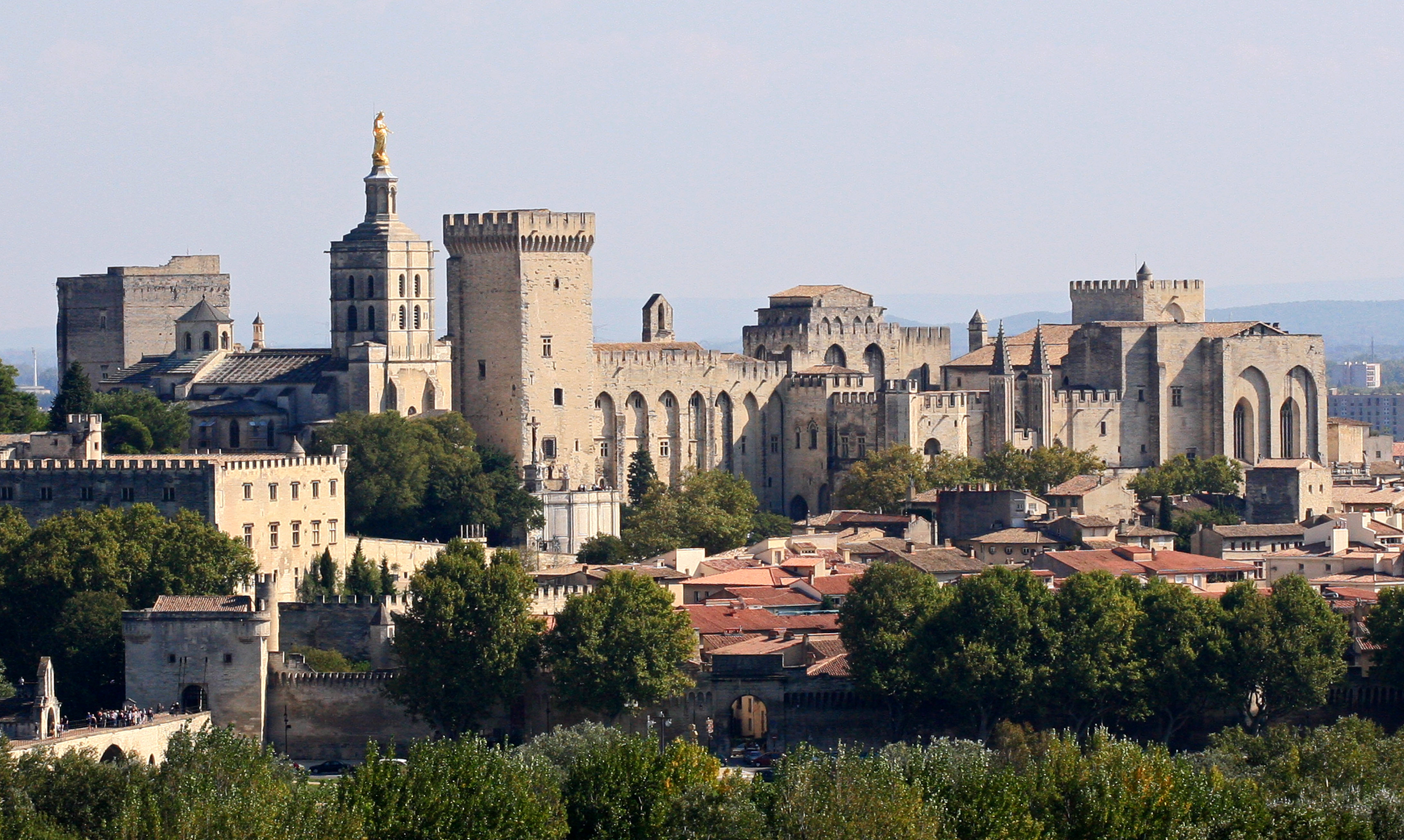
Cung điện của Giáo hoàng (Avignon)
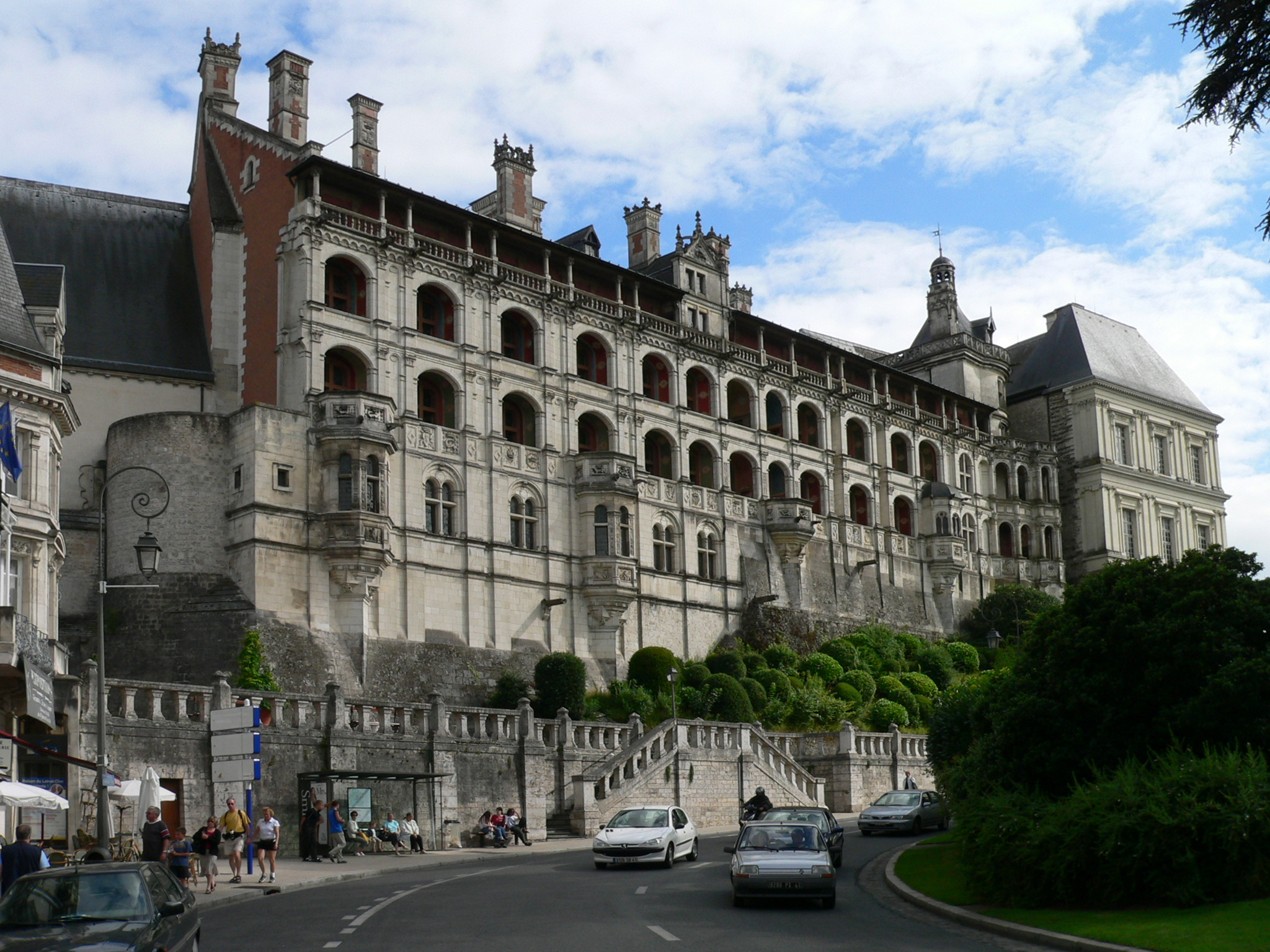
Lâu đài Blois
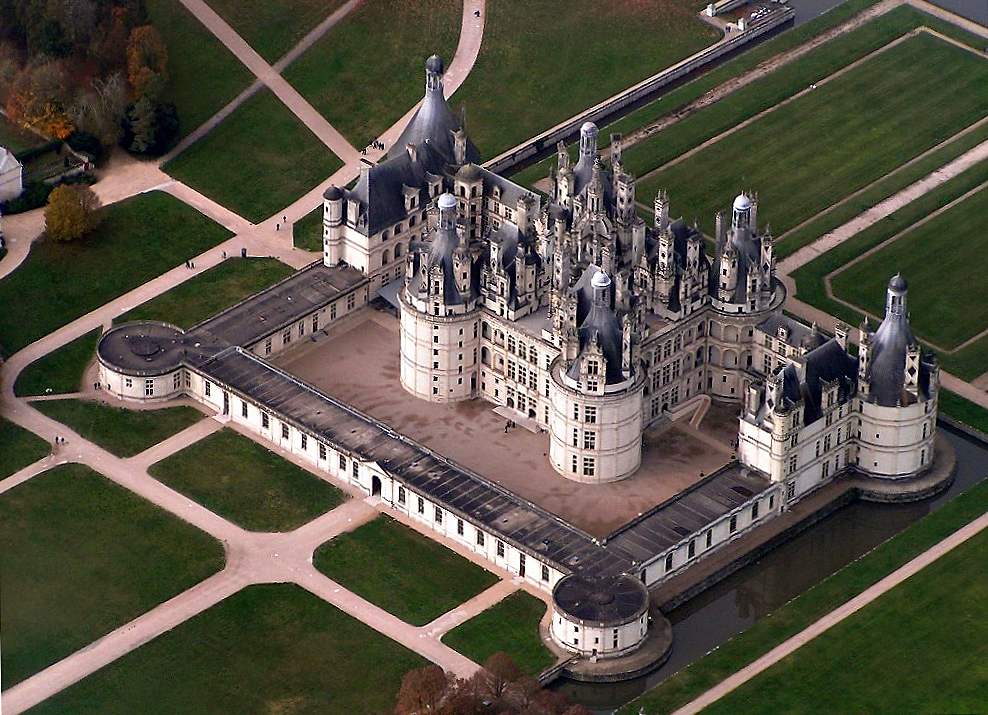
Lâu đài Chambord
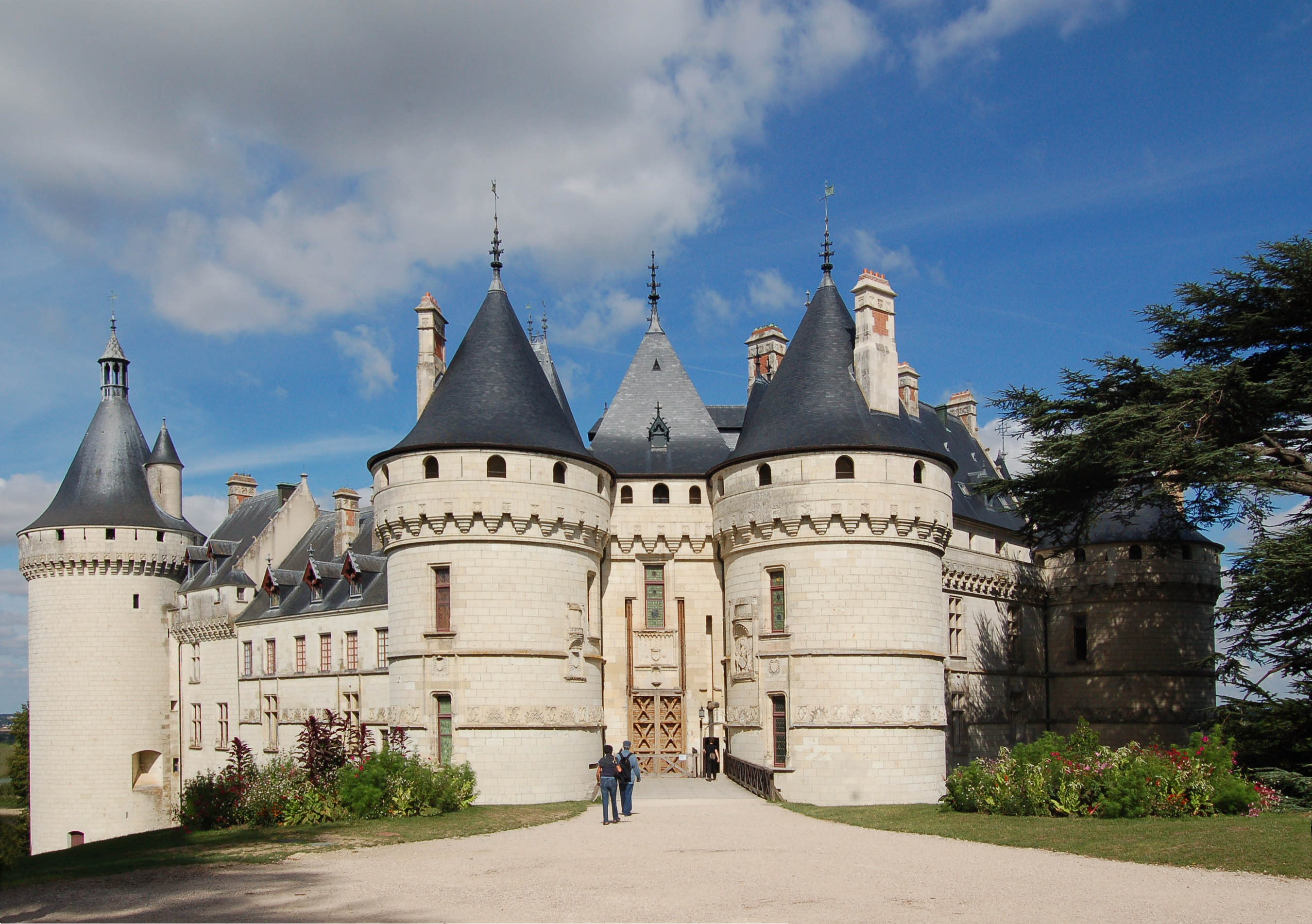
Lâu đài Chaumont

## Romania(1)

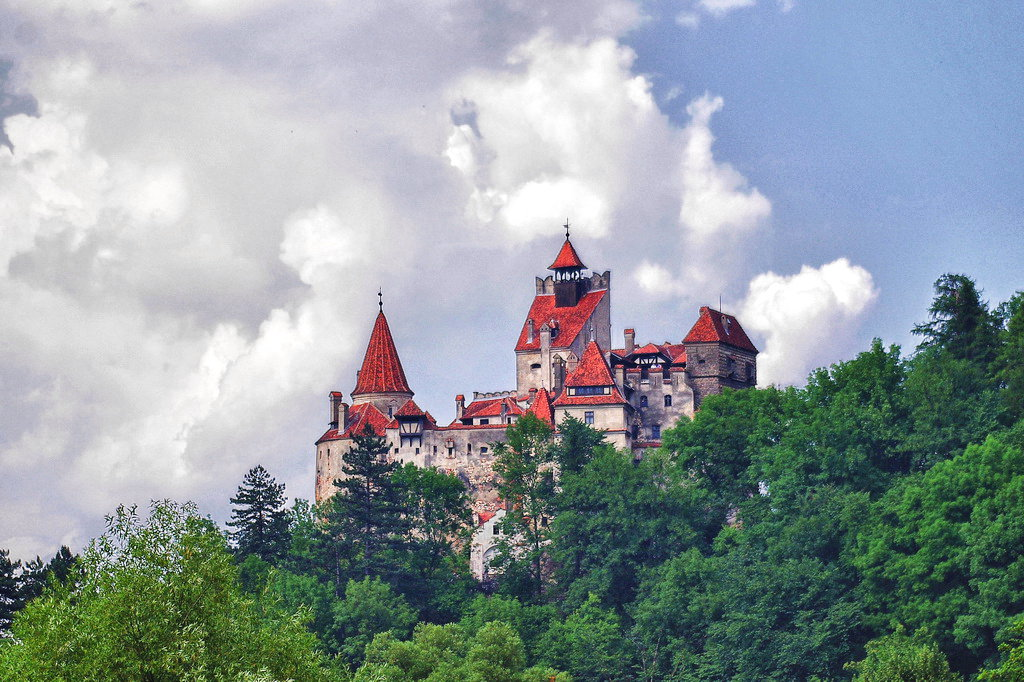
Lâu đài Bran

## Scotland(2)

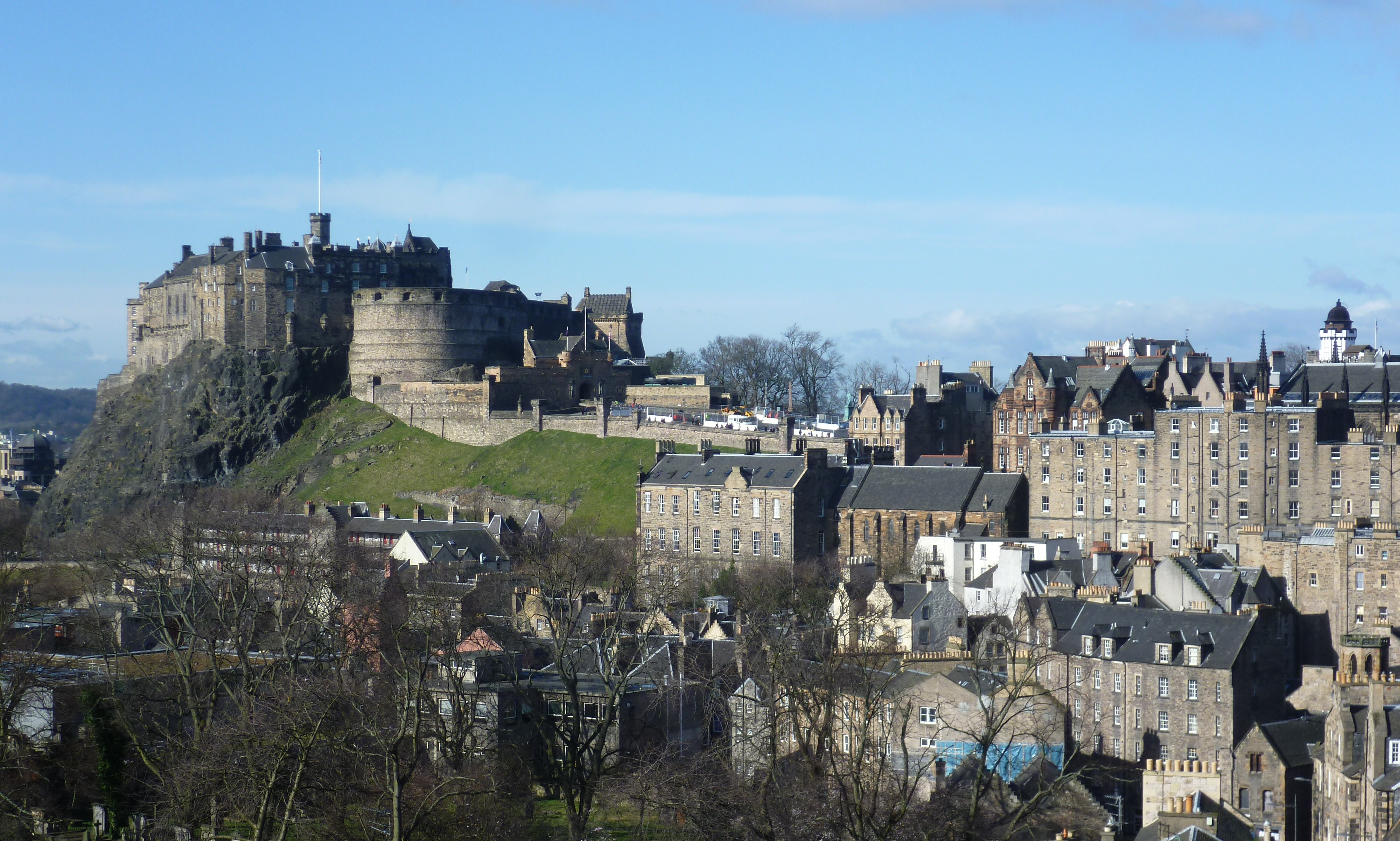
Lâu đài Edinburgh
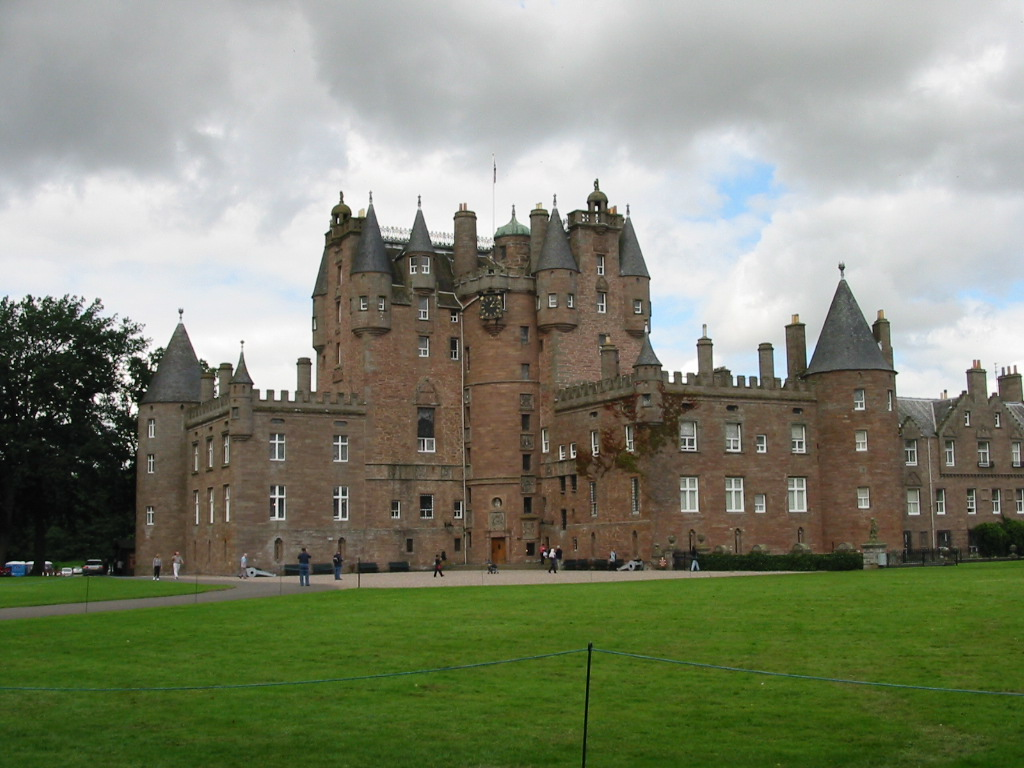
Lâu đài Glamis

## Séc(15)

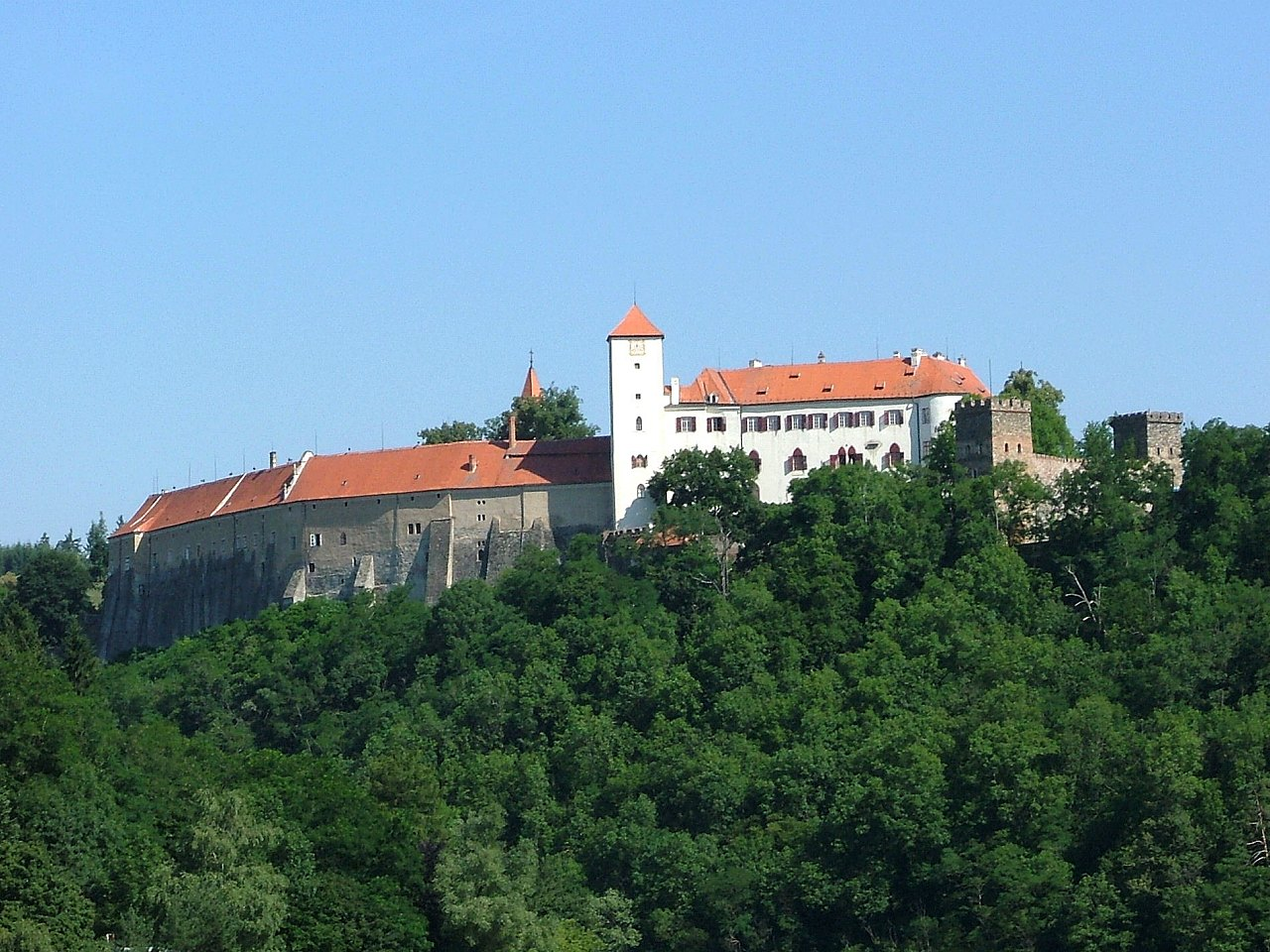
Lâu đài Bítov
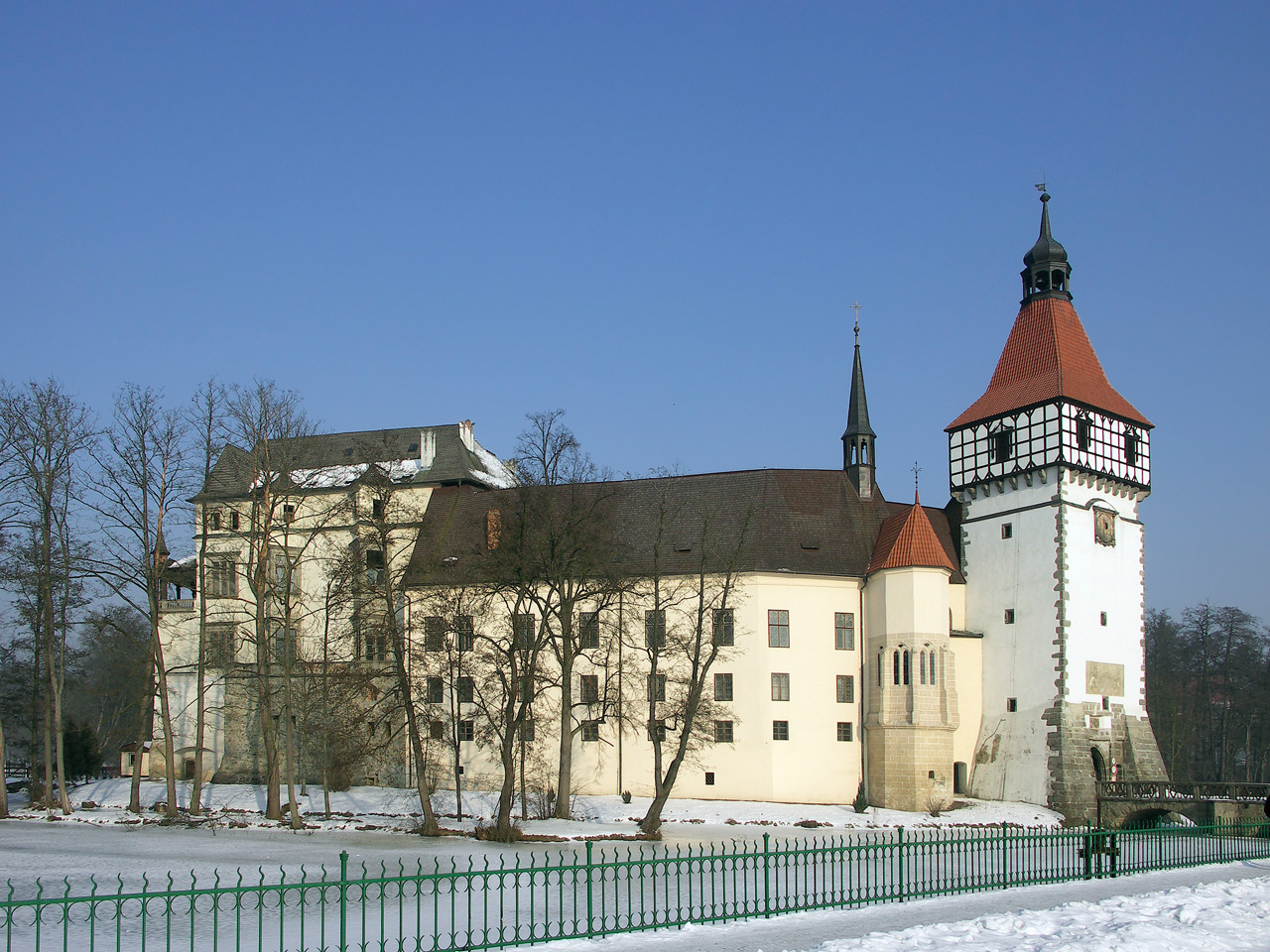
Lâu đài Blatná
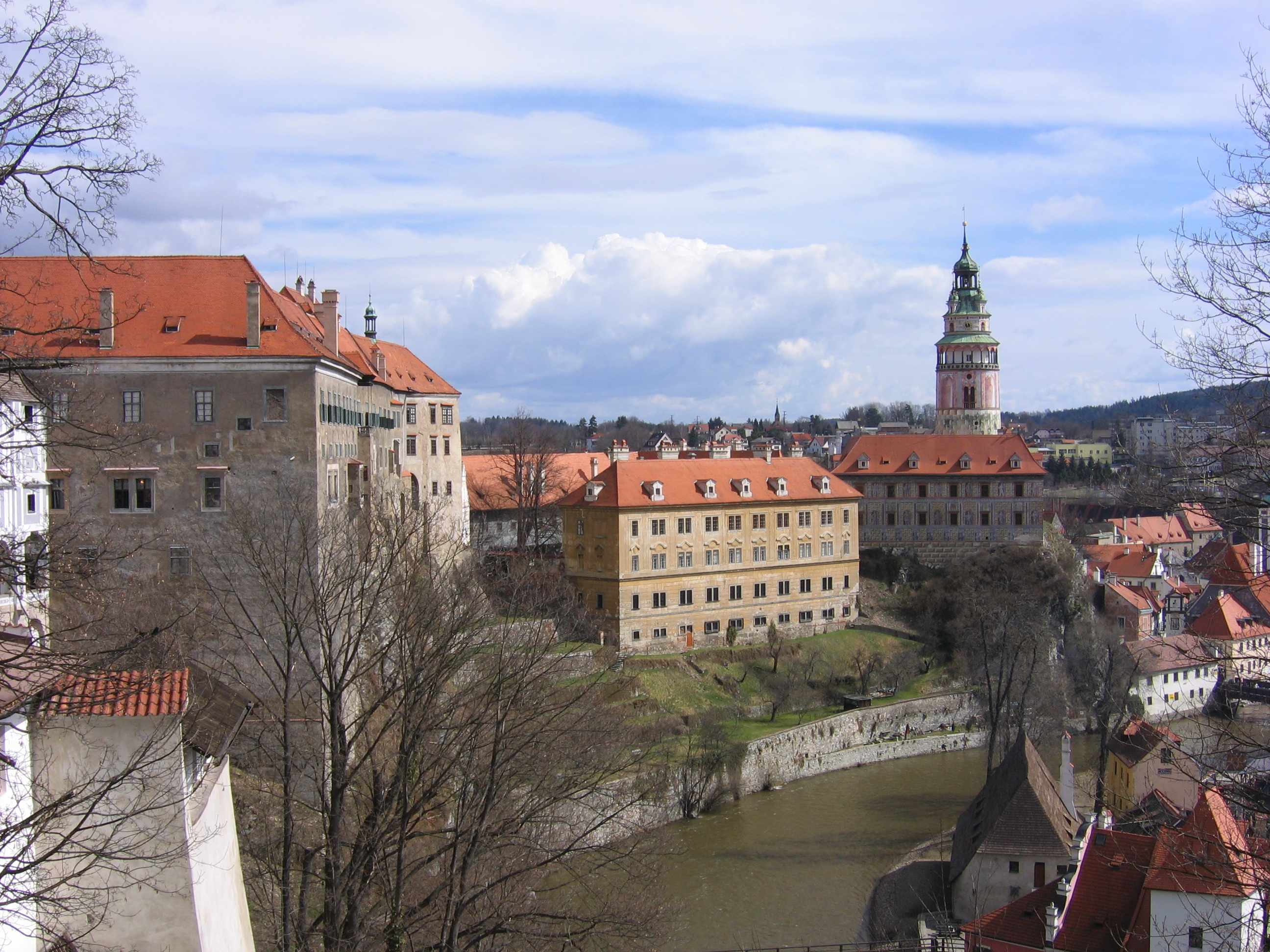
Lâu đài Český Krumlov
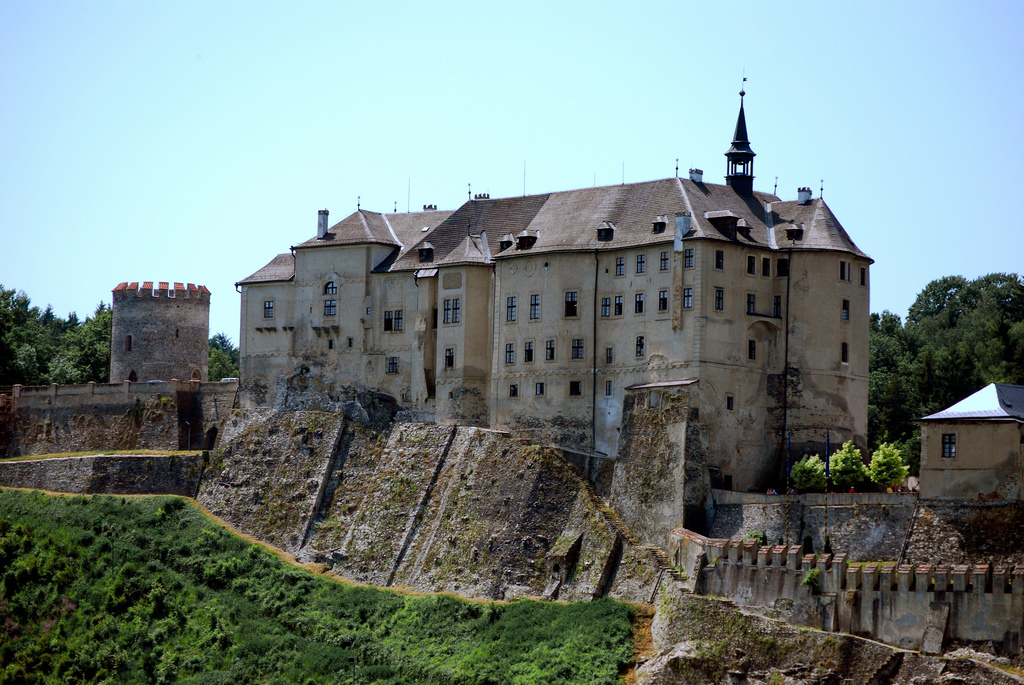
Lâu đài Český Šternberk
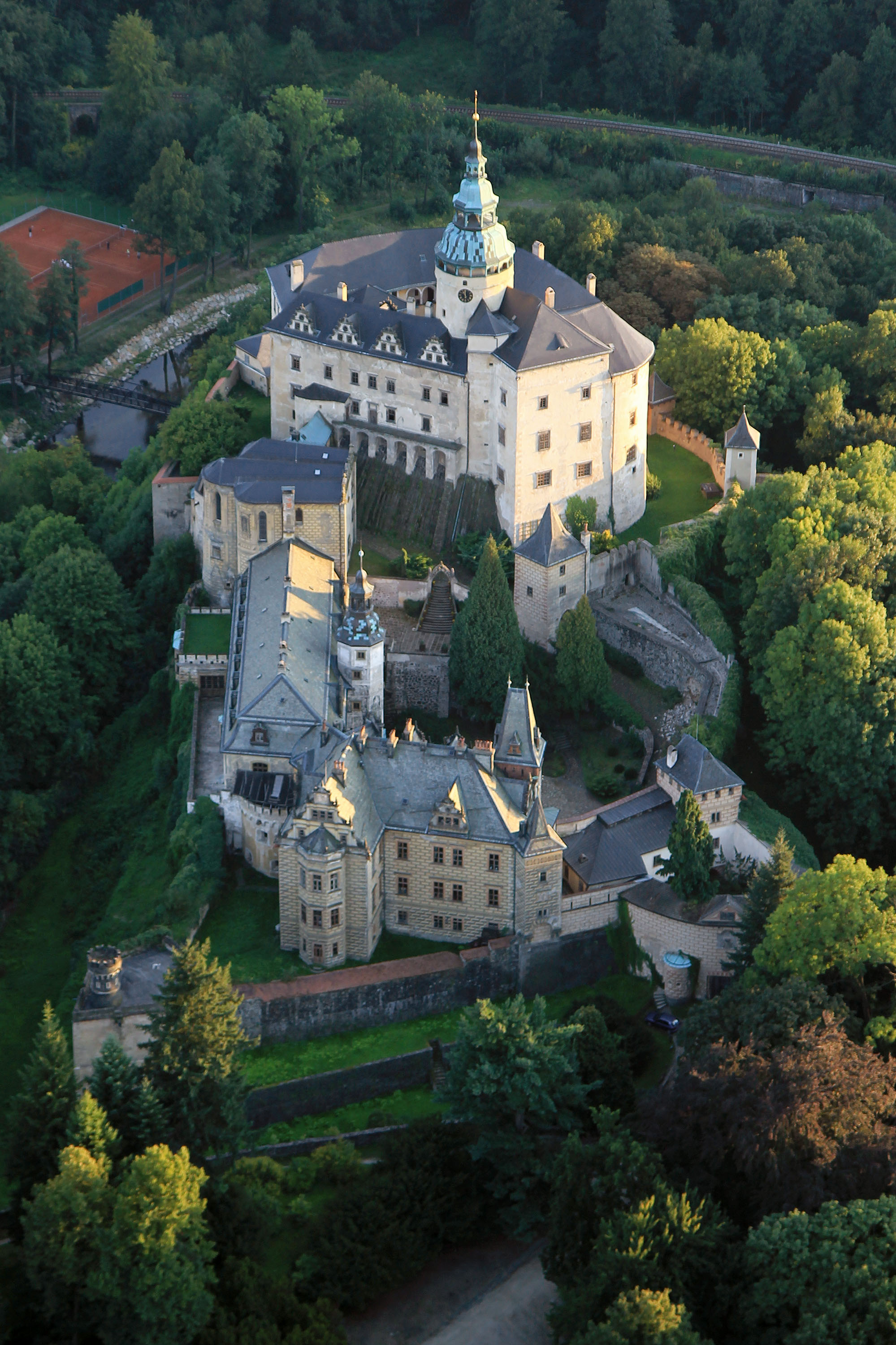
Lâu đài Frýdlant
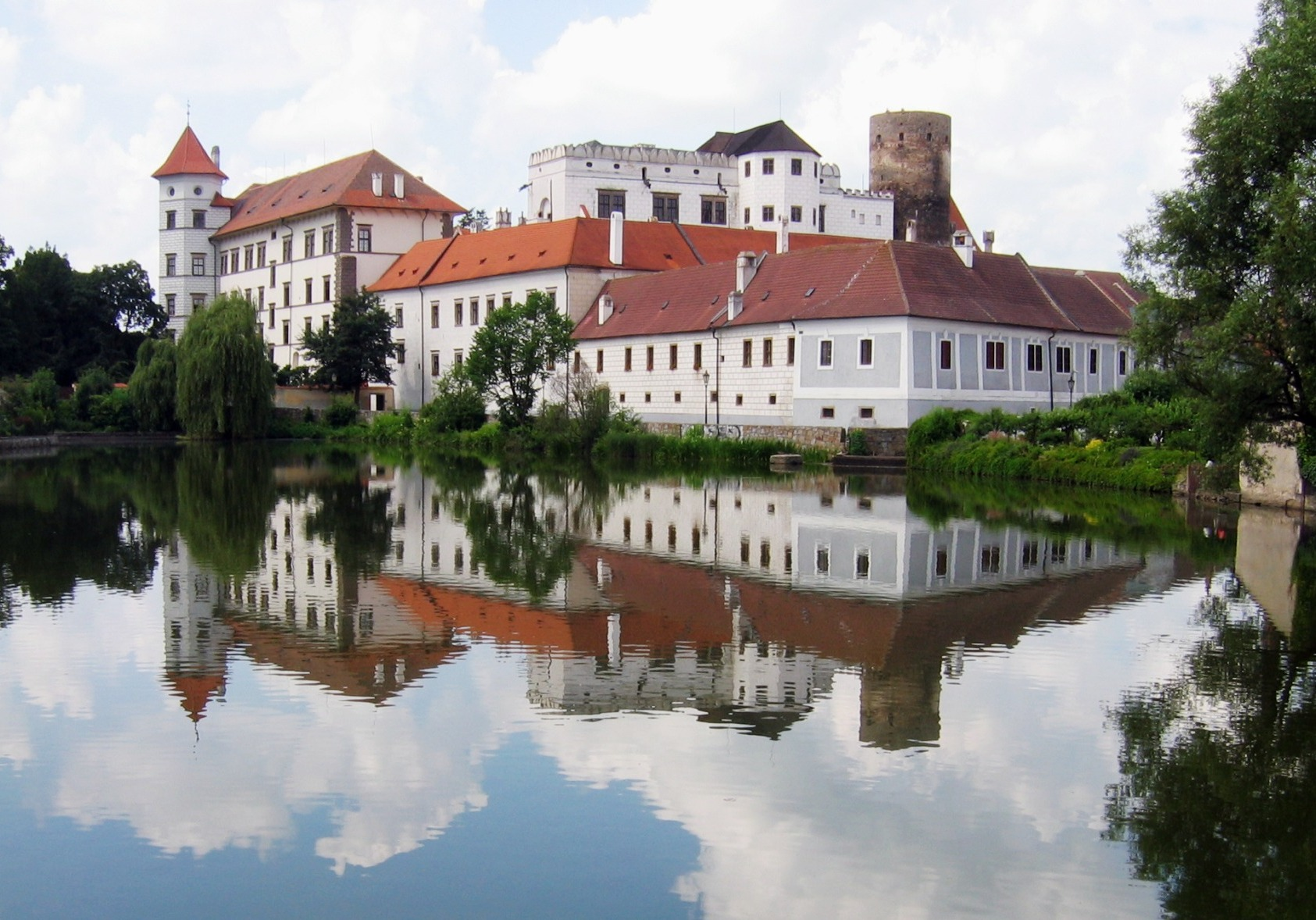
Lâu đài Jindřichův Hradec
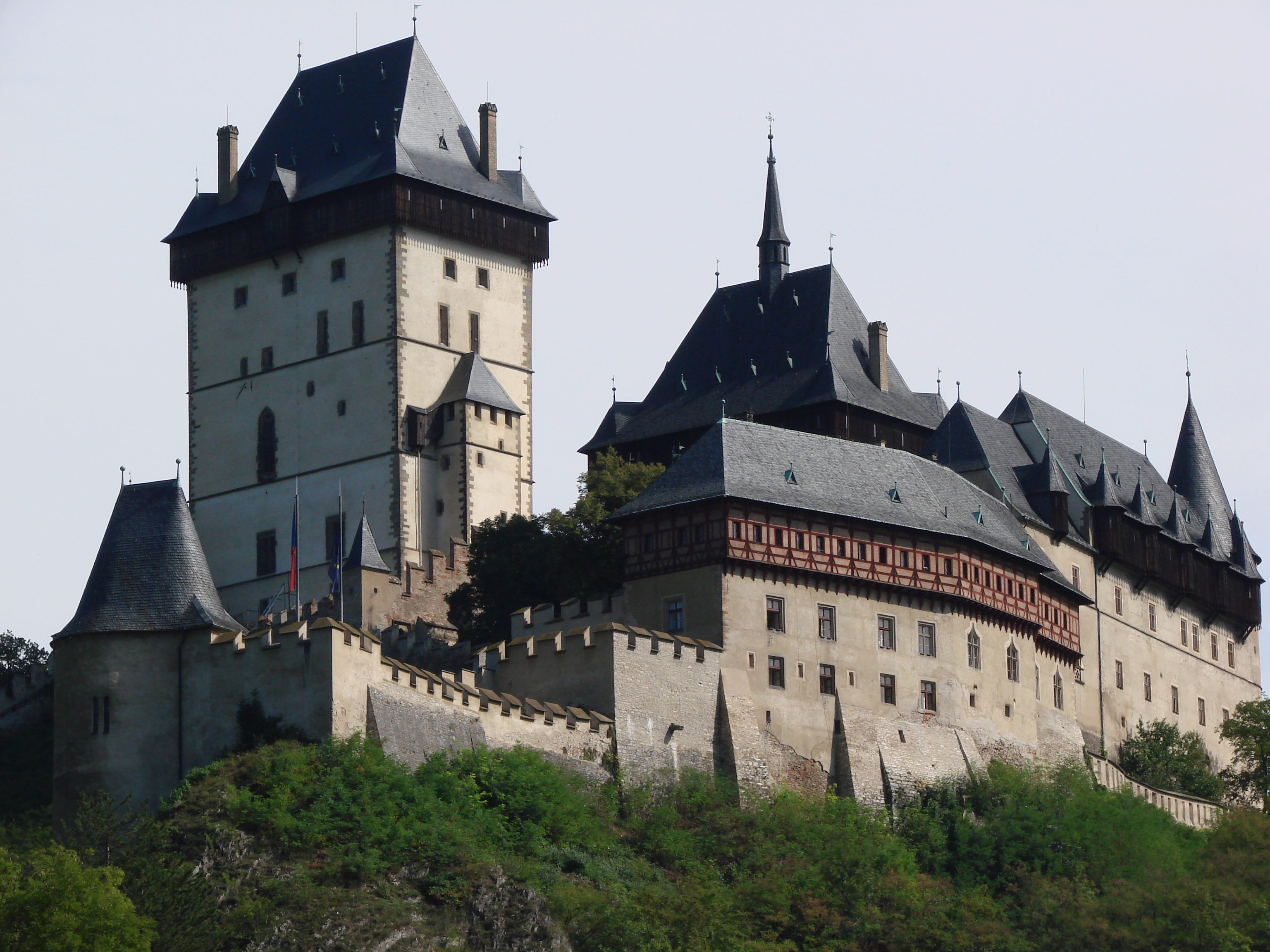
Lâu đài Karlštejn
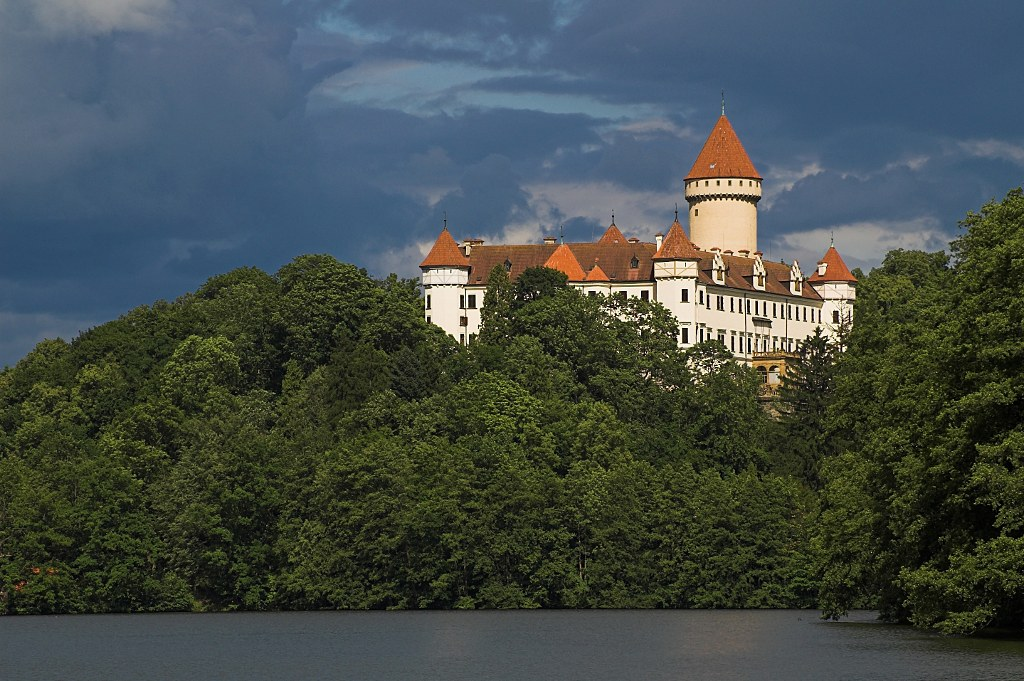
Lâu đài Konopiště
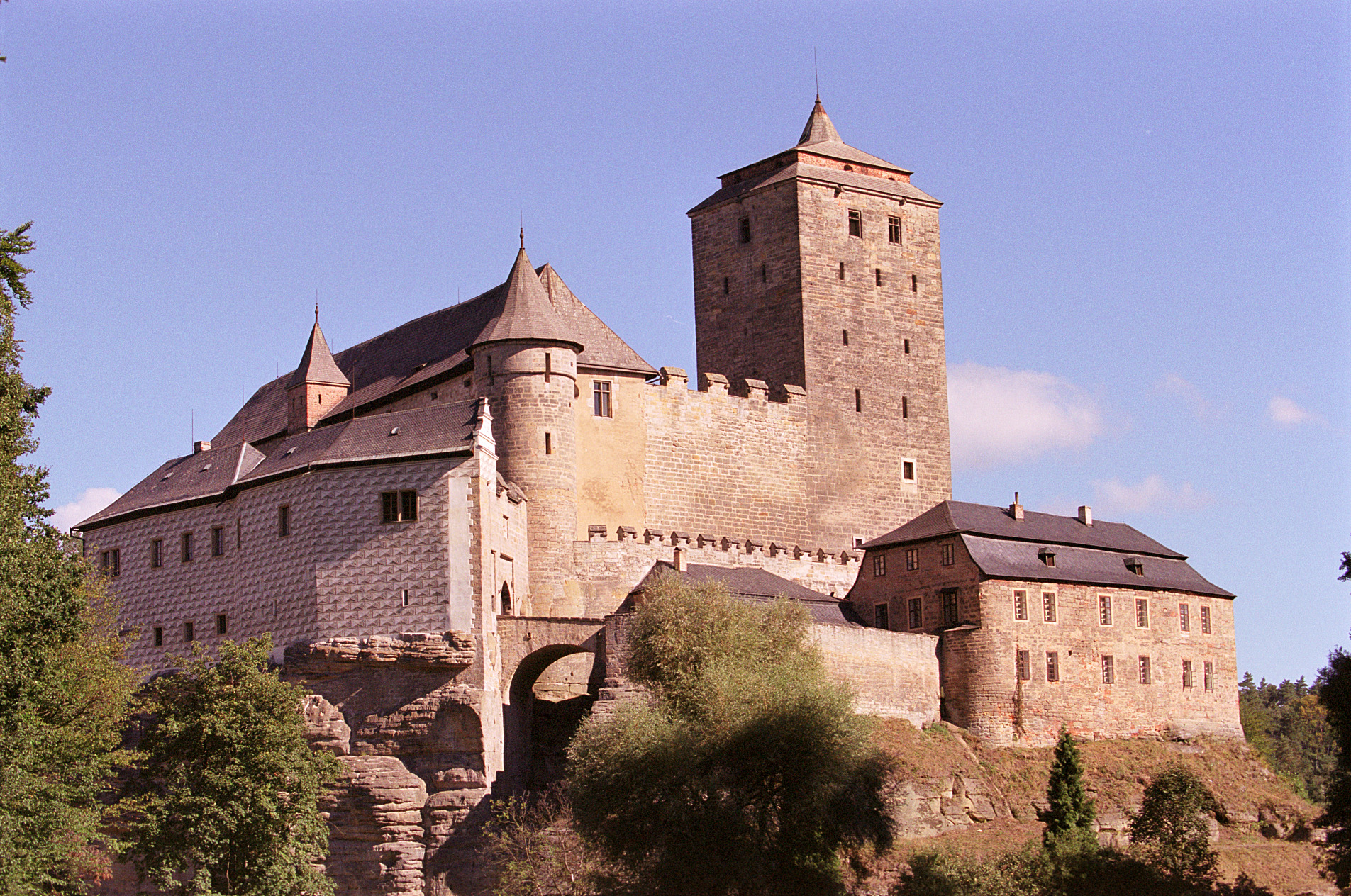
Lâu đài Kost
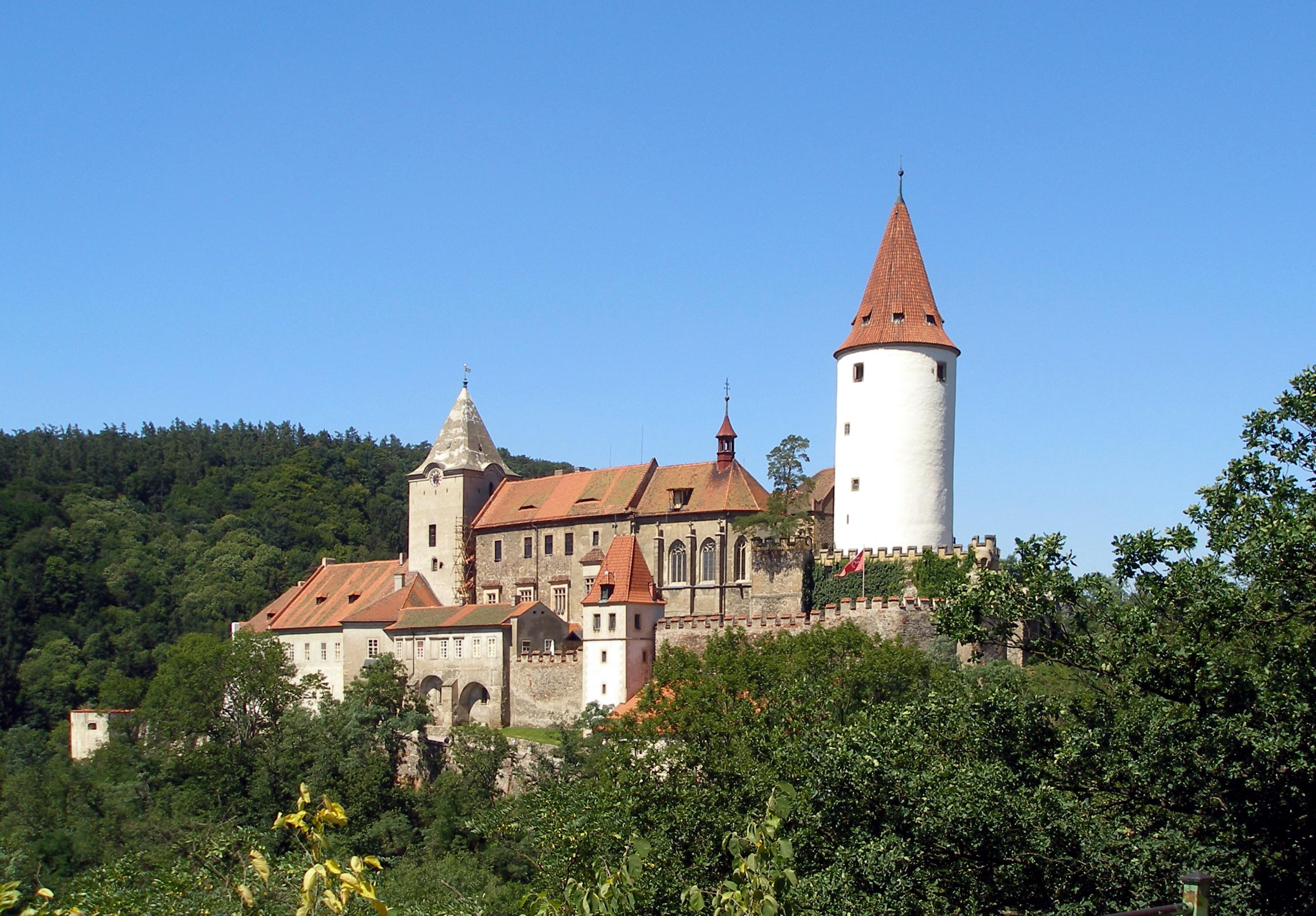
Lâu đài Křivoklát
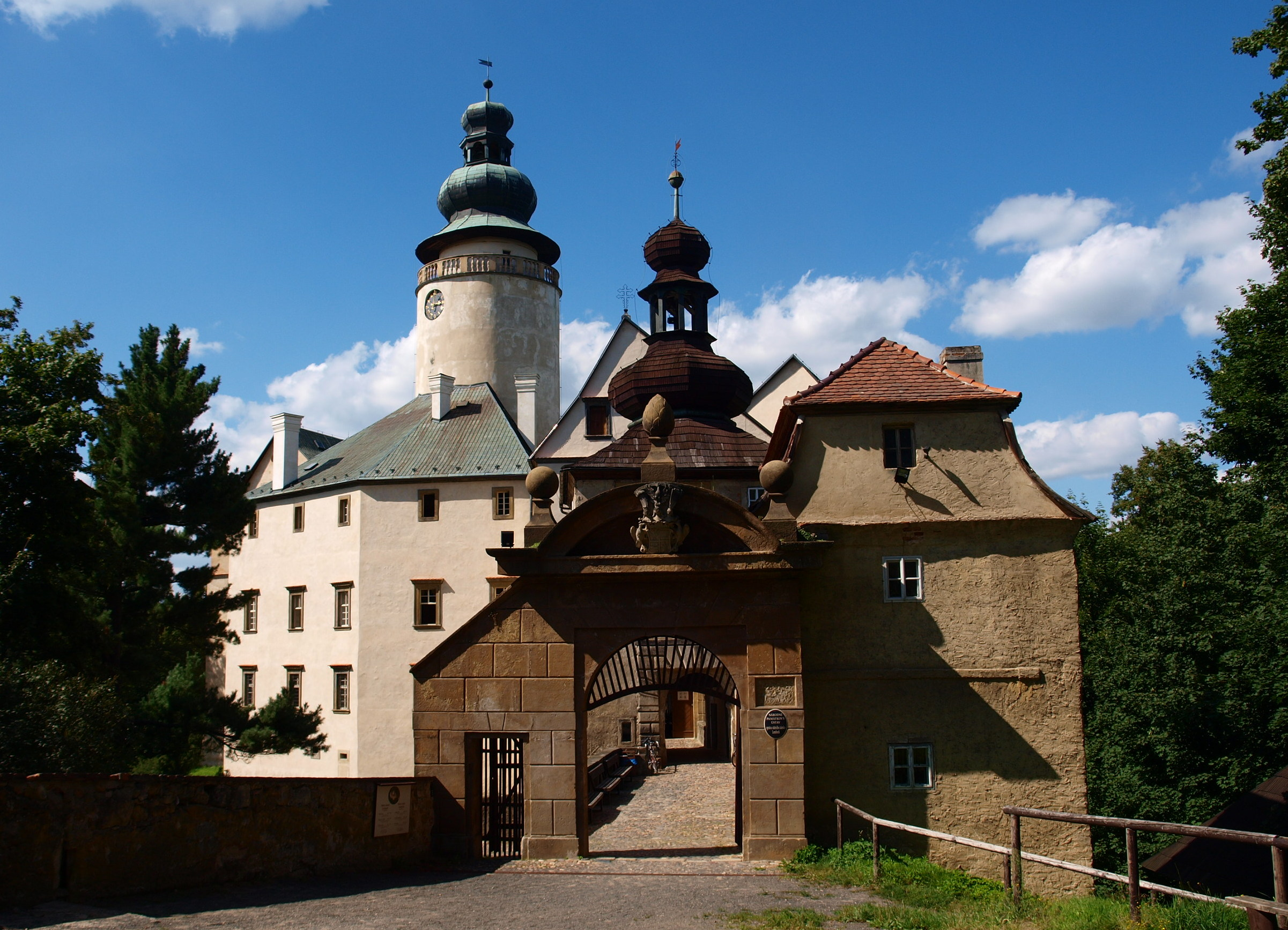
Lâu đài Lemberk
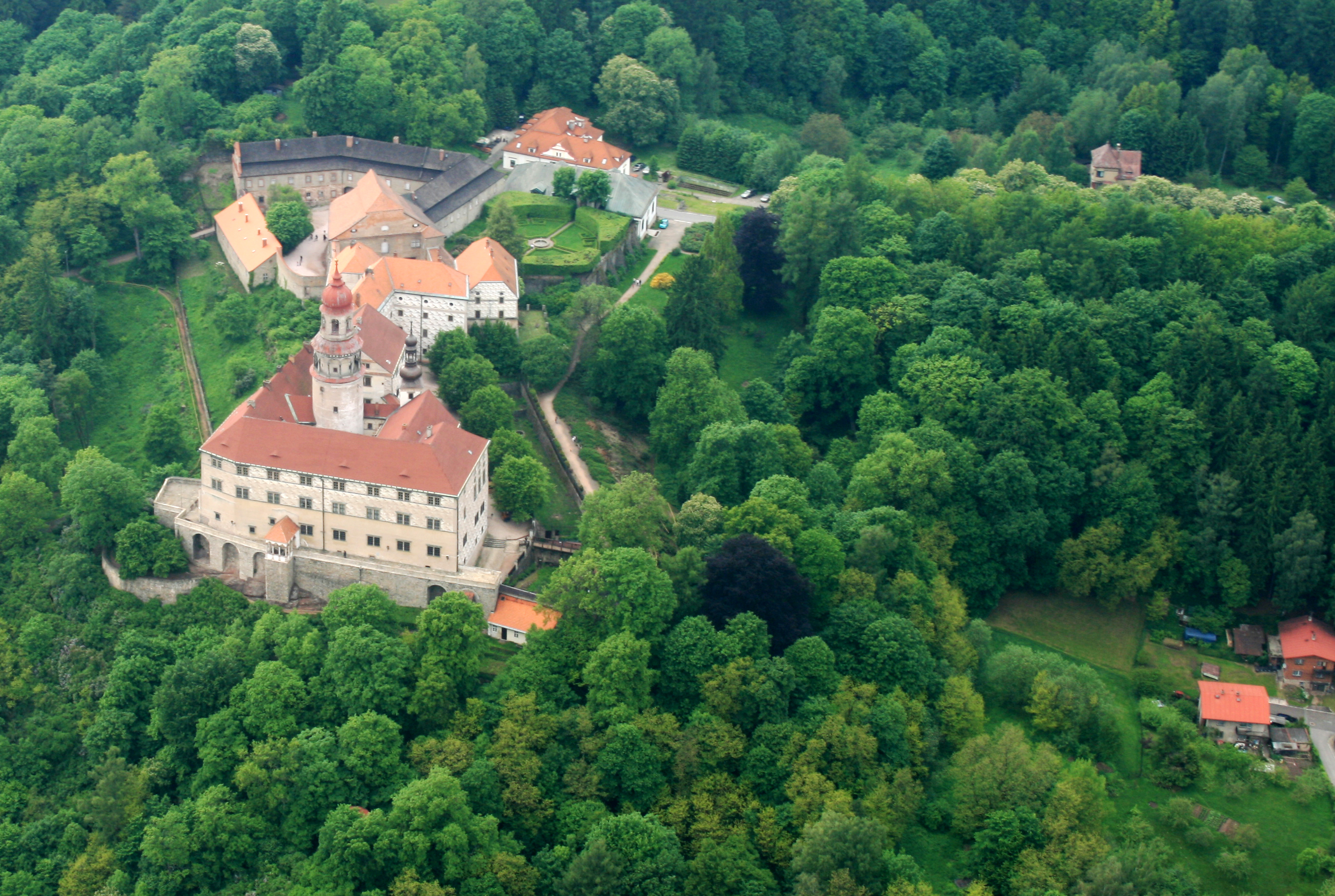
Lâu đài Náchod
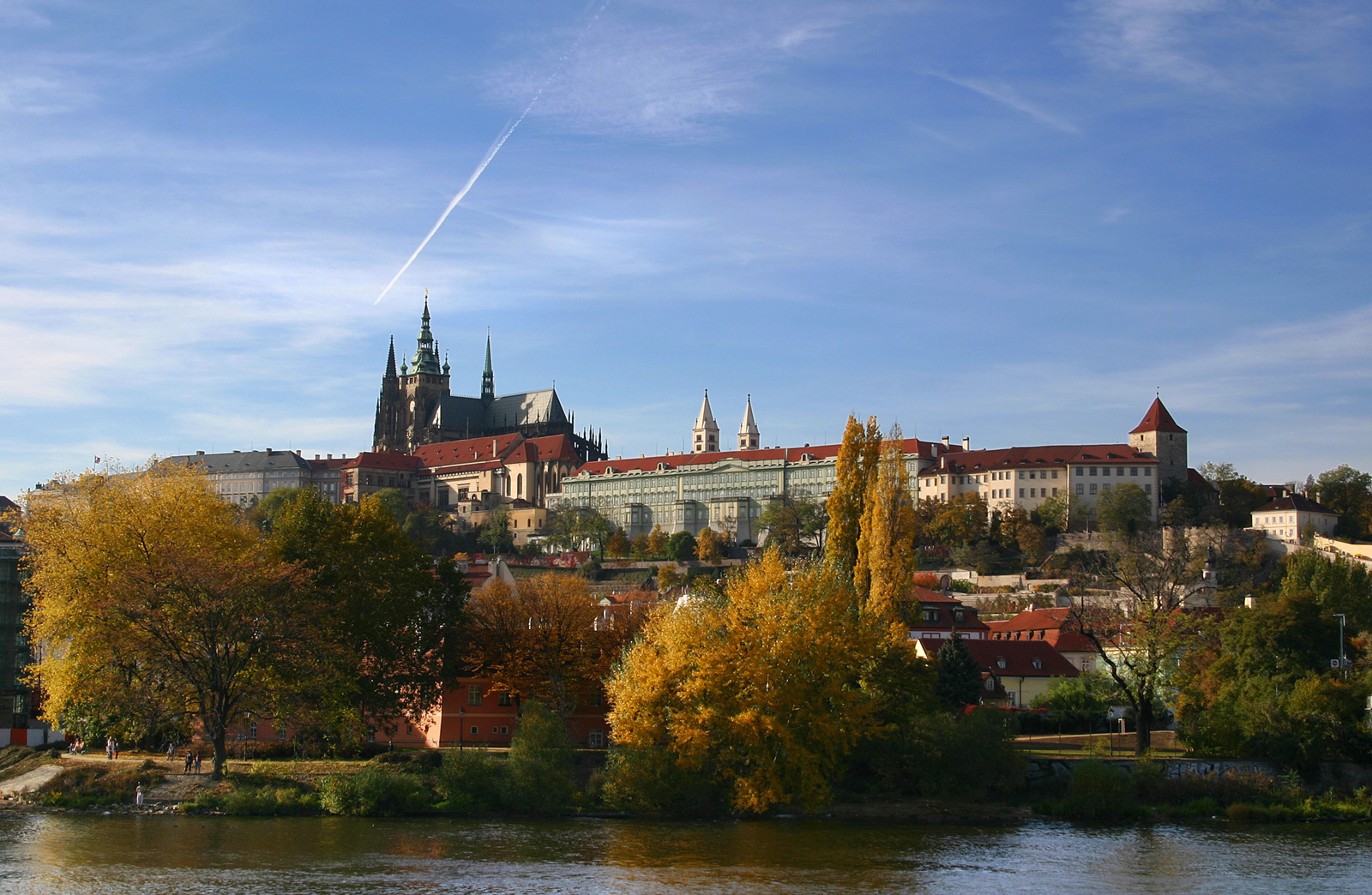
Lâu đài Praha
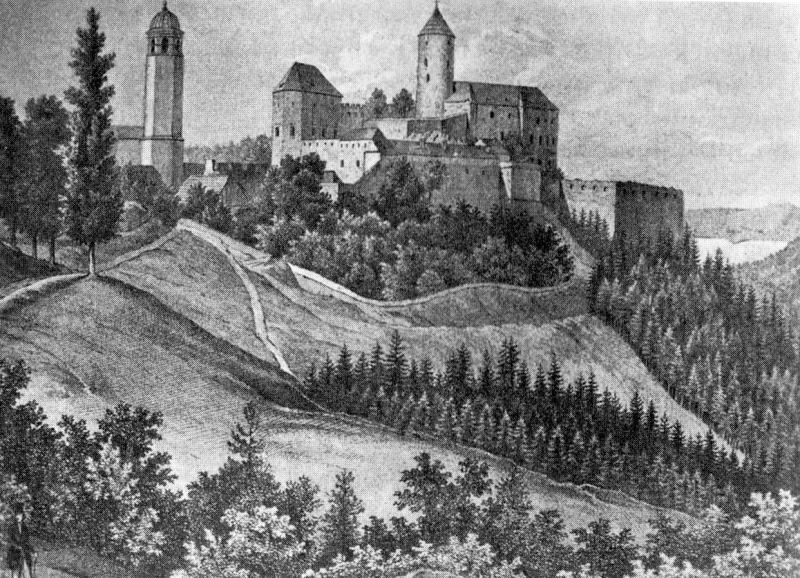
Lâu đài Sovinec
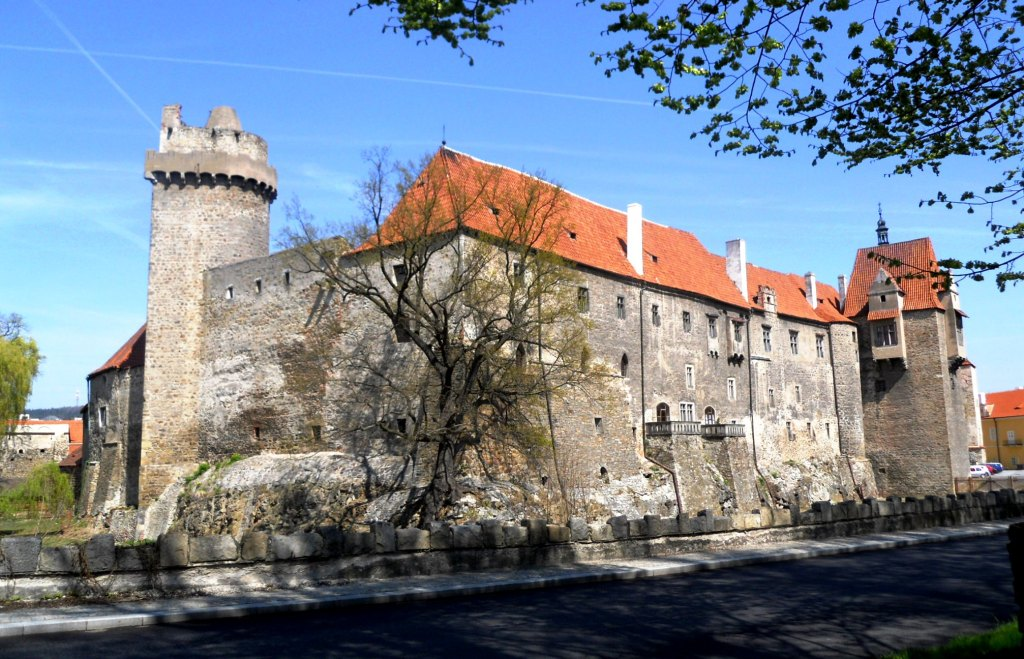
Lâu đài Strakonice

## Slovakia(8)

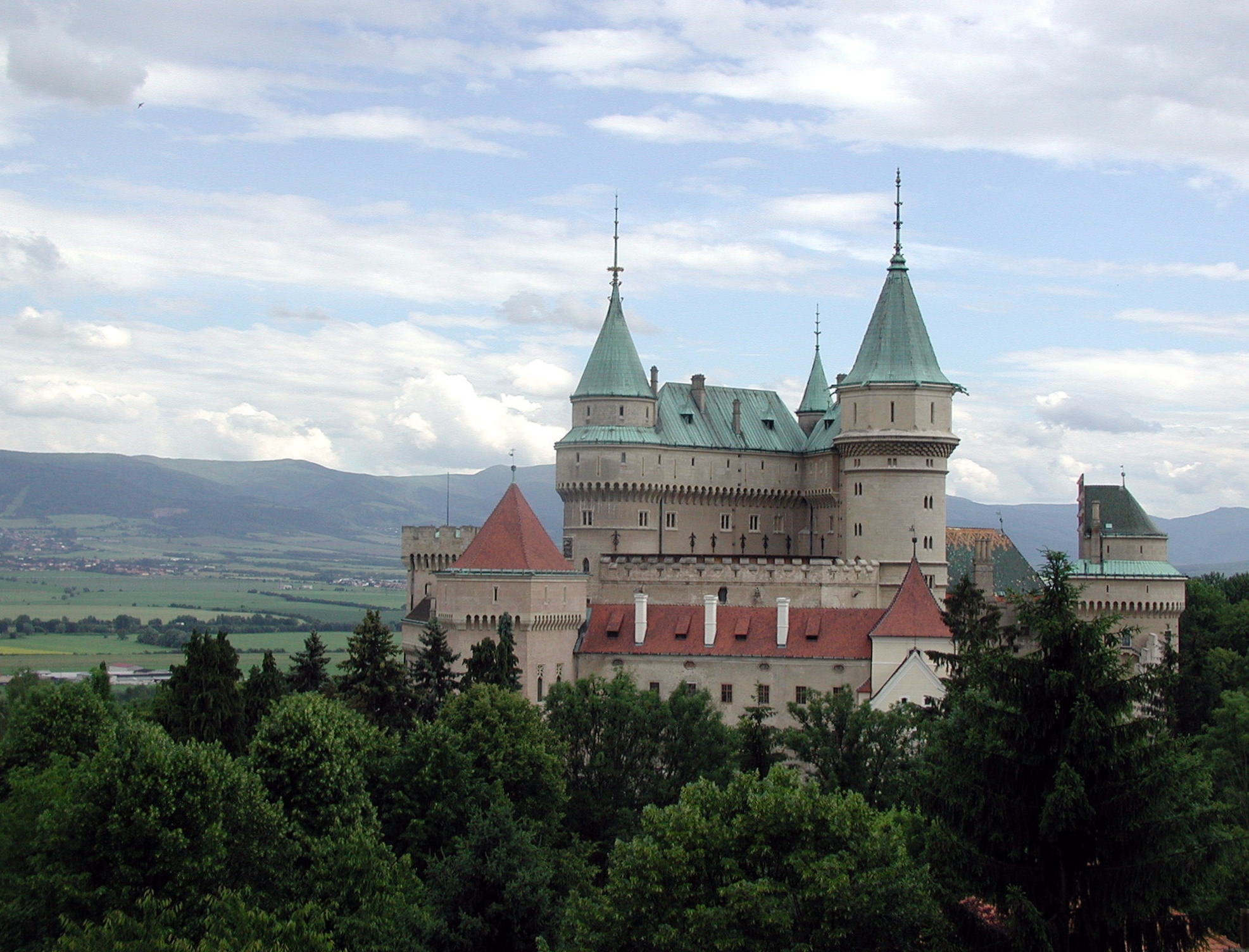
Lâu đài Bojnice
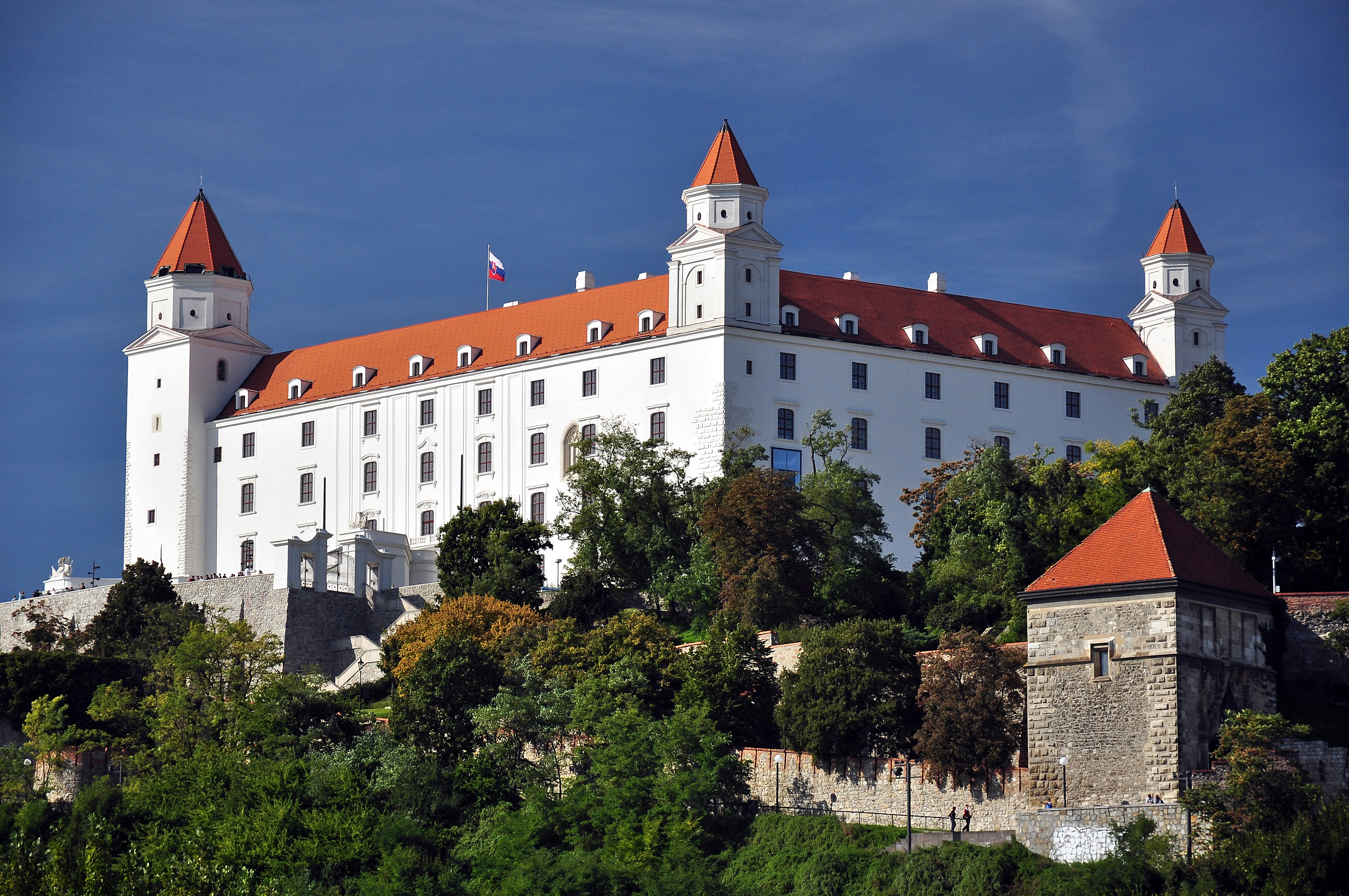
Lâu đài Bratislava
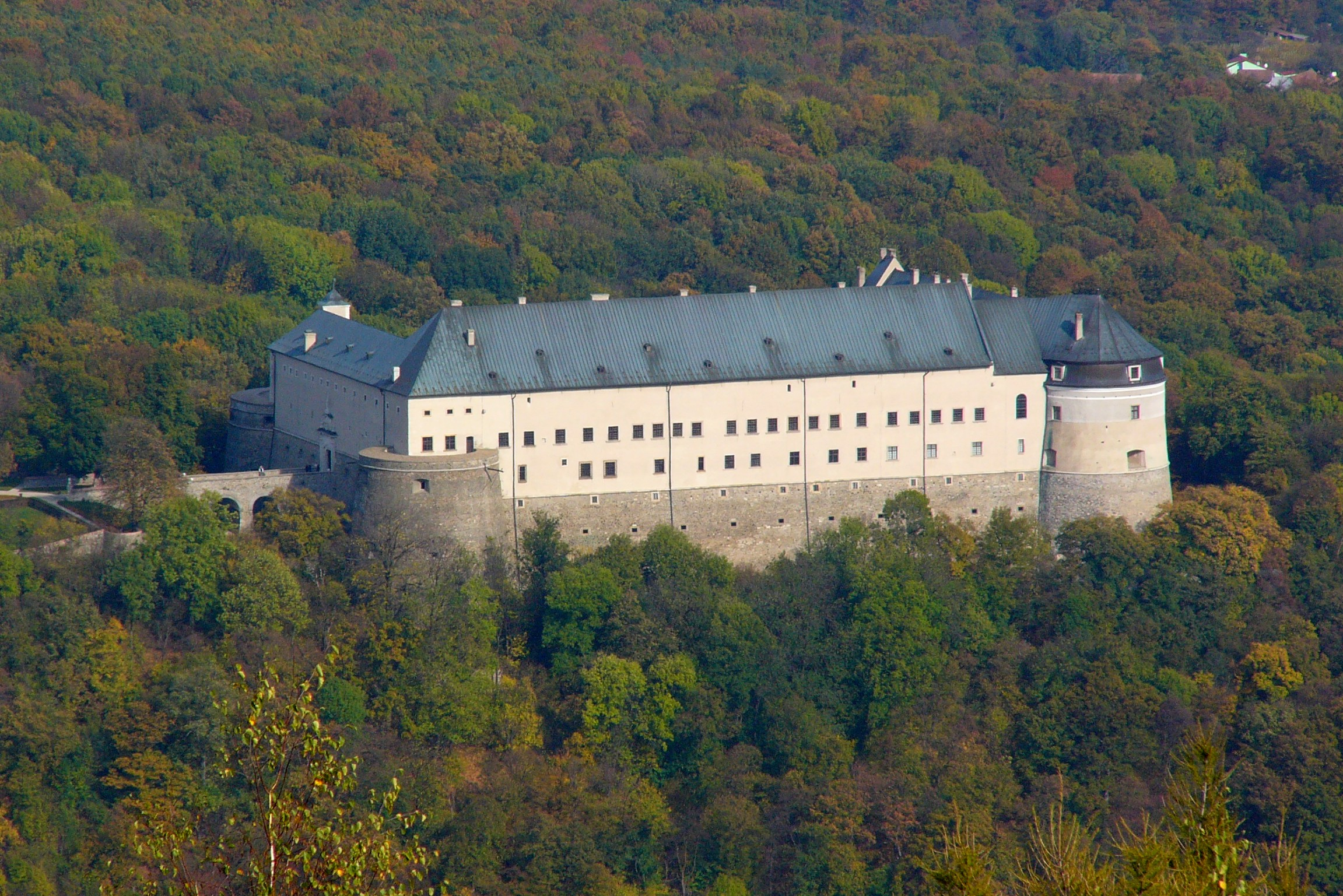
Lâu đài Červený Kameň
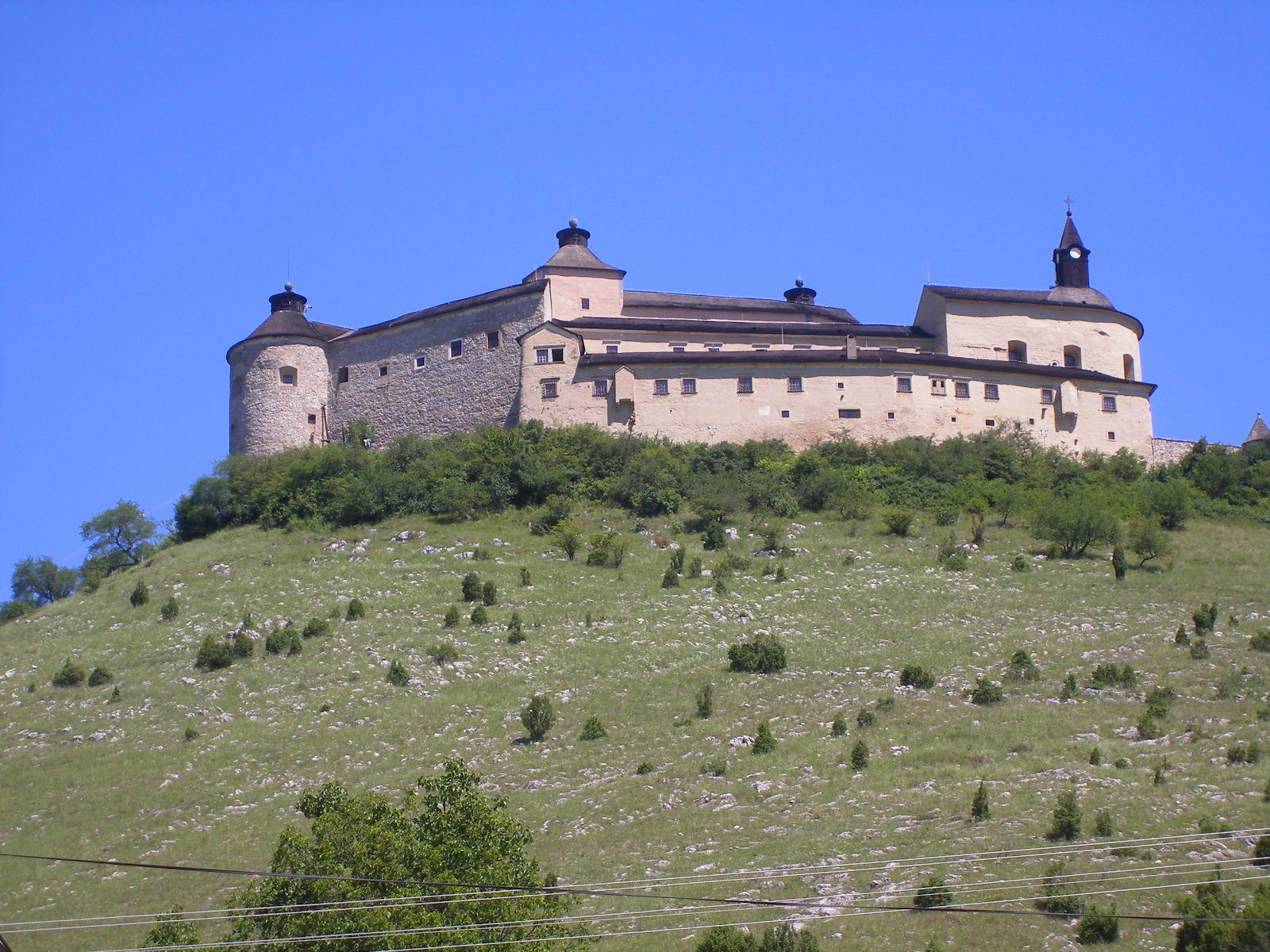
Lâu đài Krásna Hôrka
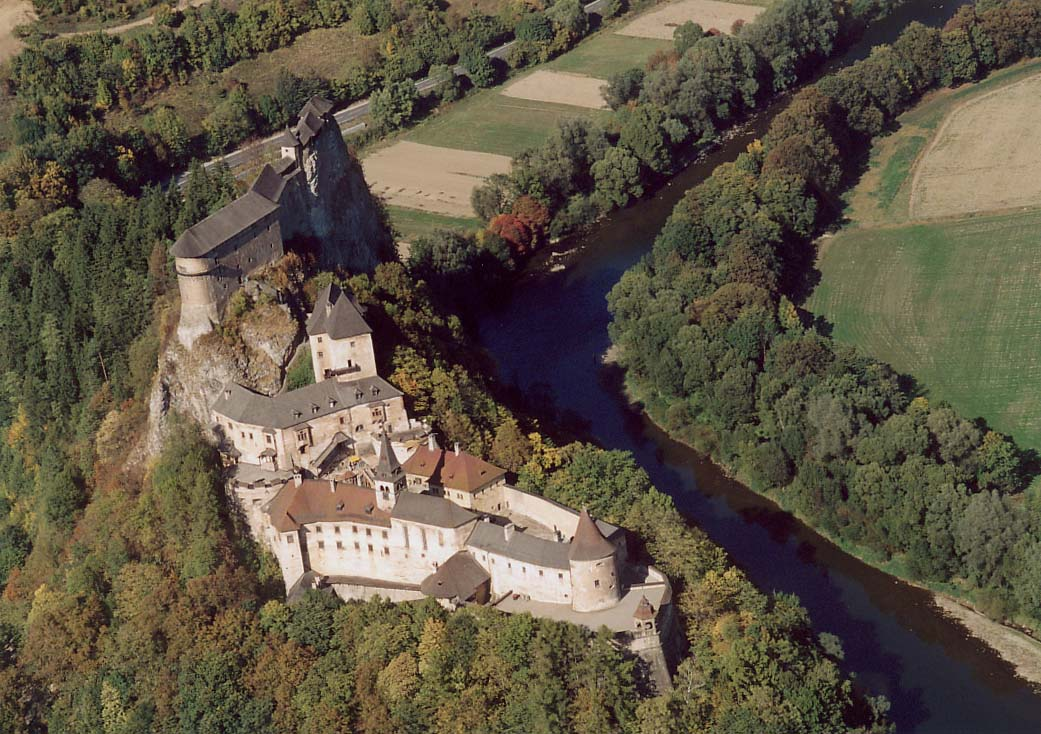
Lâu đài Orava
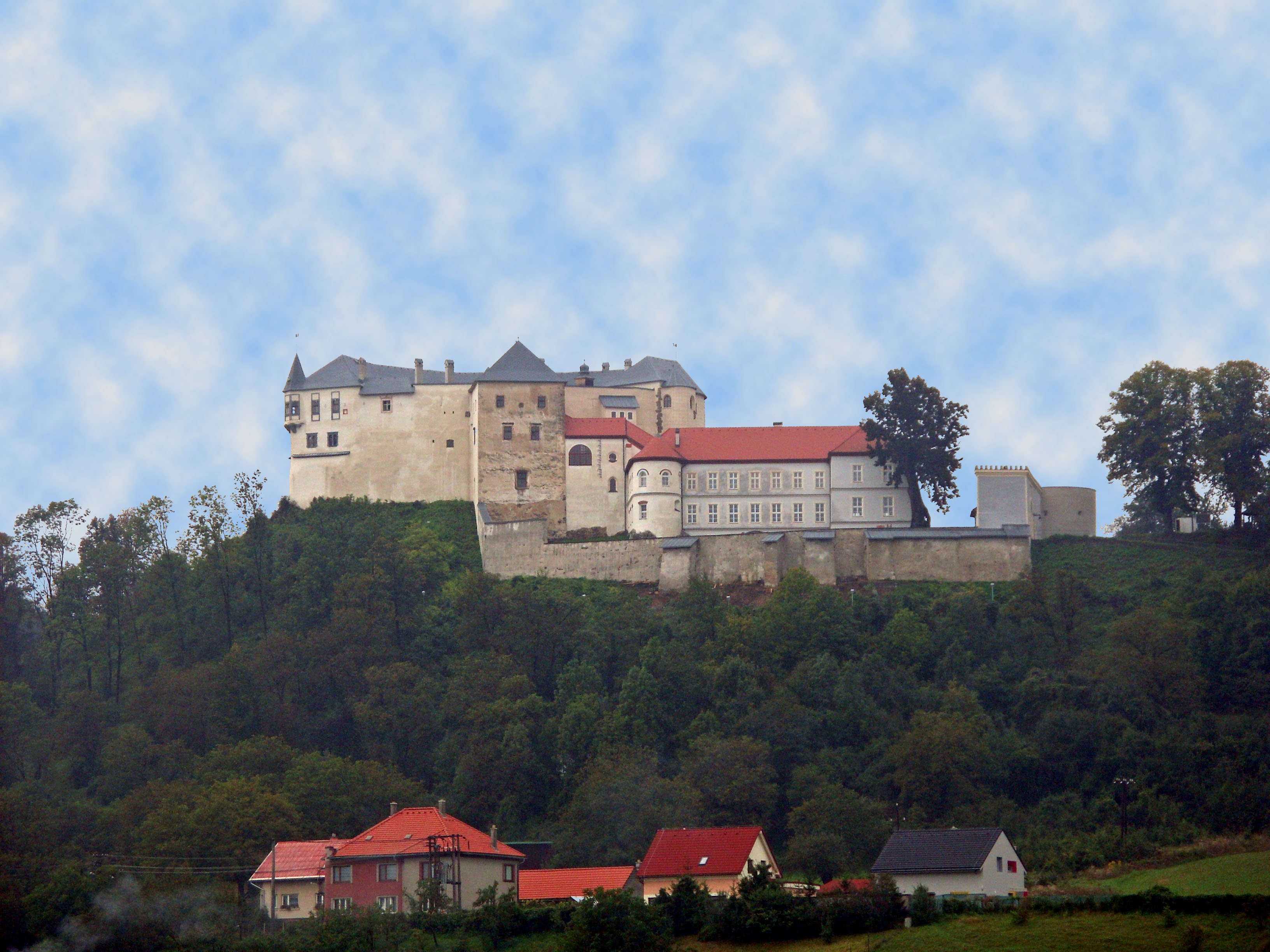
Lâu đài Slovenská Ľupča
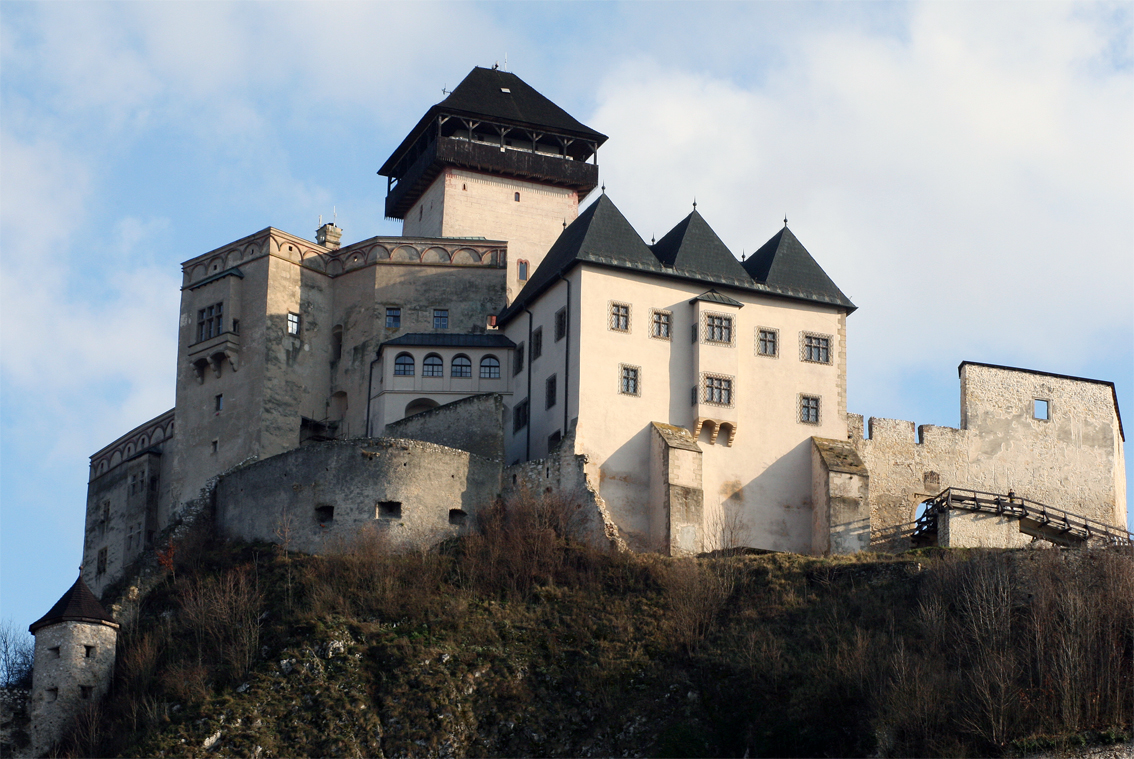
Lâu đài Trenčín
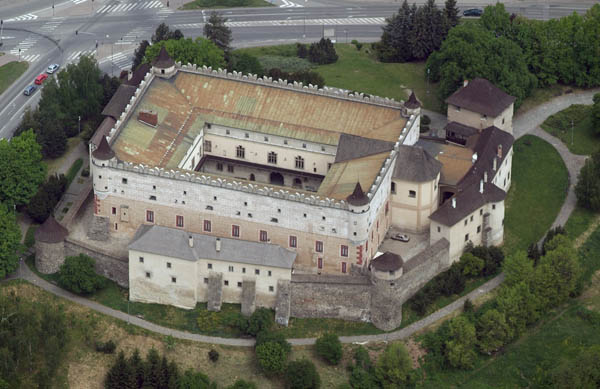
Lâu đài Zvolen

## Slovenia(2)

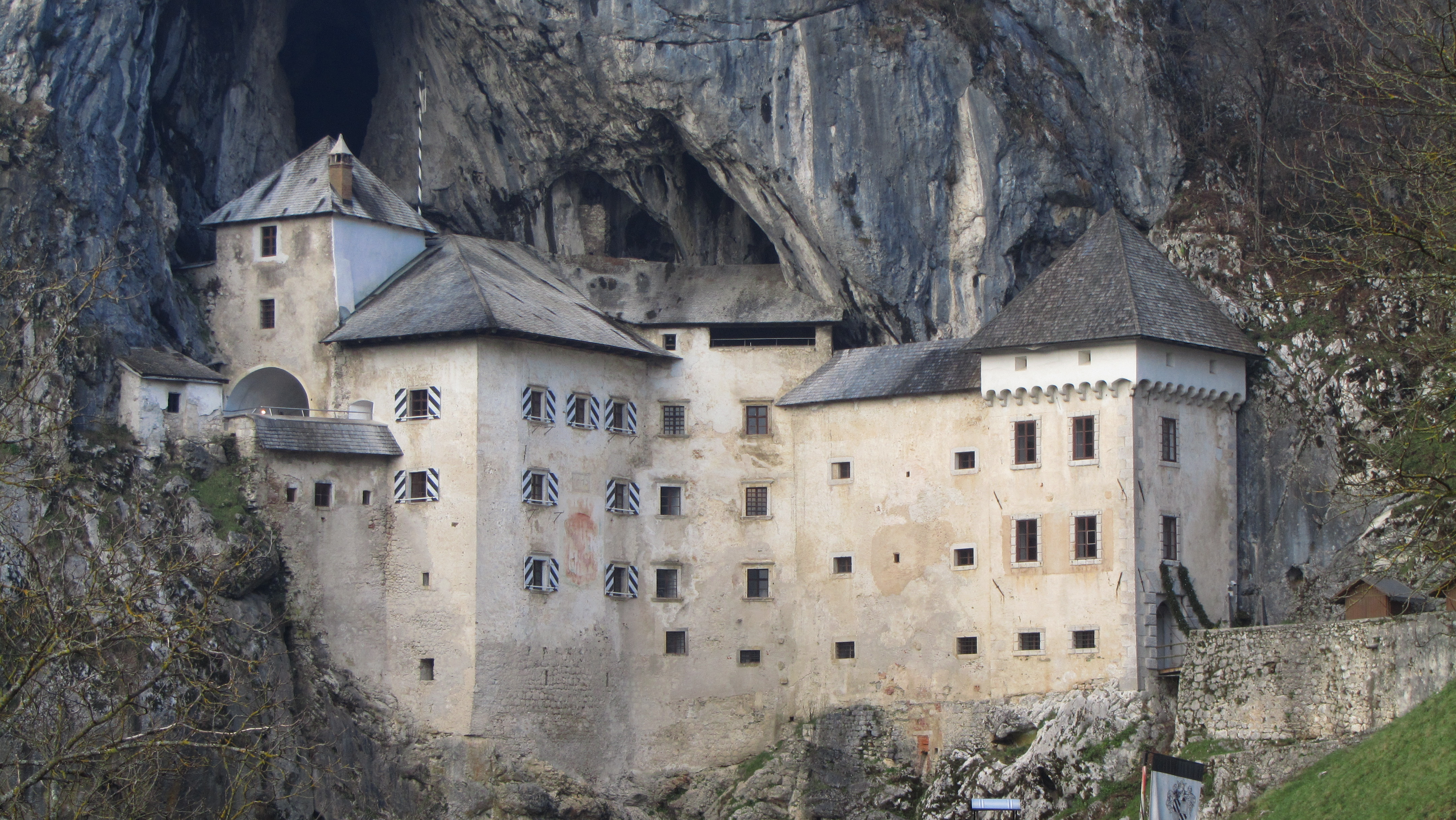
Lâu đài Predjama
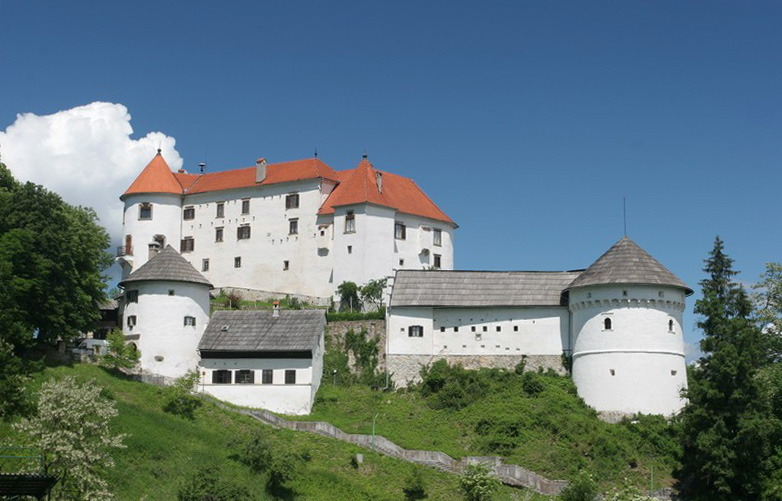
Lâu đài Velenje

## Tây Ban Nha(2)

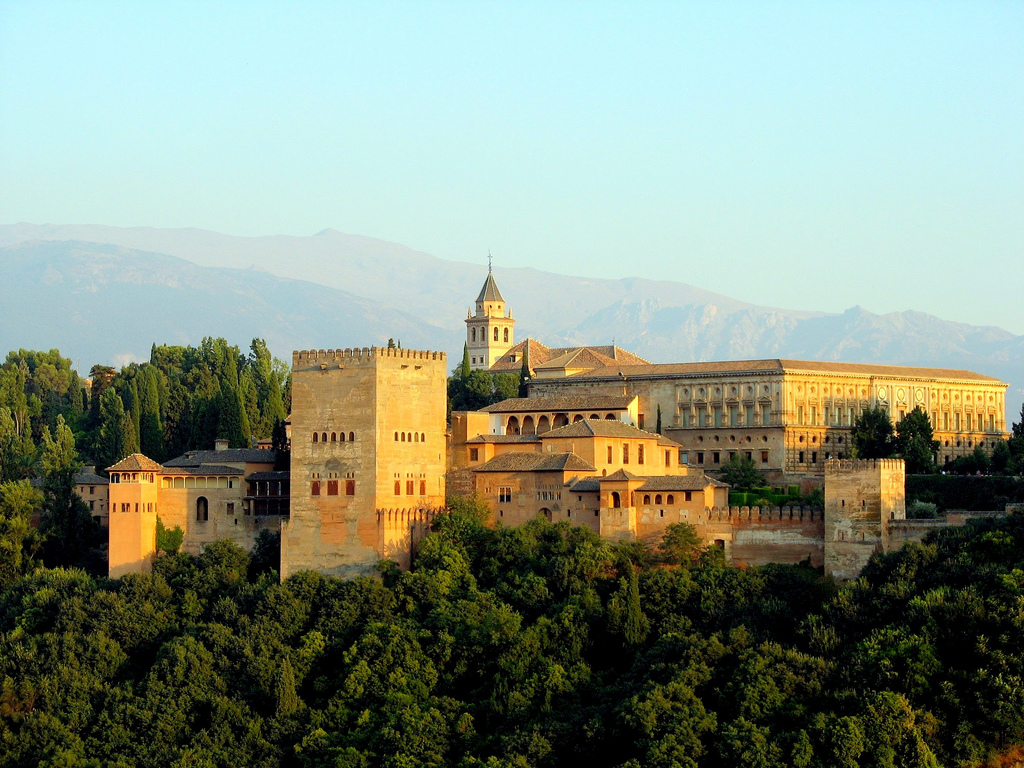
Lâu đài Alhambra
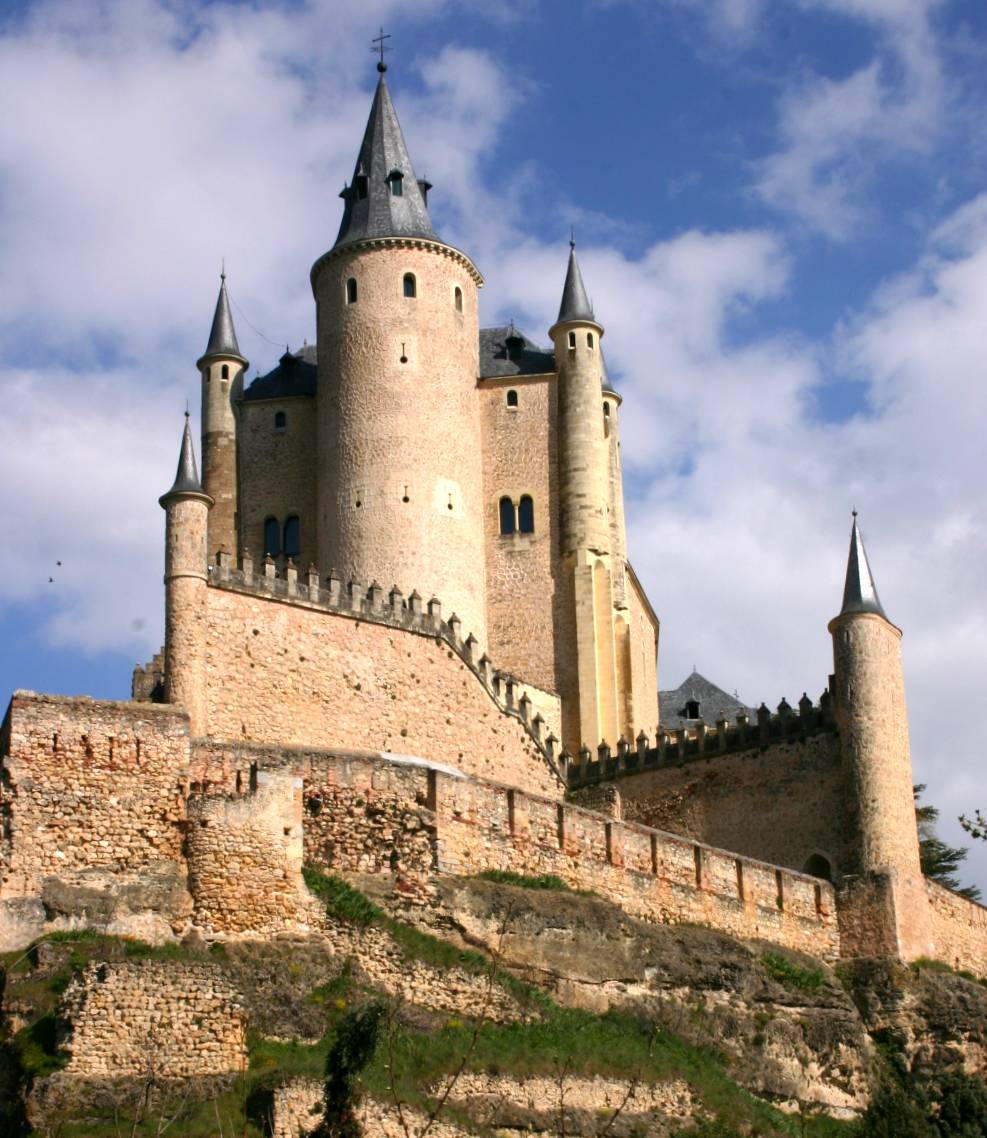
Lâu đài Segovia

## Thụy Điển(1)

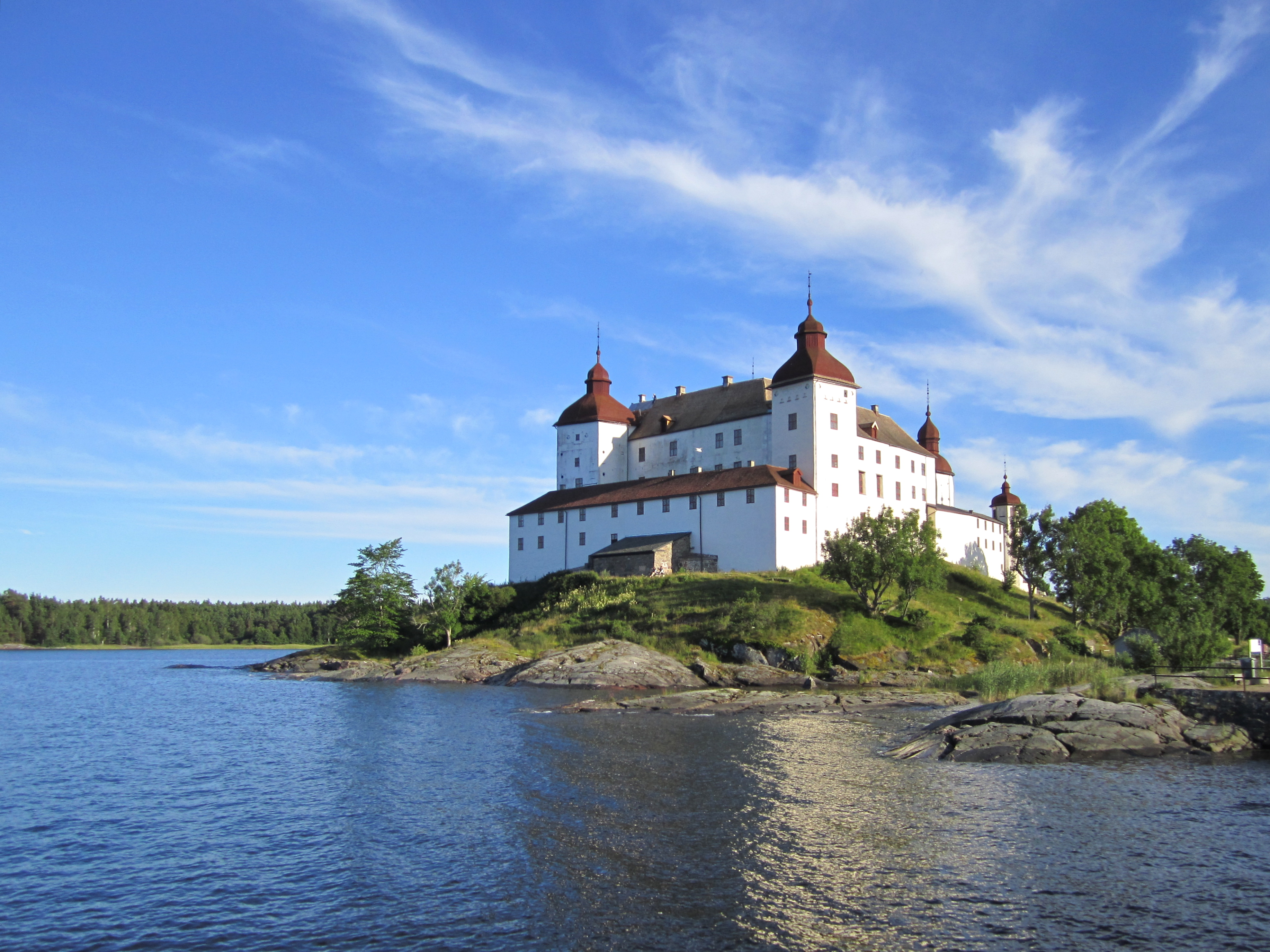
Lâu đài Läckö

## Thụy Sĩ(6)

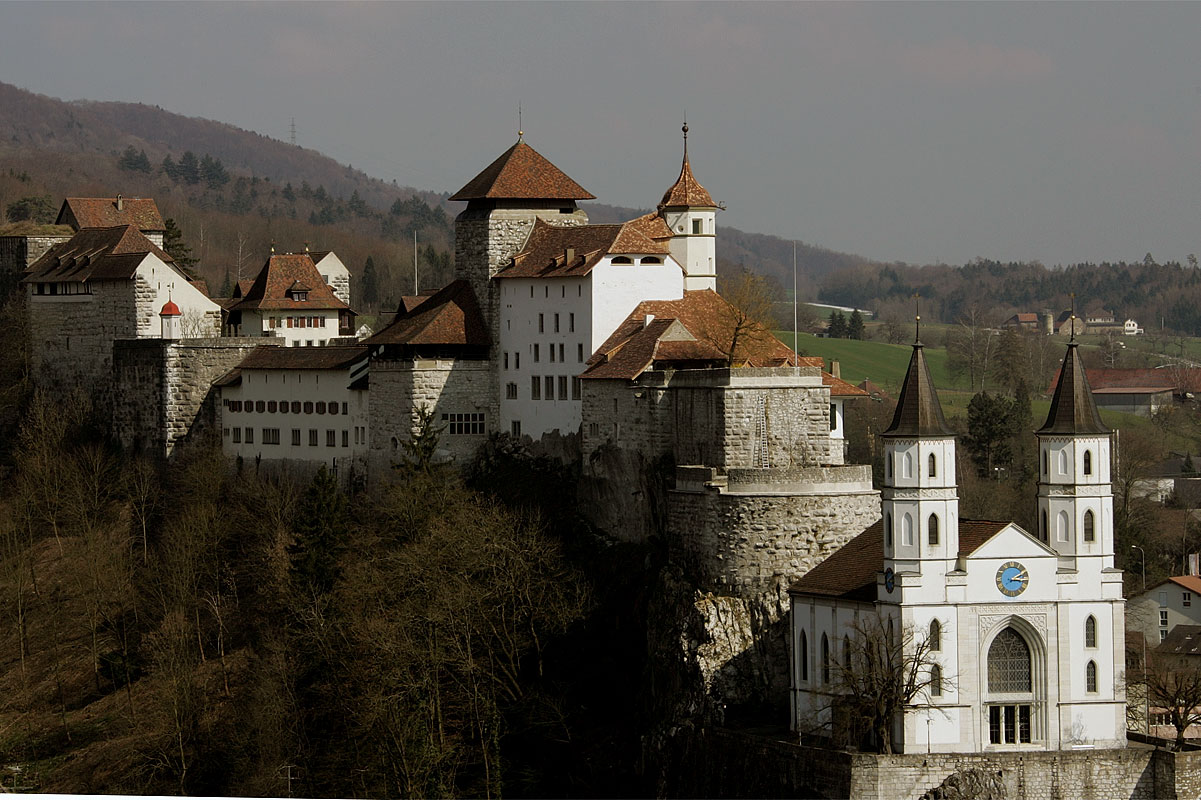
Lâu đài Aarburg
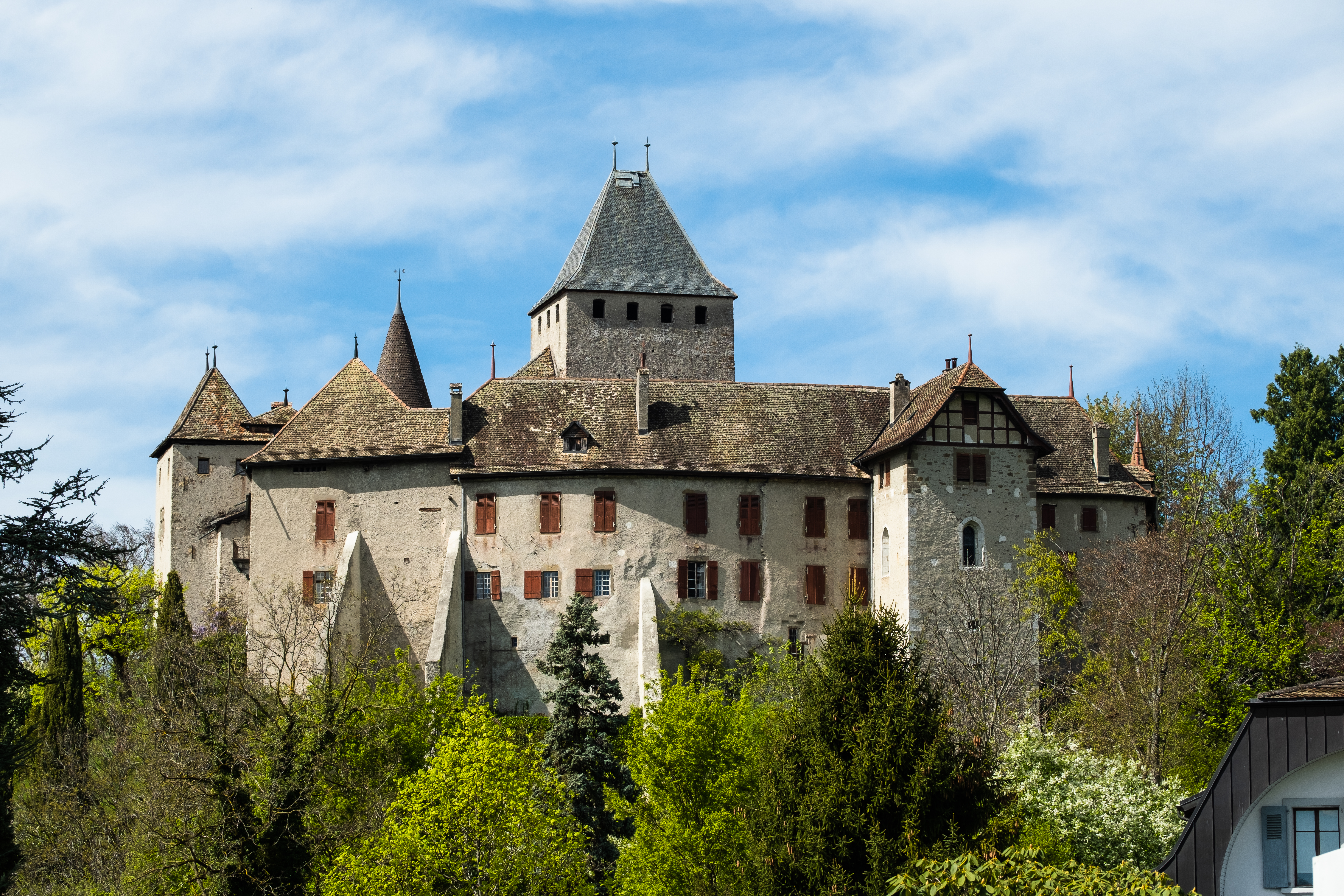
Lâu đài Blonay
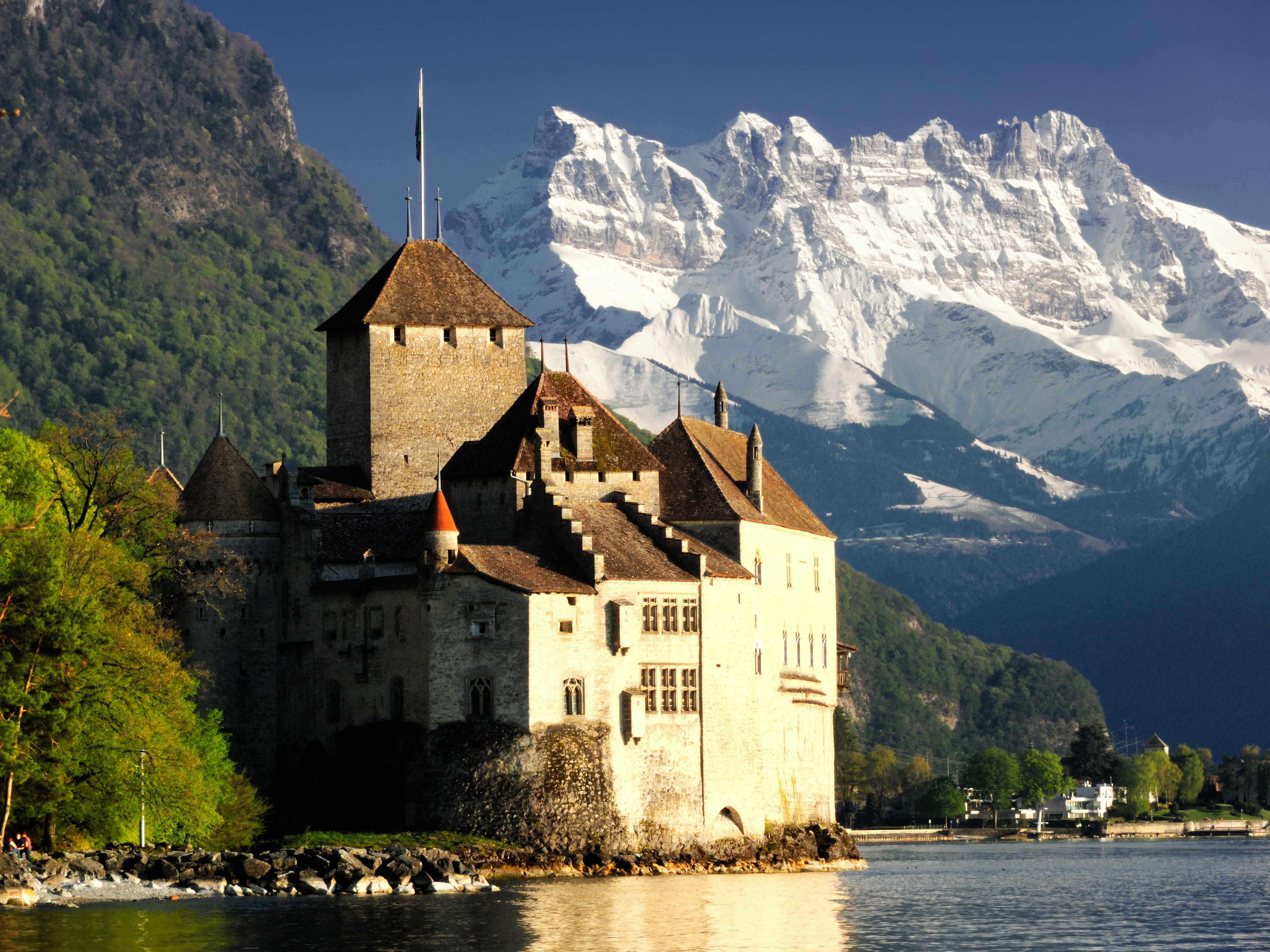
Lâu đài Chillon
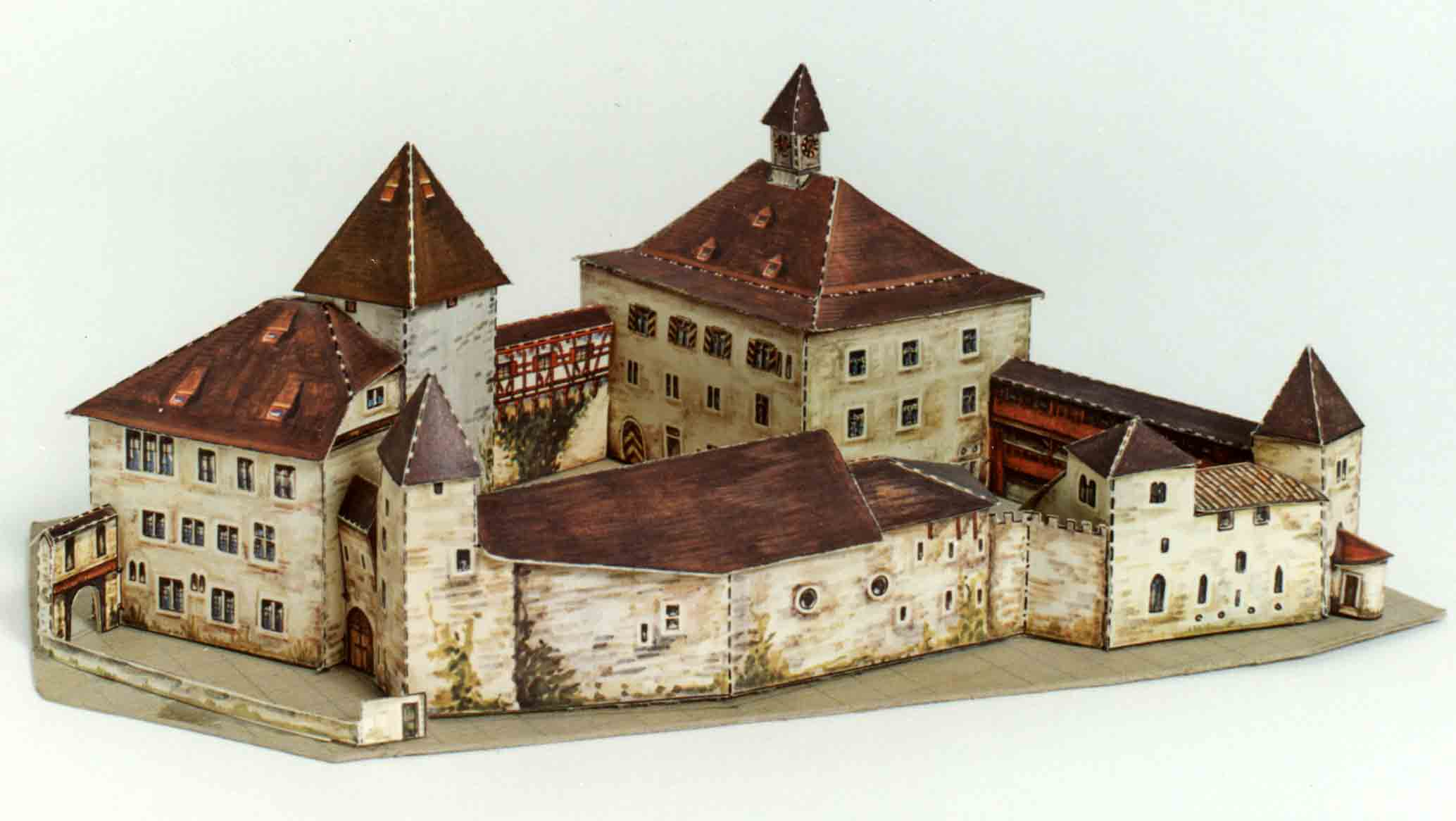
Lâu đài Kyburg
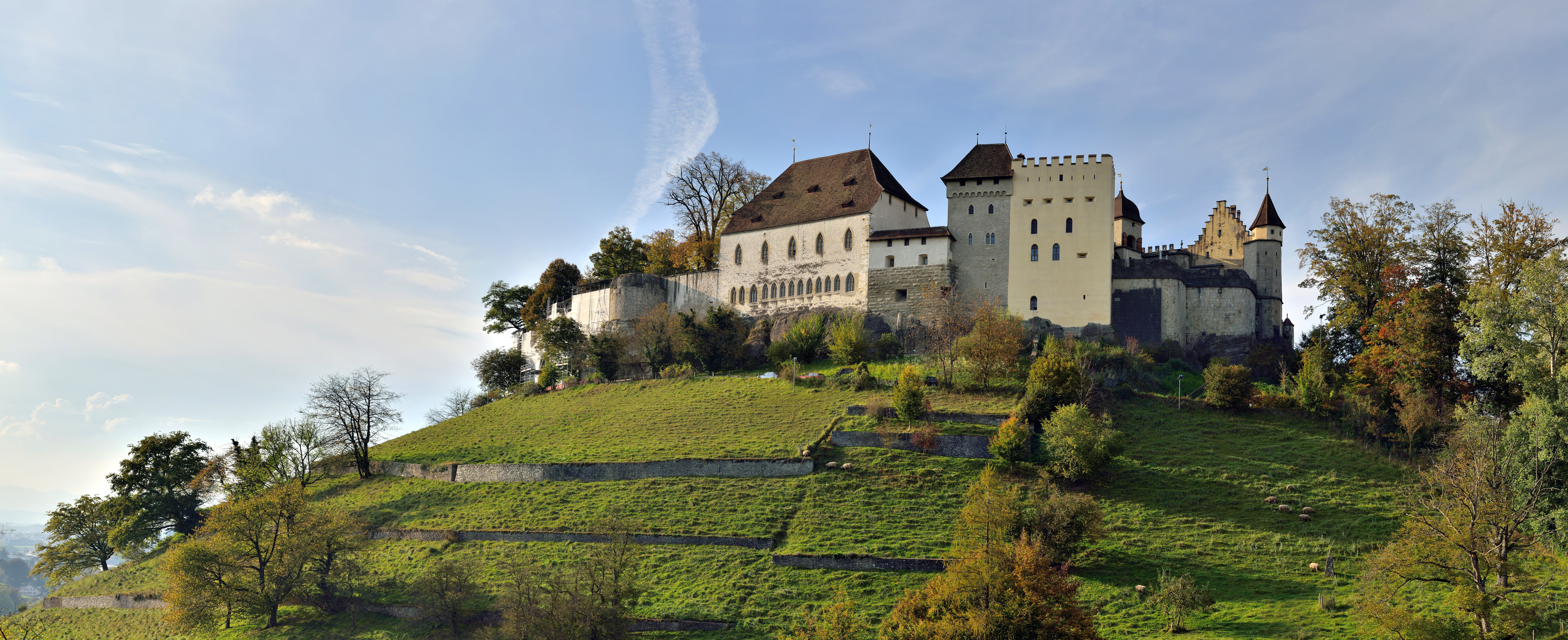
Lâu đài Lenzburg
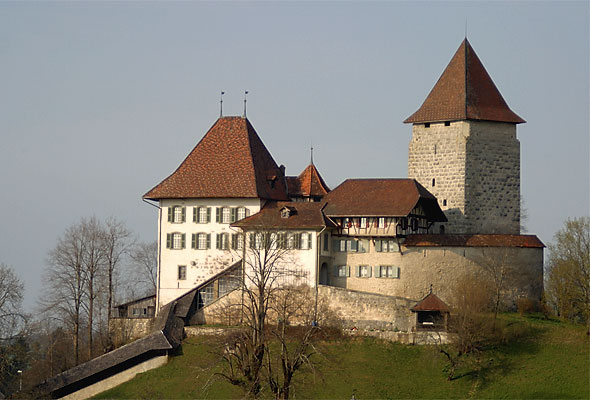
Lâu đài Trachselwald

## Ukraina(1)

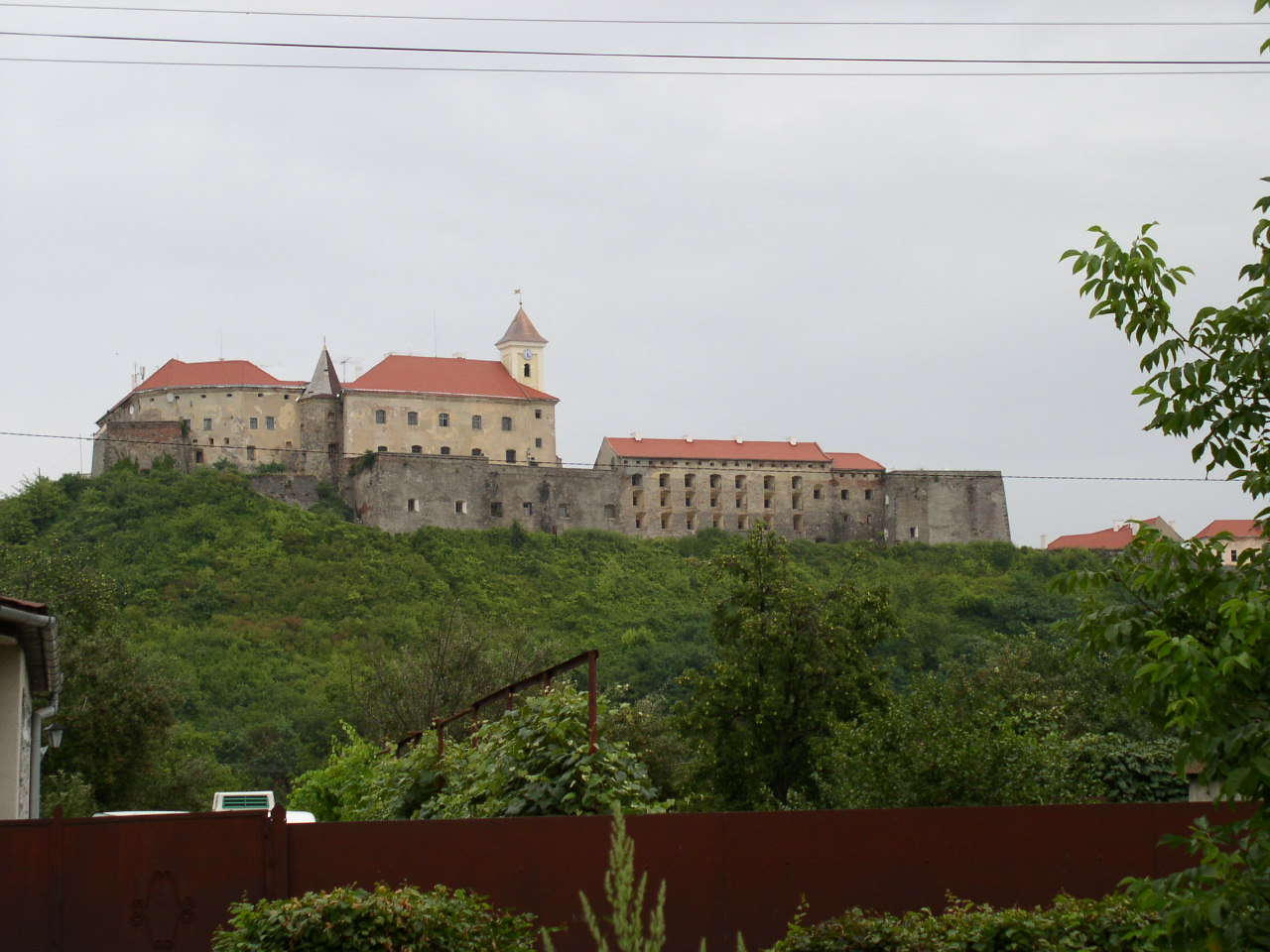
Lâu đài Palanok